# Équipe d'Allemagne de football à la Coupe du monde 2006
 (avril 2025).
 (avril 2025).
Motif : Il y a trop d'informations redondantes qui se trouvent déjà dans l'article sur la coupe du monde en question.
Pour la seconde fois de son histoire, l'équipe d'Allemagne de football accueille la Coupe du monde de football 2006. Elle avait déjà organisé l'édition de 1974 en Allemagne de l'Ouest. L'équipe est dirigée par Jürgen Klinsmann depuis 2004.
L'Allemagne avait connu deux échecs à l'Euro 2000 et 2004. Aussi elle avait atteint la finale de la Coupe du monde 2002.
Avant cette Coupe du monde, l'équipe nationale allemande a accueilli et participé à la Coupe des confédérations 2005. Elle avait finit à la troisième place de la compétition.
Parce que pays hôte de la compétition, l'équipe nationale allemande est dispensée des éliminatoires. Lors des ses matchs de préparation, elle bat les États-Unis et la Colombie, perd face à l'Italie, et fait un match nul face au Japon.
Durant la phase de poules, l'Allemagne est dans le groupe A. Lors du match d'ouverture, les Allemands battent l'équipe du Costa Rica avec un but de Philipp Lahm qui ouvre le score du tournoi. Qualifié pour la phase éliminatoire après leur seconde rencontre, ils gagnent leurs trois matches.
En huitièmes de finale, l'Allemagne rencontre la Suède et l'emportent 2-0 (avec un doublé de Lukas Podolski dans les quinze premières minutes). En quarts de finale, l'Allemagne gagne contre l'Argentine pour atteindre la demi-finale perdue contre l'Italie. La Mannschaft termine à la troisième place en battant le Portugal (3-1). Le gardien de but Oliver Kahn joue son dernier match en sélection nationale.
Après la Coupe du monde, le parcours de l'équipe allemande est analysé comme positif. Jürgen Klinsmann ne prolongera pas son contrat, et Joachim Löw prendra la relève. L'aventure de l'équipe allemande lors de cette Coupe du monde 2006 est nommée en allemand « Ein Sommermärchen », un conte d'été.

## Contexte
Finaliste à la Coupe du Monde de 2002. L'Allemagne décide de réformer la formation de ses jeunes joueurs,, elle s'inspire des méthodes en vigueur en France, en Espagne et aux Pays-Bas. La Ligue de football allemande (DFL) admet dans un document officiel de 2011 que « l'élimination à l'Euro 2000 a été un tournant décisif ». Helmut Sandrock, ancien secrétaire général de la Fédération allemande de football (DFB), rapporte : « Au tournant du siècle, le football allemand était K.O. [...] Ce qui a suivi a été une révolution dans la formation des jeunes. Nous avons envoyé tous les entraîneurs de la fédération à l'étranger pour observer ce qui fonctionnait bien et dont nous pourrions nous inspirer »,.
En Allemagne il n'y a ni de système de détections systématisés, ni de centres de formations pour les jeunes élites, ni de championnats national juniors. La DFB sélectionne des entraîneurs qui prônent une nouvelle philosophie de jeu et une nouvelle vision du football, influencée par celle des autres championnats.
Après l'échec de l'Euro 2004, la fédération confie l'équipe nationale à Jürgen Klinsmann, avec comme adjoint Joachim Löw. Sous leur impulsion, la DFB met en place un plan visant à harmoniser le style de jeu et la tactique de toutes les équipes nationales allemandes, des moins de 15 ans aux équipes réserves. Ceci est adoptée par les clubs de Bundesliga, et après des années de travail, les résultats sont l'éclosion de jeunes joueurs talentueux et des performances convaincantes des équipes de jeunes. Ainsi, l'équipe allemande de 2006 marque le début d'une nouvelle ère.

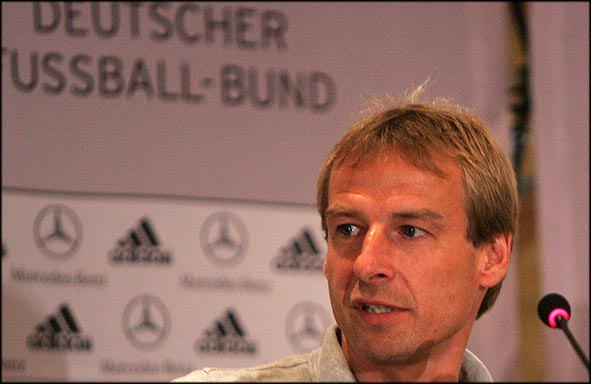
Jürgen Klinsmann sélectionneur de l'équipe.
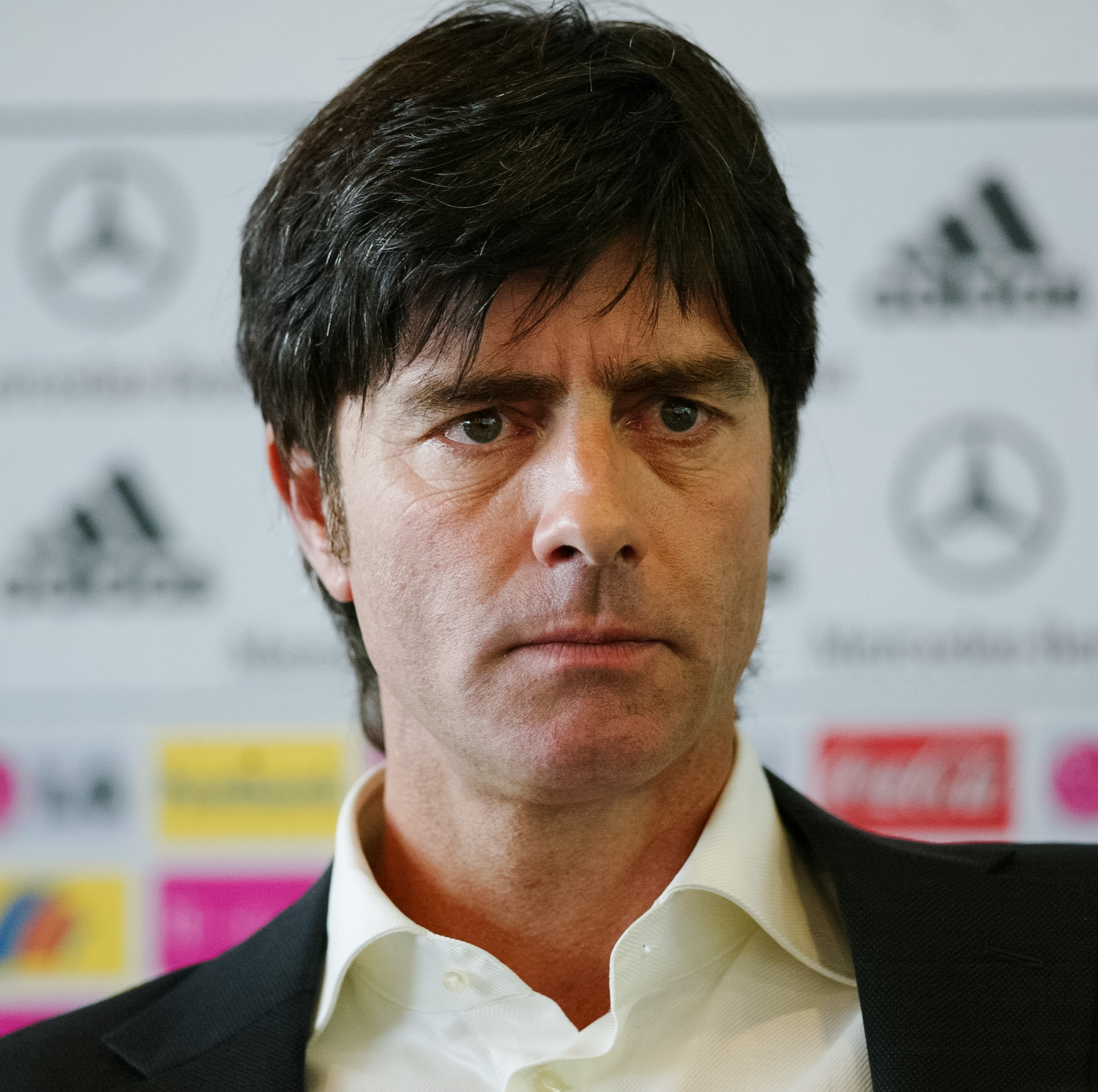
Joachim Löw, entraîneur adjoint.
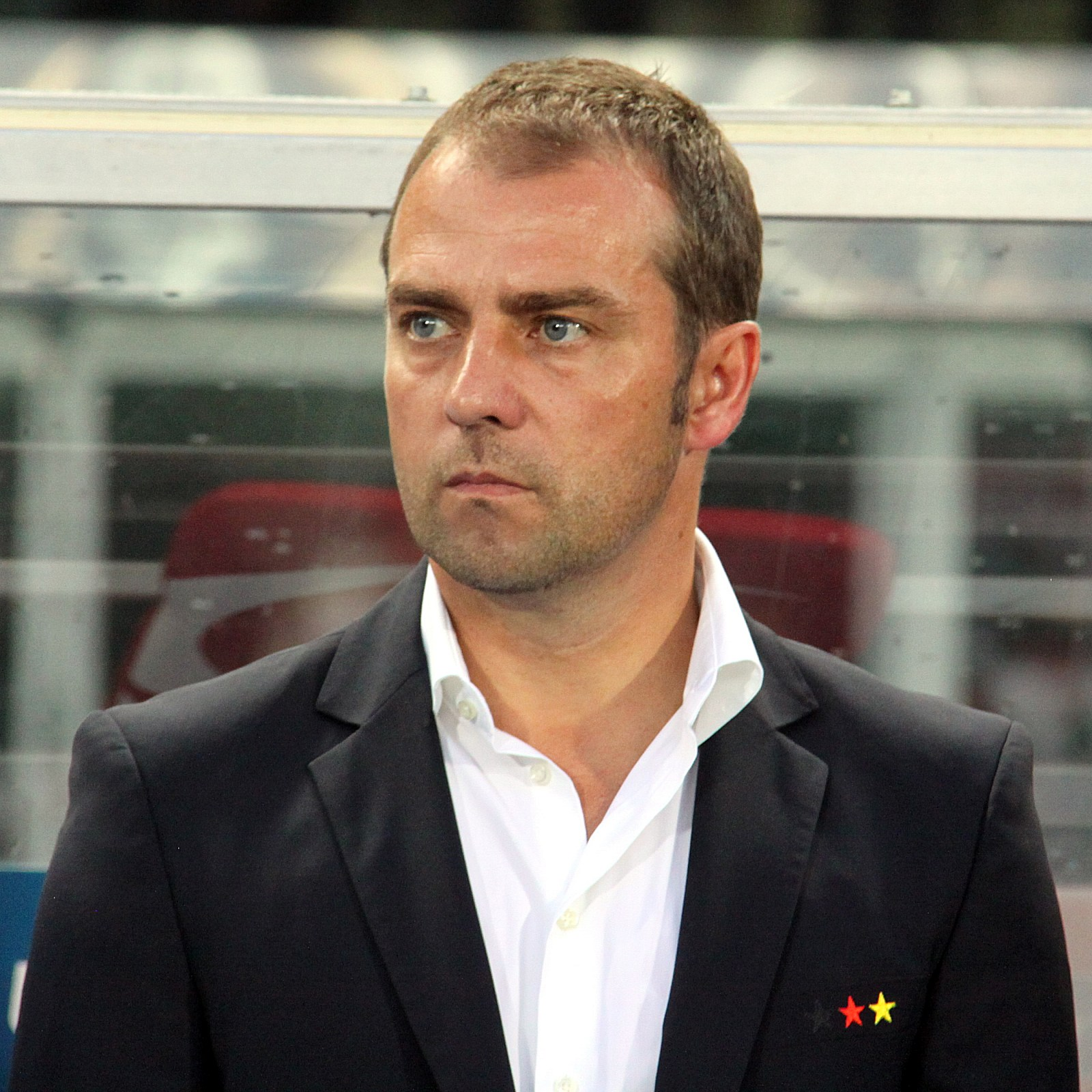
Hansi Flick, entraîneur adjoint.
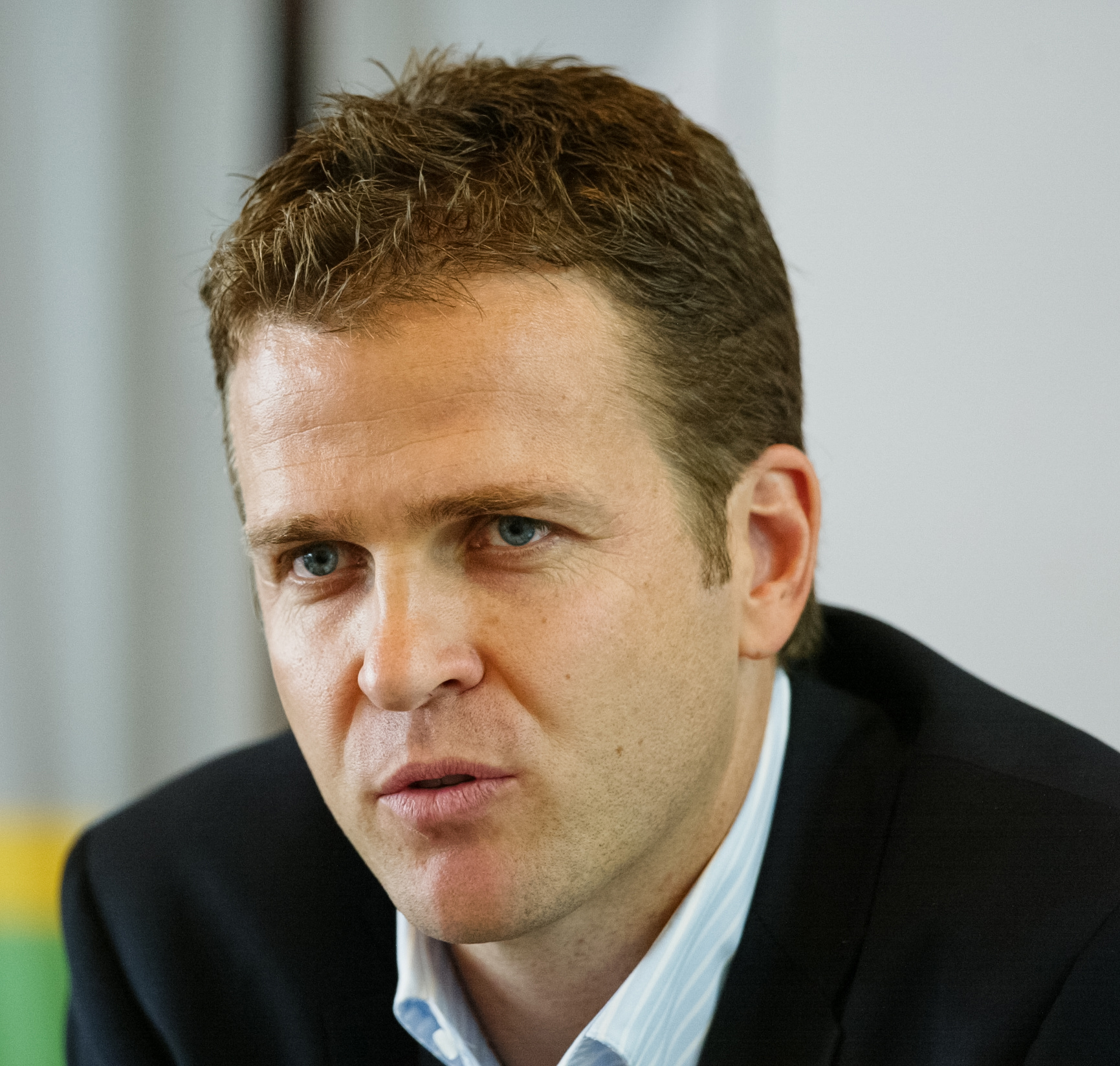
Oliver Bierhoff, manager  de l'équipe.

### Projet d'organisation du Mondial 2006

Logo de la candidature allemande

Après avoir organisé la Coupe du monde 1974, et à la suite de la réunification allemande (1990), la fédération allemande de football veut organiser une Coupe du monde pour la deuxième fois. La fédération et son président Egidius Braun entament la promotion de leur candidature. Fin 1996, Franz Beckenbauer devient ambassadeur de la candidature allemande. Il prend la présidence du comité de candidature en 1998. En cette qualité, il transmet au président de la FIFA Sepp Blatter, le 26 novembre 1998, la déclaration d'intention officielle de la fédération allemande pour l'organisation de la Coupe du monde 2006,.
Si cette candidature ravit les autorités allemandes, ce n'est pas le cas de la presse allemande et étrangère : elles se posent des questions sur cette candidature. En juin 2015, l'hebdomadaire allemand Die Zeit révèle :  l'Allemagne aurait acheté l'organisation du Mondial 2006. Pour obtenir le soutien des responsables asiatiques de la FIFA, elle aurait fait une série d'investissements en Asie. Le groupe pharmaceutique Bayer et le fabricant automobile Volkswagen auraient investi en Thaïlande et en Corée du Sud. Daimler aurait injecté de l'argent dans Hyundai, car le fils de son fondateur siège au conseil d'administration de la FIFA. Toujours selon Die Zeit, le gouvernement de Gerhard Schröder aurait acheté le vote de l'Arabie saoudite en échange de lance-roquettes,.

### Coupe des confédérations 2005
L'Allemagne remporte la candidature du Mondial 2006, et organise dans la foulée la Coupe des confédérations 2005. Depuis lors, cette Coupe sert de répétition générale aux organisateurs de la Coupe du monde.
La Mannschaft se situe naturellement dans le groupe A en tant qu'équipe hôte. Elle affronte la Tunisie, championne d'Afrique en 2004, l'Australie, vainqueur de la Coupe d'Océanie de 2004 et l'Argentine, finaliste de la Copa América 2004.
Pour son premier match dans le groupe, les Allemands battent l'Australie (4-3). Lors du deuxième match, l'équipe de Jürgen Klinsmann bat la Tunisie (3-0). Avec deux matchs dont deux victoires, l'Allemagne se qualifie pour les demi-finales avant d'affronter l'Argentine. Face à l'Albiceleste, les Allemands font match nul (2-2). L'Allemagne conserve sa première place grâce à une meilleure différence de buts. En demi-finale, elle affronte le Brésil, champions du monde en titre. Le match est tendu. Les Allemands cherchent une revanche de la finale de la Coupe du monde 2002. Ils perdent (2-3). Ils remportent la troisième place contre le Mexique (4-3).
C'est la deuxième participation de l'Allemagne à la Coupe des confédérations. En 1999, au Mexique, l'Allemagne est éliminée au 1er tour. Cette équipe, sorte de pré-équipe du Mondial 2006, gagne le podium et laisse espérer une bonne performance au Mondial.

## Groupe A pour l'Allemagne
L'Allemagne est automatiquement qualifiée dès le 6 juillet 2000, en tant que pays hôte de la Coupe du Monde. Elle est placée en tête du groupe A lors du tirage au sort.
Auparavant, le pays organisateur n'était pas systématiquement assigné au groupe A. Aucune règle spécifique n'existait à ce sujet. Lors de l'Euro de 1984 en France, le pays hôte a joué le match d'ouverture. Lors des Coupes du Monde 1998 en France, et 2002 en Corée du Sud et au Japon, les champions en titre ont été placés dans le groupe A ( le Brésil en 1998 et la France en 2002). Cette règle va devenir systématique à la Coupe du Monde de 2006 en Allemagne. Elle sera supprimée ensuite.
L'importance de cette règle est aussi symbolique que sportive. Dans le groupe A et premier du groupe avant le tirage, l'Allemagne commence par conséquent le match d'ouverture. Le tirage au sort de la phase finale est fait le 9 décembre 2005 à Leipzig. L'Allemagne et le Brésil sont  respectivement dans les groupes A et F.
Le tirage au sort veut éviter que des équipes de deux continents, (trois provenant d'Europe), se rencontrent lors du premier tour. Pour son premier match, l'Allemagne affronte le Costa Rica. Cette équipe du pot 4 a participé à la Coupe du Monde 2002 et s'est classée troisième lors des qualifications en Amérique du Nord. Pour son deuxième match, les Allemands joueront contre la Pologne. Cette équipe du pot 3 est considérée comme la plus redoutable sur le papier. Les Orły ont terminé deuxièmes du groupe 6 des éliminatoires européens, juste derrière l'Angleterre, avec 1 point d'écart. Enfin, l'équipe de Jürgen Klinsmann affrontera l'Équateur dans son dernier match de groupe. Les Équatoriens, dans le pot 2, ont également participé à la Coupe du Monde 2002. Ils ont fini quatrième de leur groupe en Amérique du Sud et ont battu le Brésil et l'Argentine lors de matchs officiels,.
| Équipe     | Chapeau       | Méthode de qualification                            | Date de qualification | Participations | Dernière participation | Meilleure performance passée    | Classement FIFA |
| ---------- | ------------- | --------------------------------------------------- | --------------------- | -------------- | ---------------------- | ------------------------------- | --------------- |
| Allemagne  | 1 (Pays hôte) | Qualification d'office                              | 6 juillet 2000        | 16e            | 2002 (Finaliste)       | Vainqueur en 1954, 1974 et 1990 | 19              |
| Équateur   | 2             | Troisième du Amérique du Sud                        | 8 octobre 2005        | 2e             | 2002 (Premier tour)    | Premier tour en 2002            | 39              |
| Pologne    | 3             | Deuxième du Groupe 6 Europe                         | 8 octobre 2005        | 7e             | 2002 (Premier tour)    | Troisième en 1974 et 1982       | 29              |
| Costa Rica | 4             | Troisième du Amérique du Nord, centrale et Caraïbes | 8 octobre 2005        | 3e             | 2002 (Premier tour)    | Huitième de finale en 1990      | 26              |

Après le tirage, les équipes du groupe A réagissent. Les entraîneurs du Costa Rica, de la Pologne et de l'Équateur se réjouissent de leur rencontre contre le pays hôte. La presse allemande reste modeste. Dans l'ensemble, les supporter allemands considèrent ce groupe comme plutôt abordable. Les personnalités du football allemand sont optimistes et restent mesurées. Beckenbauer, surnommé "der Kaiser" (l'empereur), et Jürgen Klinsmann mettent en garde : ne pas sous-estimer les adversaires.

« Le grand gagnant est le Costa Rica. Quand a-t-on la chance de disputer le match d’ouverture d’une Coupe du Monde ? En gros, on peut dire que tous les groupes sont très équilibrés. Tout le monde peut rentrer chez lui satisfait. Seuls les groupes d'Italie et d'Argentine sont un peu plus durs.  »

— Franz Beckenbauer

« Je suis très content de la façon dont cela s'est passé. C'était un bon spectacle et on ne peut pas prédire quel groupe finira par être difficile ou moins difficile. L'Allemagne possède un groupe très attractif. Les spectateurs peuvent s’attendre à découvrir différentes cultures du football. Le match d'ouverture contre le Costa Rica sera très excitant. Ensuite, il y a l’aspect sud-américain. Et les matchs entre l’Allemagne et la Pologne ont en réalité un caractère historique dans le football.  »

— Sepp Blatter président de la FIFA

« Bien sûr, cela aurait pu être bien pire. Ils nous voulaient du bien. Nous sommes satisfaits. C'est un groupe tout à fait réalisable. Mais tout adversaire est difficile. Nous savons désormais où nous en sommes et nous nous mettons au travail. C'est un bon sentiment. La fièvre monte. Maintenant, ça peut commencer !  »

— Jürgen Klinsmann

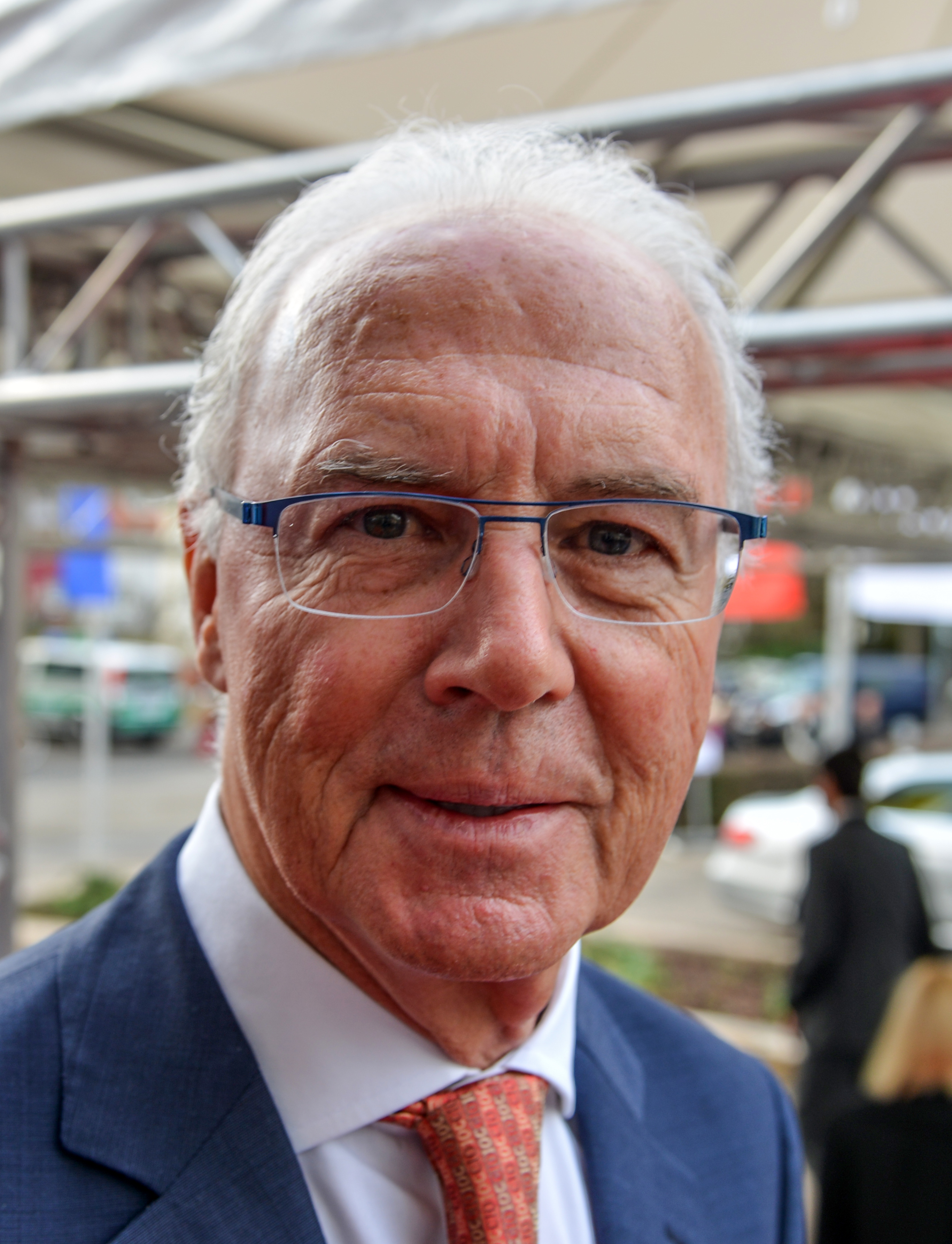
Franz Beckenbauer, président du comité d'organisation du tournoi

Au Costa Rica, la joie est double : ils rencontrent l'Allemagne pays hôte et grande nation du football mondial, et, en plus, lors du match d’ouverture. L’entraîneur Alexandre Guimarães, brésilien (puis naturalisé costaricain) déclare :

« Je suis très fier. C'est un honneur pour nous de disputer le match d'ouverture de la Coupe du Monde contre l'Allemagne, pays hôte. Tout le monde a sa chance dans le football. Tous les groupes sont difficiles. Ce sera serré, mais l'Allemagne est favorite. Ils ont une bonne équipe et des fans derrière eux.  »

— Alexandre Guimarães

« C'est un grand honneur pour nous de disputer ce match d'ouverture contre l'Allemagne. Je pense que nous pouvons faire notre travail là-bas. Je pense que nous pouvons gagner ce match, mais aucune équipe dans ce groupe n'est facile.  »

— Hermes Navarro président de la Fédération du Costa Rica
Les Polonais sont redoutés par la presse allemande et la vox populi allemande en général. Paweł Janas, entraîneur de la Pologne, déclare : 

« C'est dommage que nous ne puissions pas jouer le match d'ouverture. La Pologne s'améliore de plus en plus et est l'une des meilleures ligues européennes. C’est pourquoi j’espère que nous pourrons avancer.  »

— Paweł Janas

« Je suis vraiment très content du tirage au sort. Je pense que nos chances ont définitivement augmenté. Nous nous battrons probablement avec l’Allemagne pour la première place du groupe.  »

— Jan Tomaszewski président de la Fédération polonaise
En Équateur, dernier adversaire du groupe A pour la Mannschaft, Luis Fernando Suárez exprime la même joie que ses homologues costariciens et polonais :

« Bien sûr, j'espère que nous pourrons progresser. L'Allemagne est bien sûr favorite, mais les 3 autres ont aussi une chance de les battre. J’ai du respect pour toute l’équipe allemande, mais je respecte particulièrement Ballack.  »

— Luis Fernando Suárez
Dans l'ensemble, les organisateurs sont satisfaits du tirage au sort et des adversaires. L'Allemagne évite des adversaires redoutables du chapeau 3, (Pays-Bas, demi-finalistes de l'Euro 2004 et troisièmes au classement FIFA, Portugal, finaliste malheureux de ce même Euro, République tchèque, classée deuxième au classement FIFA en mai 2006.

## Matchs de préparation
Après la Coupe des Confédérations 2005, l'Allemagne organise quelques matchs amicaux : l'équipe des Pays-Bas, demi-finaliste de l'Euro 2004, mène (2-0, doublé d'Arjen Robben), les Allemands reviennent à égalité, (2-2); la Slovaquie gagne (2-0), l'attaque allemande fait une bonne deuxième mi-temps, la défense reste perfectible. Lors de ce match, Jürgen Klinsmann décide de remplacer Oliver Kahn par Jens Lehmann dans les buts. Dans le troisième match contre l'Afrique du Sud, les Allemands renouent avec la victoire (4-2). L'Allemagne encaisse deux buts en trois matchs consécutifs, sa défense est critiquée par la presse allemande. Le quatrième match contre la Turquie à l’extérieur confirme sa faiblesse défensive, (2-1). Les critiques pointent la responsabilité de Jürgen Klinsmann. La victoire (1-0) contre la Chine n'atténue pas les critiques,. Pour le dernier match de l'année, les Allemands font match nul contre la France au Stade de France,.
| 17 août 2005 | Pays-Bas      | 2 - 2   | Allemagne                 |                                                                    |                                                                    |
|              | Robben 3e 46e | (2 - 0) | 50e Ballack · 81e Asamoah | Stade Feijenoord, Rotterdam Spectateurs : 45 500 Arbitrage : Ausum | Stade Feijenoord, Rotterdam Spectateurs : 45 500 Arbitrage : Ausum |
|              | Rapport (DFB) |         |                           | Stade Feijenoord, Rotterdam Spectateurs : 45 500 Arbitrage : Ausum | Stade Feijenoord, Rotterdam Spectateurs : 45 500 Arbitrage : Ausum |

| 3 septembre 2005 | Slovaquie             | 2 - 0   | Allemagne |                                                                         |                                                                         |
|                  | Karhan 21e (pen.) 38e | (2 - 0) |           | Tehelné pole, Bratislava Spectateurs : 9 276 Arbitrage : Eric Braamhaar | Tehelné pole, Bratislava Spectateurs : 9 276 Arbitrage : Eric Braamhaar |
|                  | Rapport DFB           |         |           | Tehelné pole, Bratislava Spectateurs : 9 276 Arbitrage : Eric Braamhaar | Tehelné pole, Bratislava Spectateurs : 9 276 Arbitrage : Eric Braamhaar |

| 7 septembre 2005 | Allemagne                            | 4 - 2   | Afrique du Sud                     |                                                                       |                                                                       |
|                  | Podolski 12e (48) 55e · Borowski 47e | (1 - 1) | 26e (pen.) Bartlett · 50e McCarthy | Weserstadion, Brême Spectateurs : 9 276 Arbitrage : Grzegorz Gilewski | Weserstadion, Brême Spectateurs : 9 276 Arbitrage : Grzegorz Gilewski |
|                  | Rapport DFB                          |         |                                    | Weserstadion, Brême Spectateurs : 9 276 Arbitrage : Grzegorz Gilewski | Weserstadion, Brême Spectateurs : 9 276 Arbitrage : Grzegorz Gilewski |

| 8 octobre 2005 | Turquie                  | 2 - 1   | Allemagne    |                                                                                     |                                                                                     |
|                | Altıntop 24e · Şahin 87e | (1 - 0) | 90e Neuville | Stade olympique Atatürk, Istanbul Spectateurs : 23 000 Arbitrage : Domenico Messina | Stade olympique Atatürk, Istanbul Spectateurs : 23 000 Arbitrage : Domenico Messina |
|                | Rapport DFB              |         |              | Stade olympique Atatürk, Istanbul Spectateurs : 23 000 Arbitrage : Domenico Messina | Stade olympique Atatürk, Istanbul Spectateurs : 23 000 Arbitrage : Domenico Messina |

| 12 octobre 2005 | Allemagne         | 1 - 0   | Chine |                                                                             |                                                                             |
|                 | Frings 51e (pen.) | (0 - 0) |       | Volksparkstadion, Hambourg Spectateurs : 50 000 Arbitrage : Lucílio Batista | Volksparkstadion, Hambourg Spectateurs : 50 000 Arbitrage : Lucílio Batista |
|                 | Rapport DFB       |         |       | Volksparkstadion, Hambourg Spectateurs : 50 000 Arbitrage : Lucílio Batista | Volksparkstadion, Hambourg Spectateurs : 50 000 Arbitrage : Lucílio Batista |

| 12 novembre 2005 | France      | 0 - 0   | Allemagne |                                                                           |                                                                           |
|                  |             | (0 - 0) |           | Volksparkstadion, Hambourg Spectateurs : 50 000 Arbitrage : Steve Bennett | Volksparkstadion, Hambourg Spectateurs : 50 000 Arbitrage : Steve Bennett |
|                  | Rapport DFB |         |           | Volksparkstadion, Hambourg Spectateurs : 50 000 Arbitrage : Steve Bennett | Volksparkstadion, Hambourg Spectateurs : 50 000 Arbitrage : Steve Bennett |

Jürgen Klinsmann et son adjoint, Joachim Löw, en tirent des enseignements : les matchs amicaux ont mis en lumière la fragilité défensive de l'Allemagne. En 2006, des ajustements tactiques sont apportés. Les matchs préparatoires avant la Coupe du Monde sont scrutés de près par les spécialistes et la presse allemande. La plupart des joueurs de ces matchs amicaux feront partie du tournoi mondial.
Avant le mondial, l'Allemagne rencontre les Italiens de Marcello Lippi à Florence. Ensuite, ce seront les Américains à Dortmund, le Luxembourg à Fribourg-en-Brisgau, le Japon à Leverkusen, et une semaine avant le mondial, la Colombie à Mönchengladbach.

### Lourde défaite face aux Italiens
Le 1er mars 2006, l'Allemagne joue son premier match de préparation contre la Squadra Azzurra, à Florence. La presse allemande le qualifie de « désastre footballistique côté allemand. » La première mi-temps est considérée comme la pire première mi-temps de l'ère Jürgen Klinsmann. Après le match, Klinsmann  constate en allemand, anglais et italien : « C'était une leçon. ».
Alberto Gilardino ouvre le score à la 4e minute, suivi trois minutes plus tard par un deuxième but italien de Luca Toni ( Fiorentina ). Avec un handicap de 2-0 dès les dix premières minutes, l'équipe allemande est déconcertée par la tactique et la technique du jeu italien. Malgré une légère reprise, le réalisme manque aux hommes de Klinsmann. À la 39e minute, Daniele De Rossi marque : 3-0. Après la mi-temps, les Allemands, comme en première mi-temps, manquent de réalisme devant Gianluigi Buffon. Les Italiens alourdissent le score : 4-0 à la 57e minute, but de Alessandro Del Piero sur un centre de Mauro Camoranesi. Les Allemands marquent à la 82e minute, Robert Huth signant son deuxième but en sélection. Score : 4-1 pour l'Italie.

« Nous savions qu'un tel revers allait survenir ... Cela ne change pas nos plans. »

— Jürgen Klinsmann
Le match et les déclarations de l’entraîneur allemand posent en Allemagne la question du rajeunissement de la sélection. Pour la presse allemande, ce match n'est pas seulement une humiliation au niveau du score, mais aussi au niveau du jeu proposé. L'équipe est fragile, a peu de caractère, concluent la presse et certains supporters. Jürgen Klinsmann maintient le système de jeu basé sur le 4-4-2 et garde sa confiance à certains joueurs cadres,.
| Entraîneur :   |
| Marcello Lippi |

| Entraîneur :     |
| Jürgen Klinsmann |

| Entraîneur :   |
| Marcello Lippi |

| Entraîneur :     |
| Jürgen Klinsmann |

### Victoire face aux États-Unis
Pour la rencontre contre les États-Unis, Jürgen Klinsmann modifie son onze de départ, surtout en défense. Oliver Kahn retrouve son poste de gardien, Christoph Metzelder, Gerald Asamoah et Sebastian Kehl débutent dans la défense.
Le match est à l'antipode de ce qui s'est passé en Italie. Les Allemands dominent la première mi-temps. Comme contre l'Italie, un manque de réalisme les empêche de mener au score. Pour la deuxième mi-temps, Lukas Podolski cède sa place à Bastian Schweinsteiger, qui marque à la 47e minute. Le jeu reprend sur un faux rythme. Les allemands ont pour objectif de ne pas concéder de but, les américains veulent éviter une contre-attaque allemande. 70e minute, les américains laissent des espaces en défense, les Allemands marquent le deuxième but à la 72e minute. Trois minutes plus tard, ils inscrivent le troisième but, et Michael Ballack marque le but du 4-0. Les américains sont dépassés, mais l’arrière droit américain, Steve Cherundolo, réduit l'écart à 4-1. C'est son premier but en sélection. Fin du match : 4-1 pour l'Allemagne.
La presse Allemande est satisfaite de la défense de la Mannschaft ; elle relève quelques problèmes tactiques. Jürgen Klinsmann gagne la confiance des supporters. Il sera soutenu par des personnalités publiques : la Chancelière elle-même prône la stabilité de l’équipe.
| Entraîneur :     |
| Jürgen Klinsmann |

| Entraîneur : |
| Bruce Arena  |

| Entraîneur :     |
| Jürgen Klinsmann |

| Entraîneur : |
| Bruce Arena  |

### Formalité luxembourgeoise
Début mai, Jürgen Klinsmann publie la liste des 23 joueurs qui iront en Coupe du Monde. À 13 jours du match d'ouverture contre le Costa Rica à Munich, l'équipe de Jürgen Klinsmann bat le Luxembourg 7-0 à Fribourg-en-Brisgau. Le match révèle une attaque allemande décisive.
L'équipe allemande montre dès le début qu'elle veut mettre les Luxembourgeois sous pression. La Mannaschft prend l'avantage dès la cinquième minute grâce à Miroslav Klose. Torsten Frings marque sur penalty. Lukas Podolski marque à la 36e minute. À la mi-temps, 3-0 pour l'Allemagne. Les joueurs allemands jouent sans pression, leur jeu est fluide. Mais l’équipe luxembourgeoise laisse à désirer et la deuxième mi-temps en témoigne.

« Les joueurs ont mis en œuvre ce que nous leur avons dit de faire, de jouer rapidement vers l'avant. Même s'il était clair qu'il y avait une certaine fatigue après un entraînement intensif, l'équipe a fait preuve d'engagement et était enthousiaste à l'idée de jouer. »

— Jürgen Klinsmann
Miroslav Klose marque le 4e but sur un tir puissant à la 59e minute. Lukas Podolski sur penalty à la 65e minute. 71e minute, Oliver Neuville entre en jeu à la place de Podolski et marque un doublé en une minute (91e et 92e minute). Score final : 7-0 pour l'Allemagne.
| Entraîneur :     |
| Jürgen Klinsmann |

| Entraîneur : |
| Guy Hellers  |

| Entraîneur :     |
| Jürgen Klinsmann |

| Entraîneur : |
| Guy Hellers  |

### Coriaces Japonais
En avant-dernier match de préparation, l'Allemagne affronte le Japon. Le capitaine Michael Ballack, remis d'une blessure à la cheville, entre comme milieu de terrain.
Les Allemands entament le match de manière offensive. Ils sont imprécis dans leurs combinaisons, manquent de réalisme. Les deux équipes se procurent de nombreuses occasions. Le score reste nul 0-0 à la mi-temps. En deuxième mi-temps, le match s'anime : Naohiro Takahara marque un doublé en l'espace de 10 minutes, (57e et 65e minute). La réaction Allemande arrive à la 76e minute : Miroslav Klose réduit le score. Cinq minutes plus tard, Bastian Schweinsteiger marque le but de l’égalisation. Il sera l'homme du match. Résultat final : 2-2. Les Japonais ont posé de nombreux problèmes aux Allemands et installent un doute pour le mondial.

« Après ce déficit, nous pouvons être très satisfaits de ce résultat. L'équipe a montré un bon moral après la défaite 2-0.  »

— Bernd Schneider

« Nous étions visiblement en pleine préparation. Les Japonais étaient plus vifs. Nous avions les jambes lourdes, mais c'est normal. Ce qui était important, c'est que nous revenions. C'est là qu'on a remarqué le moral des troupes.  »

— Michael Ballack
Malgré un match nul arraché par l'Allemagne, les supporters Allemands qualifient le match de performance médiocre. Le match nul montre quand même le moral de l’équipe, ce qui soulage certains. Cette équipe soulève des interrogations,.
| Entraîneur :     |
| Jürgen Klinsmann |

| Entraîneur : |
| Zico         |

| Entraîneur :     |
| Jürgen Klinsmann |

| Entraîneur : |
| Zico         |

### Dernier match de préparation
Une semaine avant l'ouverture de la Coupe du Monde 2006, les Allemands affrontent la Colombie, en dernier match de préparation. Hormis le Luxembourg, la Colombie est la seule équipe dans les matchs de préparation de l'Allemagne, qui n'a pas pu se qualifier en Coupe du Monde. Les « Cafeteros » terminent à la sixième place de la phase qualificative en Amérique du Sud. Ce match sert de préparation aux Allemands, pour les colombiens, il relève d'un match de prestige.
Après 20 minutes de jeu, la supériorité est allemande. Le pays hôte de la Coupe du Monde marque le premier but, avant la mi-temps, par le capitaine Michael Ballack. Bastian Schweinsteiger marque à la 41e minute : 2-0. Équipe sérieuse et appliquée, la Mannschaft rassure. Après la pause, la physionomie du match change : de nombreux changements sont effectués, tant côté colombien qu'allemand. Les allemands marquent le dernier but du match par un entrant : Tim Borowski (69e minute). Fin du match : 3-0 pour l'Allemagne.

« J'étais ravi que l'équipe ait retrouvé un peu de confiance avant le tournoi. C'était bien de terminer sur une victoire et nous avons maintenant très faim pour le match d'ouverture contre le Costa Rica (le 9 juin). Les supporters, les joueurs et moi-même voulons tous que le tournoi commence. Nous avons connu des hauts et des bas, mais nous savions que la date limite était vendredi prochain à Munich. Nous croyons en cette équipe. Je savais en prenant ce poste que je ne pourrais pas plaire à tout le monde. Mon objectif était de bâtir une bonne équipe. »

— Jürgen Klinsmann
Les victoires contre la Colombie et les États-Unis donnent espoir aux supporters. La défaite en mars contre l'Italie à Florence (4-1 pour l'Italie) a révélé des lacunes défensives. Le match moyen contre le Japon à Leverkusen les confirme. De nombreux spécialistes et journalistes Allemands mettent en garde contre cette faiblesse défensive. L'Allemagne a rassuré face à des pays respectables (États-Unis et Colombie), mais pas face à des pays de niveau plus élevé, l’Italie ou le Japon. Une semaine avant le mondial, le coach Jürgen Klinsmann déclare :   

« Nous ne modifierons pas notre philosophie lors de la Coupe du Monde. Nous voulons avancer rapidement et offrir un football attrayant au public. Il est faux de dire que nous avons des problèmes en défense. Nous avons juste du mal à nous déconnecter lorsque nous perdons le ballon. »

— Jürgen Klinsmann
| Entraîneur :     |
| Jürgen Klinsmann |

| Entraîneur :   |
| Reinaldo Rueda |

| Entraîneur :     |
| Jürgen Klinsmann |

| Entraîneur :   |
| Reinaldo Rueda |

## Maillot

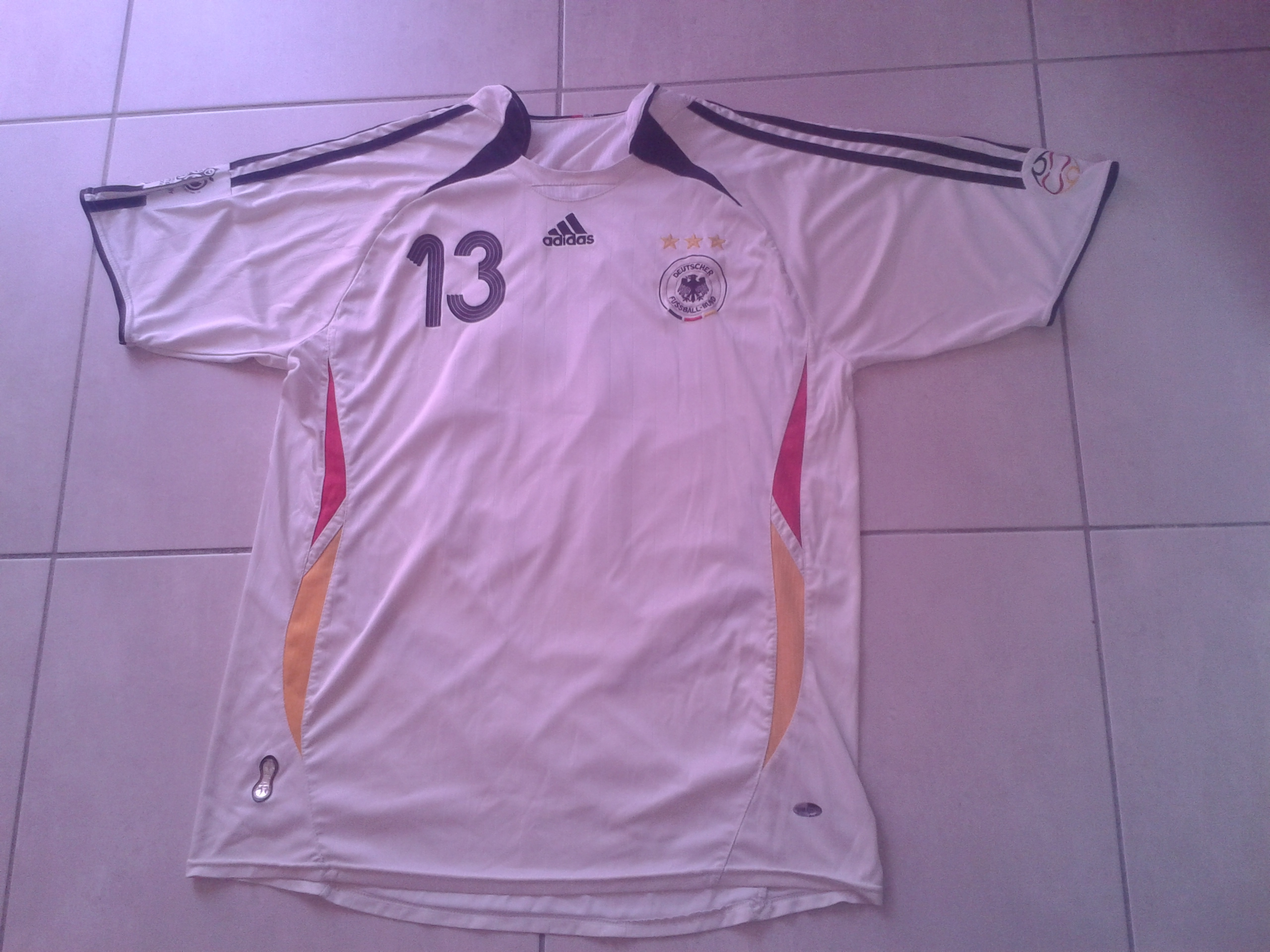
Maillot blanc de l'équipe d'Allemagne de football à la coupe du monde 2006

Depuis 1954, la société internationale Adidas est partenaire officiel de l'équipe nationale allemande. La marque a joué un rôle décisif dans la victoire de l'Allemagne à la Coupe du monde 1954 en Suisse. Cette implication a renforcé la confiance et la sympathie envers la marque au sein de la société allemande, au-delà du simple sentiment patriotique.
Depuis ses débuts, l'équipe nationale de football d'Allemagne porte les couleurs emblématiques blanc et noir, en particulier lors des  Coupes du Monde de football. Historiquement, depuis la Seconde Guerre mondiale, ces couleurs ont été associées au maillot porté à domicile, et sont les plus utilisées lors des matchs officiels.
Le maillot porté à l'extérieur (utilisé lors des matchs à l'extérieur ou contre des équipes portant un maillot blanc) a changé après la partition de l'Allemagne. La Mannschaft arbore souvent des maillots verts. Jürgen Klinsmann réforme le football en Allemagne pas seulement sur le plan sportif, mais aussi sur l'aspect esthétique,.
En 2004, à la suite de l'arrivée de la nouvelle direction, les nouveaux maillots extérieurs de l'équipe adoptent le rouge. Cette innovation est officiellement présentée à la veille de la Coupe des confédérations 2005 à Leipzig. Pour 2006, le maillot rouge est assorti d'un short blanc et de chaussettes rouges. Son lancement est prévu le 1er mars 2006 lors d'un match amical contre l'Italie à Florence.

« Nous nous engageons en faveur d'un football offensif. Cela devrait également être symbolisé par les nouveaux maillots rouges, car la couleur rouge représente une certaine agressivité  »

— Oliver Bierhoff
Quelques mois avant la Coupe du Monde, un débat sur le choix du maillot fait rage. Klinsmann soutient que le maillot rouge doit devenir le maillot de domicile et remplacer le traditionnel maillot blanc. Le match contre l'Afrique du Sud en 2005 témoigne de cette volonté. Durant le mondial allemand, le maillot blanc sera utilisé tout au long du parcours de la Mannschaft.
Le nouveau maillot blanc fait son apparition dans un match amical contre la France en 2005. Selon l'équipementier Adidas, le maillot est doté de nombreuses nouveautés technologiques visant à optimiser la température corporelle. Le tissu est plus léger, absorbe davantage la transpiration, et des points d'aération sont placés à des endroits stratégiques pour améliorer la circulation de l'air. Le flocage a adopté une forme plus ronde et plus fine. Les couleurs du drapeau national (noir, rouge, or) sont conservées sous forme de bandes sur les côtés, à l'arrière du col et à l'intérieur d'un logo présent sur les manches.

## Effectif et encadrement
La fédération allemande de football annonce la liste finale de la sélection allemande le 16 mai 2006. Cette liste est conforme aux prévisions de la presse allemande. La présence du jeune David Odonkor, jamais sélectionné auparavant, surprend,. Neuf finalistes de la Coupe du monde 2002 font partie de cette liste, notamment Michael Ballack, capitaine de la sélection. Dans le staff, l'entraîneur Jürgen Klinsmann est épaulé par Joachim Löw, Hansi Flick et Uli Stielike, ses adjoints. L'encadrement de l'Allemagne inclut de nombreux préparateurs physiques et kinésithérapeutes. Andreas Köpke, gardien emblématique de la Mannschaft, champion du monde 1990 et champion d'Europe 1996, succède à Sepp Maier et devient l'entraîneur des gardiens.
Le joueur le plus âgé est Oliver Kahn, 37 ans, le joueur le plus jeune, 20 ans, est Marcell Jansen, défenseur du Borussia Mönchengladbach. L'âge moyen est de 26,3 ans.
Le choix final du gardien fait débat. Jens Lehmann a fait d'excellentes performances lors de la saison 2005-2006 avec Arsenal ; il a atteint la finale de la Ligue des champions. Cela impacte la position du gardien numéro 1, Oliver Kahn. Après réflexions et observations entre Oliver Kahn et Jens Lehmann, Jürgen Klinsmann se décide pour le gardien d'Arsenal. La presse allemande attend la réaction du gardien du Bayern Munich, surnommé « Kahn le barbare ». Il déclare :

« Jürgen Klinsmann a pris sa décision, je l'ai acceptée, j'ai réfléchi et j'ai décidé d'être là pour le bien de l'équipe... Il faut arrêter avec cette histoire et cette guéguerre : nous avons besoin de quelque chose de positif et d'euphorie pour aller au bout. Il faut dépasser cette rivalité entre Kahn et Lehmann. »

— Oliver Kahn

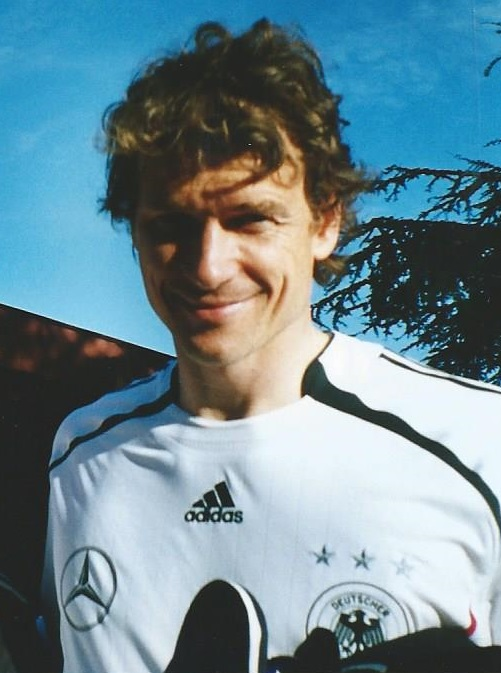
Jens Lehmann
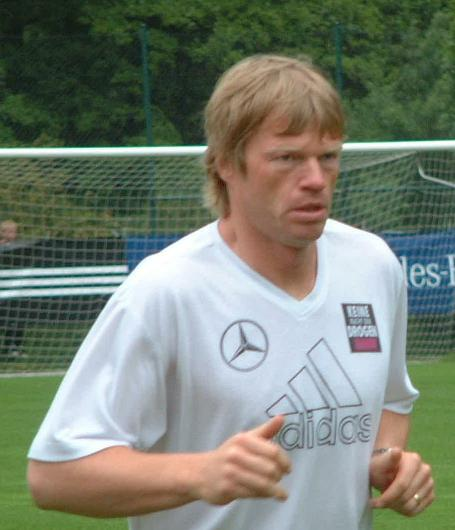
Oliver Kahn

La défense allemande est le sujet le plus débattu. Elle a concédé 7 buts dans les cinq matchs amicaux de 2006, notamment contre l'Italie et le Japon. Elle subit un remaniement majeur.

La Coupe des Confédérations 2005 en Allemagne a mis en avant trois joueurs à vocation défensive : Arne Friedrich, Robert Huth et Per Mertesacker (avantagé par sa taille de 2 mètres). Un nouveau joueur Philipp Lahm, s'est révèlé. Il est sélectionné par Rudi Völler pour l'Euro 2004. Il jouera tous les matchs de l'Allemagne lors de la Coupe du Monde 2006.

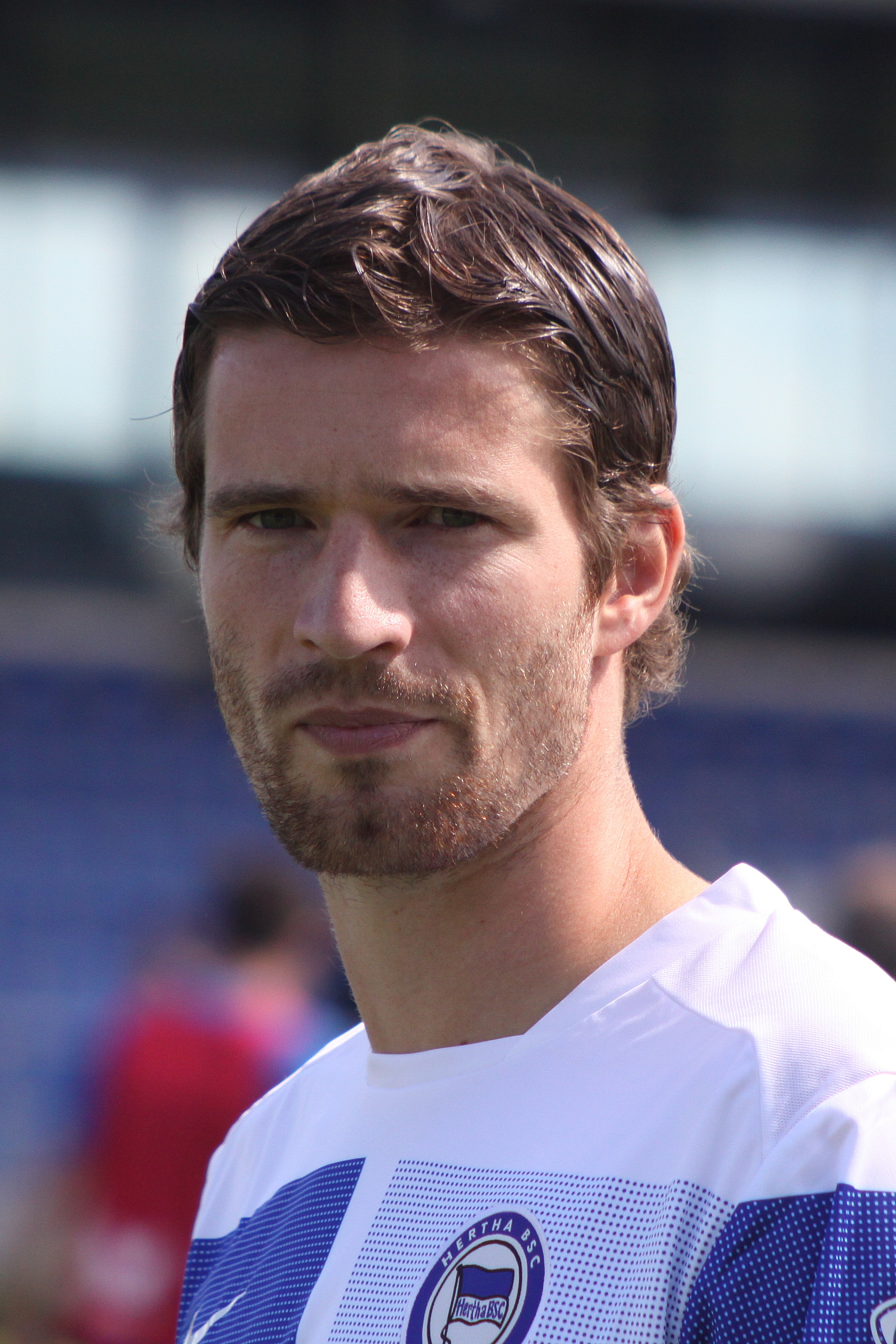
Arne Friedrich
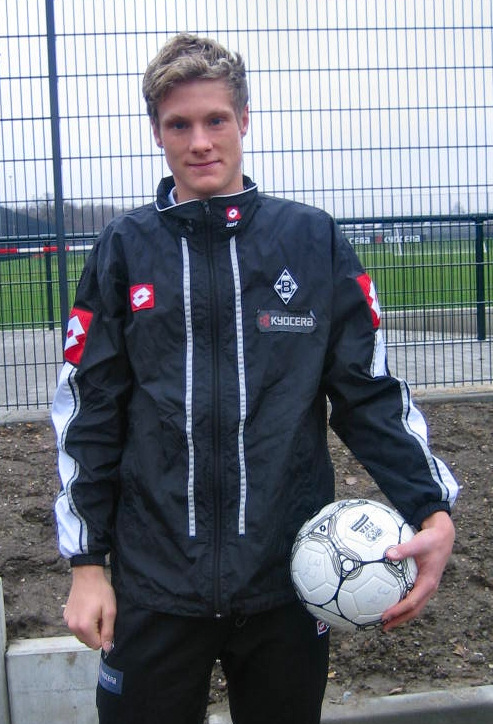
Marcell Jansen
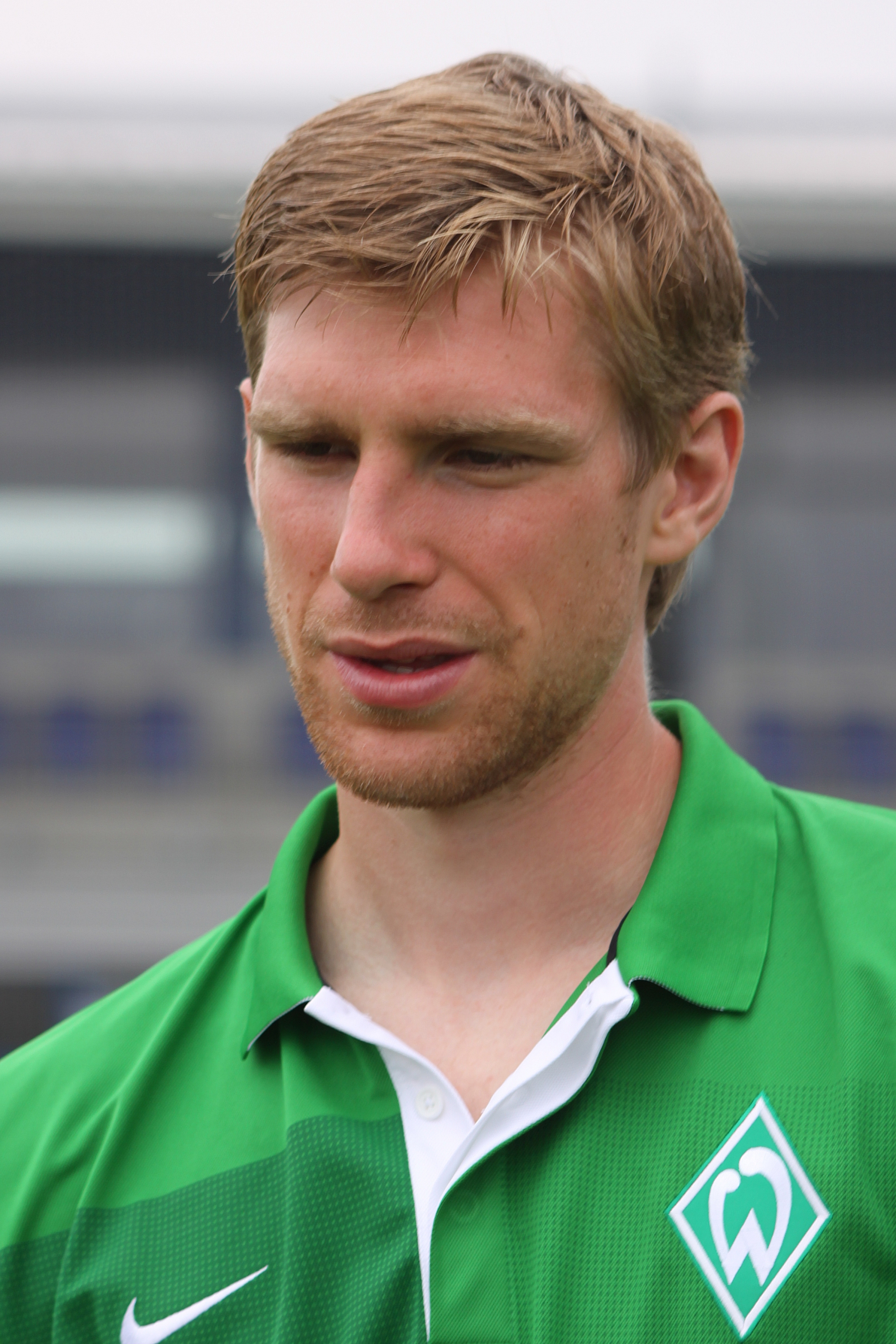
Per Mertesacker
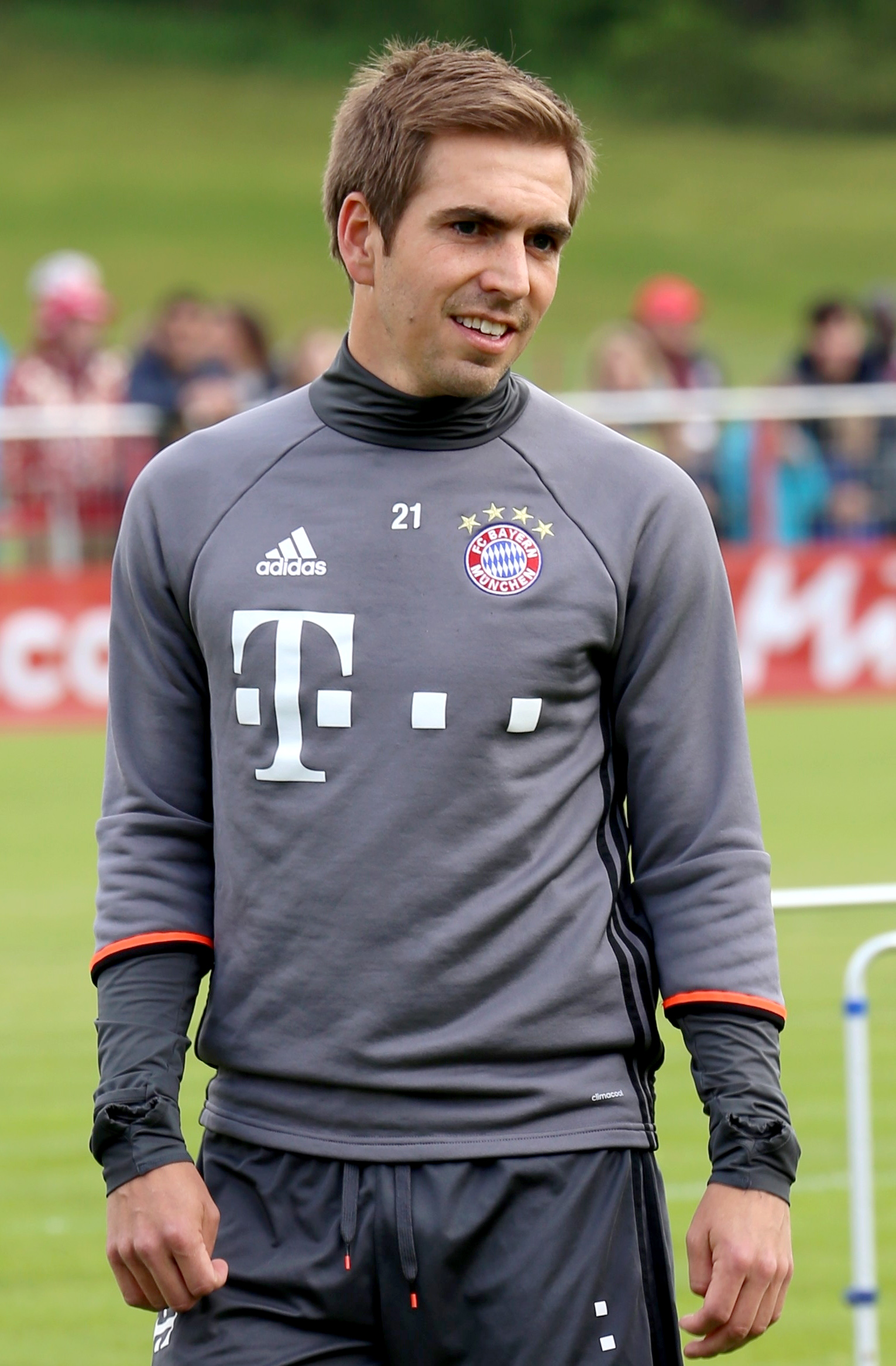
Philipp Lahm

Le milieu allemand compte plusieurs joueurs d'expérience. Cinq ont participé à la Coupe du Monde 2002 : Michael Ballack, capitaine de l'équipe et joueur clé au mondial 2002 (Il a été suspendu après deux cartons jaunes, manquant ainsi la septième finale de Coupe du Monde disputée et perdue contre le Brésil (0-2); Gerald Asamoah (joueur du FC Schalke 04), Torsten Frings (joueur du Werder Brême connu pour ses frappes puissantes), Sebastian Kehl, (qui n'a joué que deux matchs de la Coupe du Monde 2002), et Bernd Schneider (qui a joué tous les matchs du dernier mondial, comme Torsten Frings).
Bastian Schweinsteiger, par ses performances au Bayern Munich, s'impose comme titulaire. En juin 2006, il est retenu pour la Coupe du monde de football en Allemagne. Il compte 29 sélections et 7 buts en équipe nationale malgré son âge : moins de 22 ans. La surprise de cette sélection est l'apparition de David Odonkor, jeune joueur du Borussia Dortmund. Il est retenu pour la Coupe du monde sans avoir jamais été sélectionné avant. Jürgen Klinsmann dit de lui :

« Il apportera quelque chose dont nous avons un besoin urgent : la vitesse, la capacité à surprendre, la capacité à avancer jusqu'au bas de l'aile et à frapper des centres. »

— Jürgen Klinsmann
De nombreux supporters allemands remettent en question le choix du gardien. Les inquiétudes persistent sur la défense. En revanche, le milieu rassure. Expérimenté et talentueux, il présente malgré tout des lacunes dans la construction du jeu et un faible retour des milieux en défense.

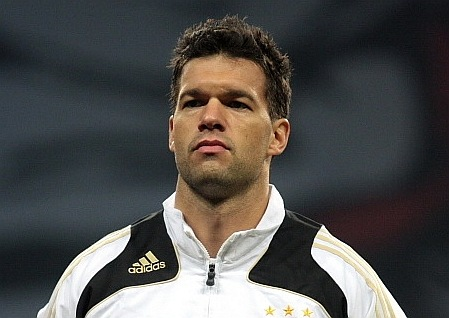
Michael Ballack, capitaine
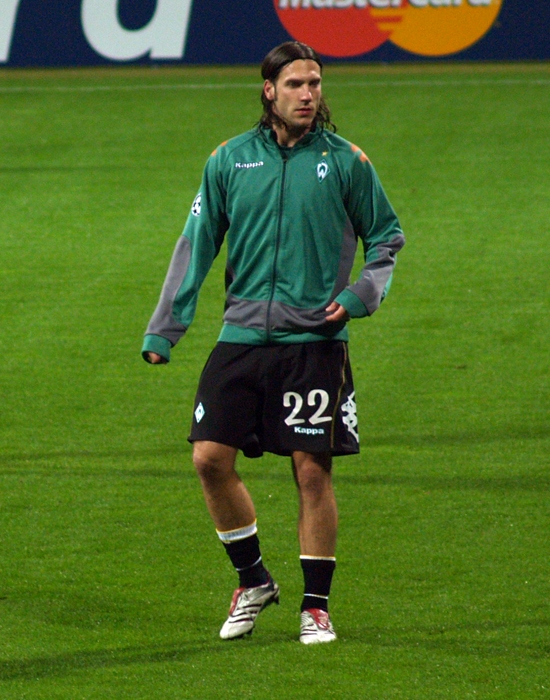
Torsten Frings
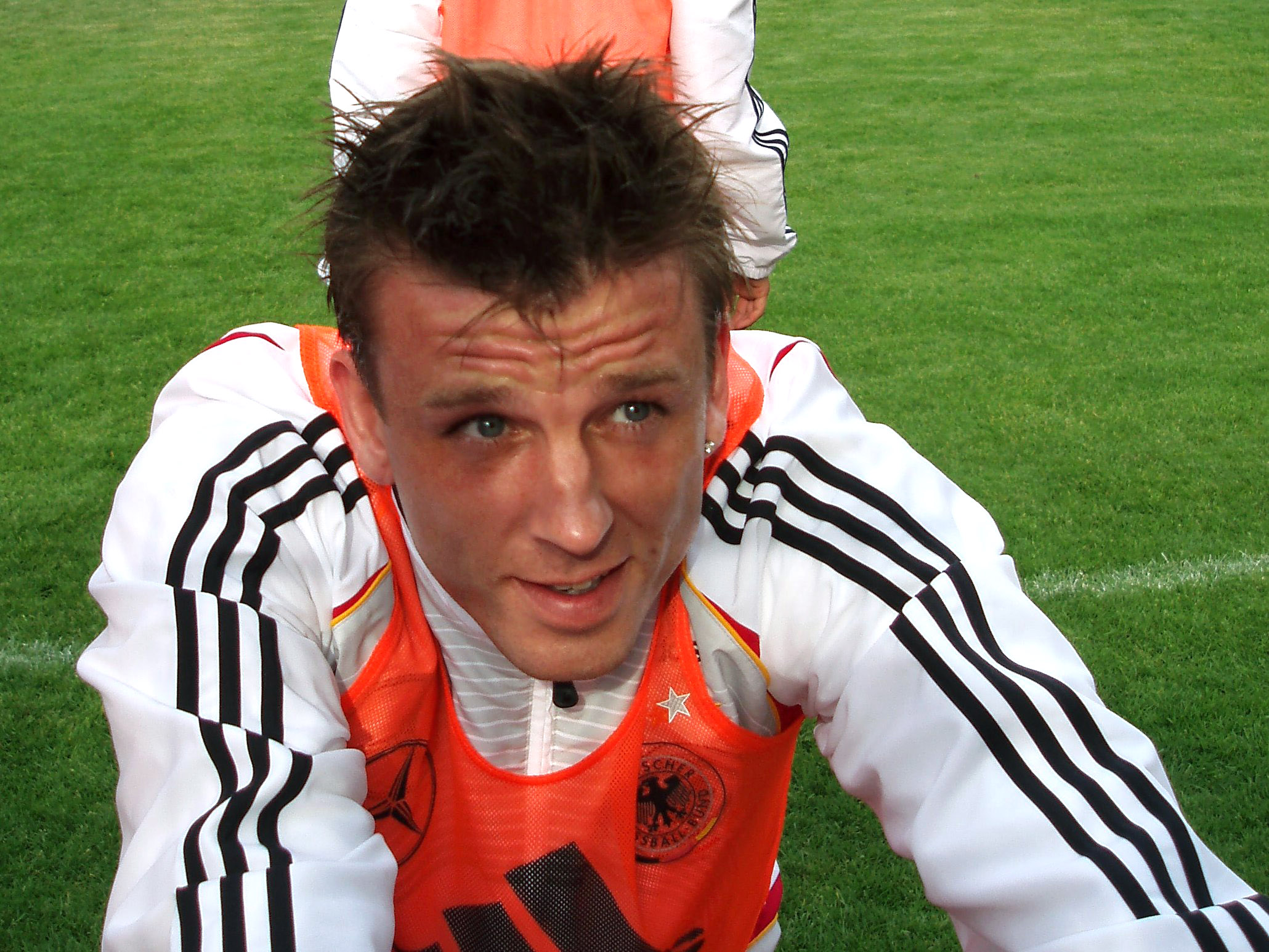
Bernd Schneider
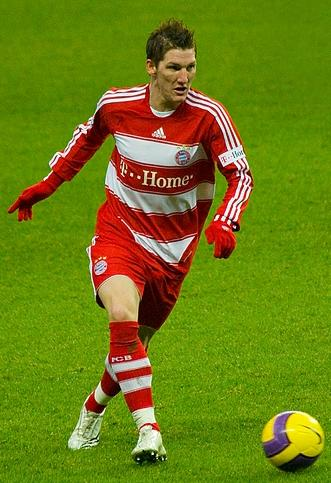
Bastian Schweinsteiger

La réputation de la sélection allemande repose sur sa capacité à attaquer. Elle est connue pour son style de jeu attrayant et offensif, tourné vers l'avant, rarement défensif. Les matchs amicaux précédant la Coupe du monde l'illustrent. En 2006, sur cinq matchs amicaux, la Nationalmannschaft a marqué 17 buts, soit une moyenne de 3 buts par match.
L'armada offensive allemande est composée de : Miroslav Klose, (sa détente et son jeu de tête le rendent redoutable dans le jeu aérien. Il finira meilleur buteur de la Coupe du monde 2006 avec 5 buts à son actif); Oliver Neuville, (attaquant du Borussia Mönchengladbach, rapide, buteur fiable et productif en sélection et en club); Mike Hanke (qui n'a fait qu'une seule apparition au Mondial) ; Lukas Podolski, (joueur du FC Cologne, qui deviendra un joueur clé du Bayern Munich après la Coupe du monde) ; Miroslav Klose, Oliver Neuville et Lukas Podolski participeront à tous les matchs de l'Allemagne lors de ce Mondial.

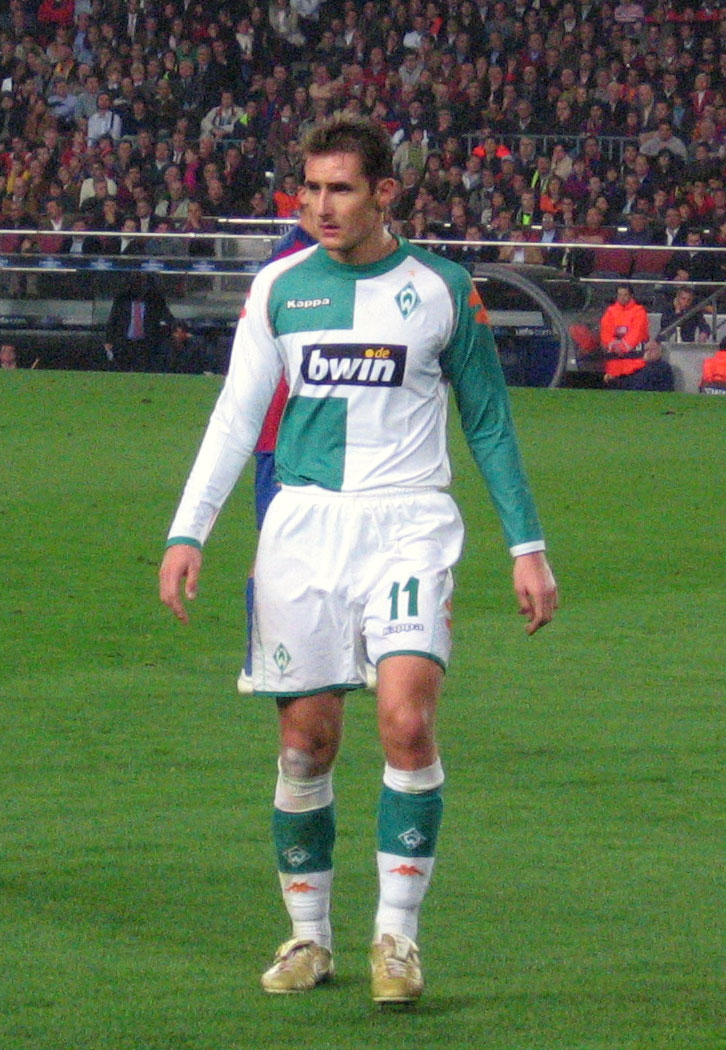
Miroslav Klose
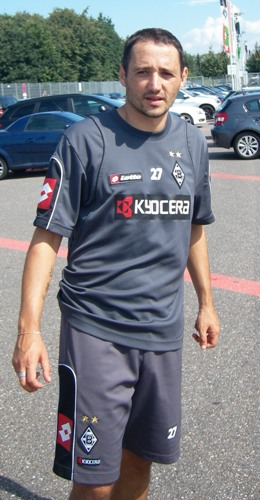
Oliver Neuville
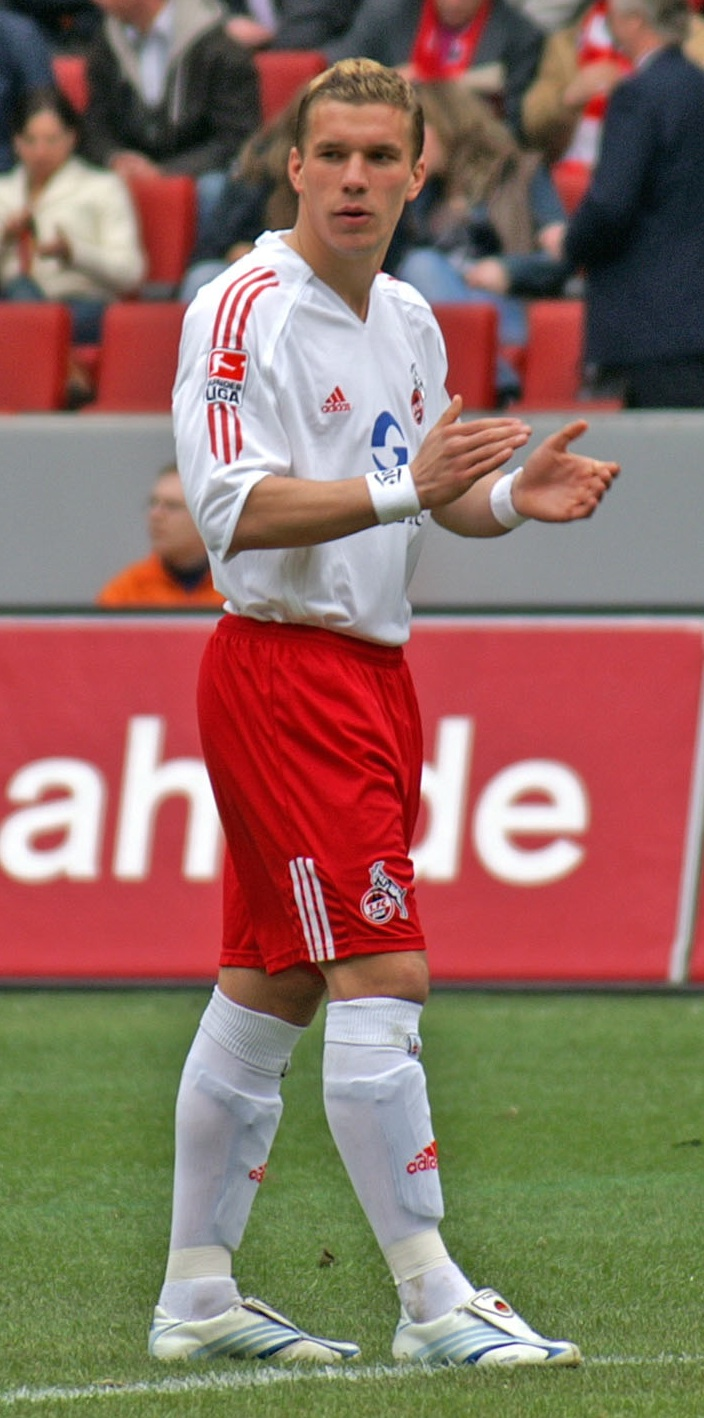
Lukas Podolski

### Geist von Grunewald
Depuis 1954, le terme "Geist von Spiez" (en français : l'esprit de Spiez)  fait référence à l'équipe nationale allemande de football de 1954. Elle séjournait dans le village suisse de Spiez, à l'hôtel 4 étoiles le Belvédère Strandhotel,. Sous la direction de Sepp Herberger, elle a remporté la finale de la Coupe du monde à Berne, connue sous le nom de « Miracle de Berne » (en allemand : Das Wunder von Bern).
Près de 50 ans plus tard, la Fédération allemande de football choisit le site de Berlin-Grunewald, et l'hôtel 5 étoiles Schlosshotel im Grunewald. En référence à 1954, le terme "Geist von  Grunewald" (en français : l'esprit de Grunewald) est dès lors été utilisé par la presse allemande. Le choix de ce site surprend l'Allemagne, et Berlin. Le représentant de Berlin pour la Coupe du monde, Bernd Schiphorst, a ce commentaire : « C'est une merveilleuse nouvelle ».
L'impact sur la ville de Berlin sera multiple, notamment l'aspect économique. Le niveau touristique et médiatique sera stimulé. Bernd Schiphorst, président local du comité d'organisation de la Coupe du monde, évoque un « coup de pouce supplémentaire » pour la ville. « Nous allons accueillir l'équipe la plus marquante de la Coupe du monde 2006 en tant qu'invitée. » 
Werner Gegenbauer, président d'honneur de la Chambre de commerce et d'industrie de Berlin (IHK), met l'accent sur la plus-value pour la ville de Berlin : « Nous sommes désormais le centre absolu de la Coupe du monde. La valeur publicitaire pour Berlin, en tant que site économique, est inestimable. » Les experts économiques allemands s'attendent à un afflux massif de touristes. La FIFA aussi décide d'établir à Berlin son siège pour la Coupe du monde et réserve des chambres dans les hôtels Adlon et Intercontinental.
En optant pour ce lieu dès 2004, Jürgen Klinsmann et son équipe prennent en compte à la fois l'importance de l'économie et l'aspect sportif, notamment la proximité pour les futurs matchs de l'équipe allemande. Si l'Allemagne arrive en finale, Berlin accueillera trois matchs : le troisième match de groupe contre l'Équateur au premier tour, le quart de finale prévu le 30 juin 2006, et la finale de la Coupe du Monde prévue le 9 juillet 2006.
Pour le centre d'entraînement, la Mannschaft utilise les infrastructures du Hertha Berlin. Dieter Hoeness, ancien international allemand et manager du Hertha Berlin, déclare : « Nous sommes ravis que nos investissements dans le site olympique portent leurs fruits. » L'hôtel de la sélection allemande est à 7 km du centre d'entraînement, soit environ 14 minutes de trajet, et sera encadré par le dispositif de sécurité mis en place par la ville de Berlin.

Berlin ville hôte pour la sélection allemande.
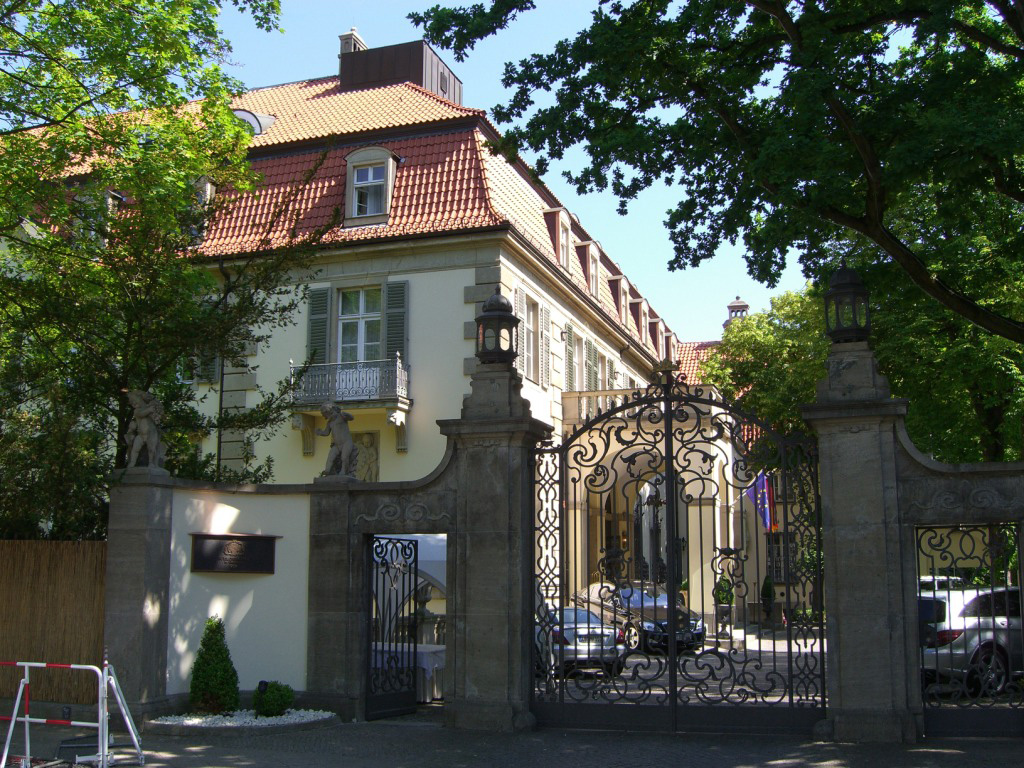
Schlosshotel im Grunewald, hôtel de la sélection.
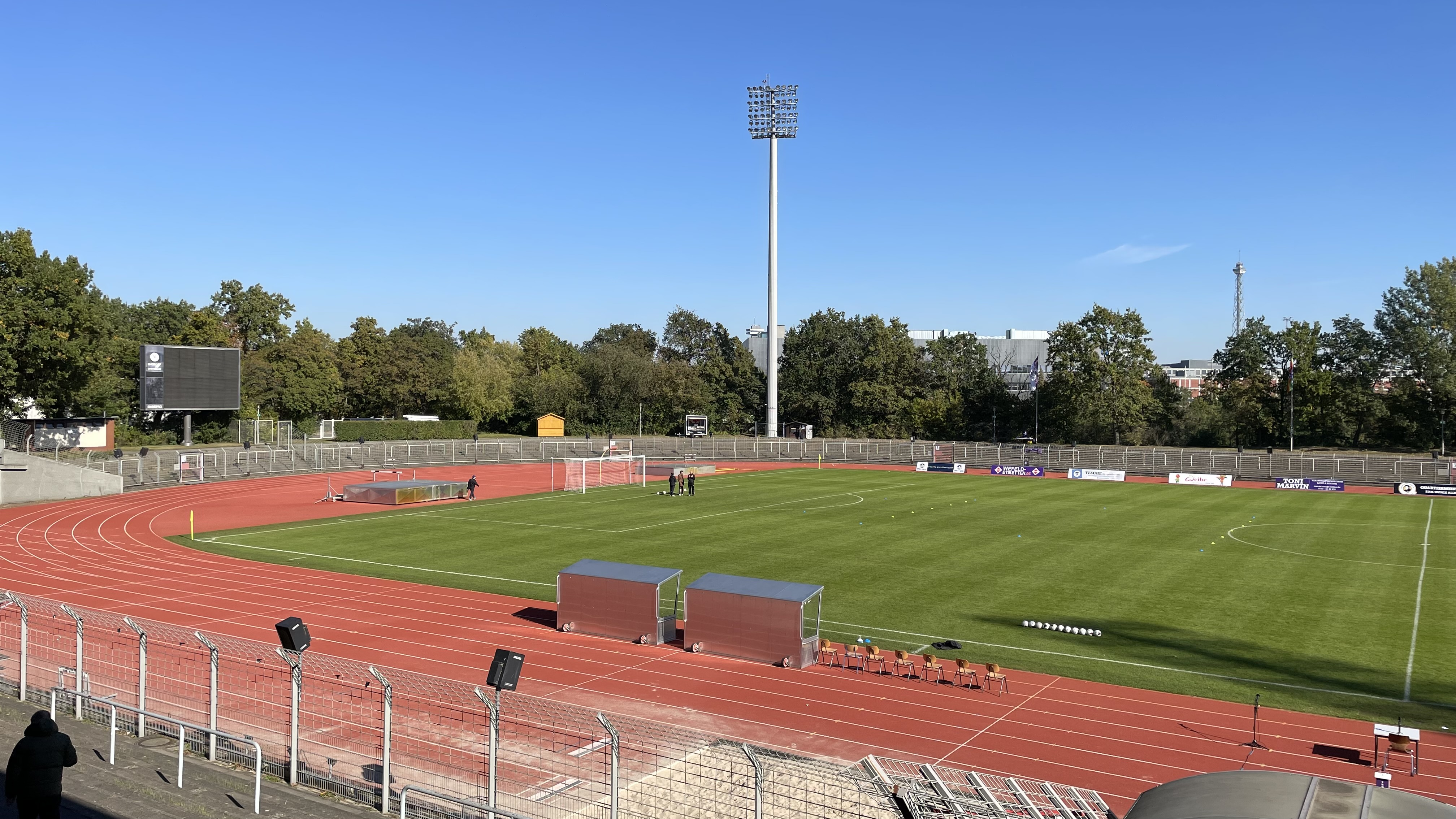
Mommsenstadion lieu d'entrainement pour l'Allemagne.

## Coupe du monde
Pour un article plus général, voir Coupe du monde de football 2006.
| \| Munich (PT+HF) Dortmund (PT+DF) Berlin (PT+QF) Stuttgart (3P) \| Sites des matchs de la Mannschaft au Mondial. |
| Munich (PT+HF) Dortmund (PT+DF) Berlin (PT+QF) Stuttgart (3P)                                                     |

La Coupe du monde 2006, dix-huitième édition, se déroule du 9 juin 2006 au 9 juillet 2006. L'Allemagne a été choisie en juin 2000 pour l'organiser. Du printemps 2004 à l'automne 2005, les sélections nationales de 198 pays participent à une phase de qualification. Elle va désigner 31 équipes qui prendront part au tournoi final. L'Allemagne est qualifiée d'office en tant que pays organisateur.
Après les qualifications, les médias internationaux placent l'Allemagne comme favorite, au même titre que 4 autres pays : le Brésil, champion du monde en titre de l’édition 2002, l'Angleterre, l'Italie, finaliste de l'Euro 2000, et l'Argentine, finaliste de la Copa América 2004 et finaliste de la coupe des confédérations 2005 en Allemagne.

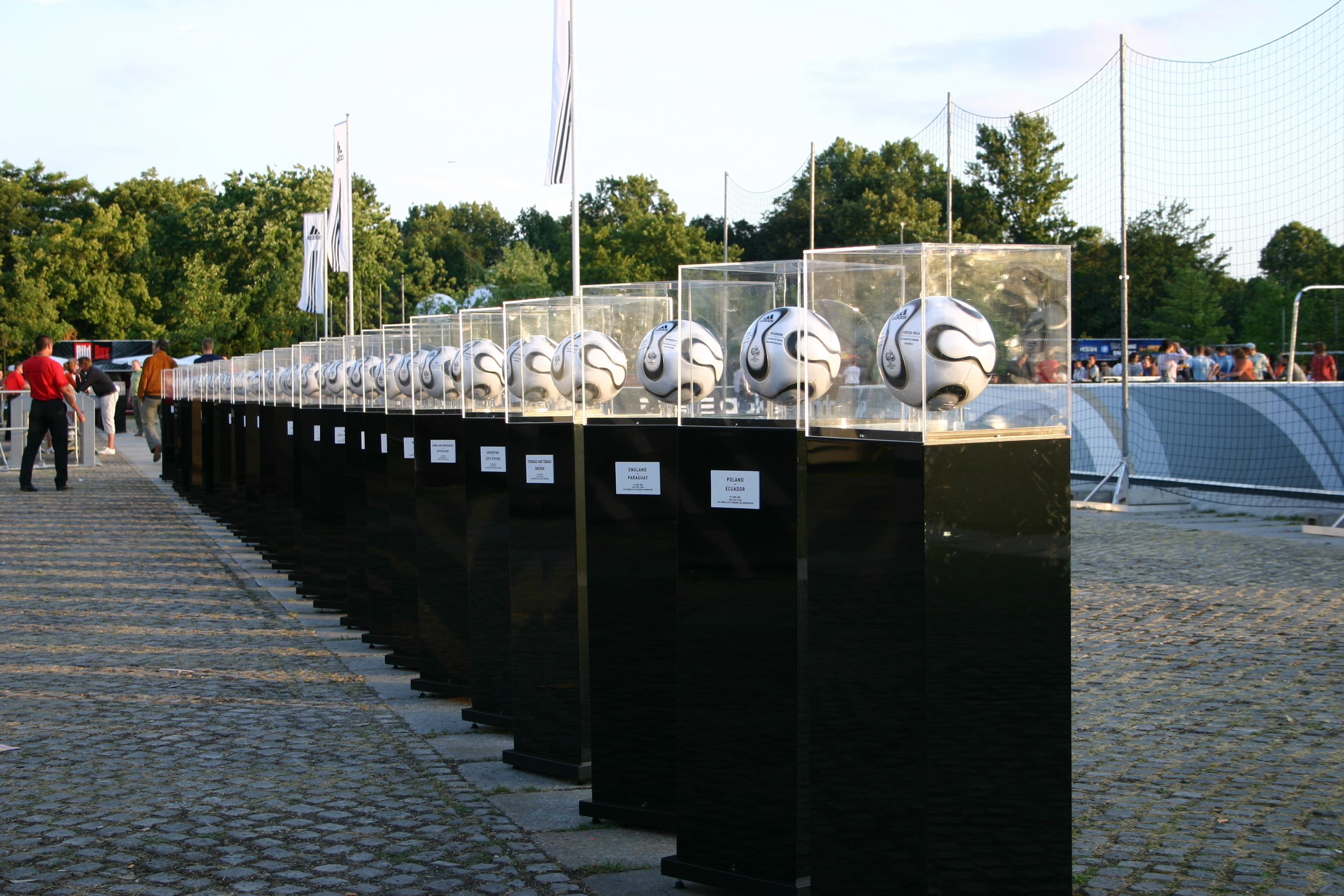
Le Teamgeist (en Allemand, esprit d'équipe) est le ballon officiel de la coupe du monde de football 2006 fabriqué par Adidas.

### Les infrastructures
L'Allemagne possède plusieurs stades modernes de dernière génération. L'Allianz Arena, renommé en FIFA WM-Stadion München pour la durée de l'événement, accueillera le match d'ouverture entre l'Allemagne et le Costa Rica.
Le stade Signal Iduna Park (modifié en FIFA WM-Stadion Dortmund) accueillera le deuxième match de la Mannschaft contre la Pologne.
Parmi les 12 stades, le Stade olympique de Berlin (en allemand : Olympiastadion Berlin), sera le stade de la finale de la Coupe du Monde, et du troisième match de l'Allemagne dans son groupe contre l'Équateur.

### Ein Sommermärchen 2006
Le 9 juin 2006 commence la Coupe du Monde 2006. Plus de 66 000 supporters viennent d'Allemagne et du monde entier. Dans le Stade de l'Allianz Arena, rebaptisé FIFA WM Stadion München pour la compétition, ils vont assister à la 18e cérémonie d'ouverture de la Coupe du Monde,.
La cérémonie débute à 16 h 20 et doit durer trente minutes. Des personnalités historiques du football ont été conviées : l'Argentin Diego Maradona, champion du monde en 1986, ou Alcides Ghiggia, le plus âgé des champions du monde présents à Munich. Il est célèbre pour avoir marqué le but victorieux de l'Uruguay contre le Brésil (finale de la Coupe du Monde 1950 au stade Maracanã de Rio de Janeiro). Sont également représentés l'équipe de France 1998, le Brésil avec une délégation impressionnante de 55 champions du monde, et d'autres nations.
Pays hôte, l'Allemagne accueille ses champions du monde de 1954, les 22 champions du monde allemands de 1974, dont Gerd Müller et Paul Breitner, ainsi que l'équipe entraînée par Franz Beckenbauer en 1990, avec notamment Andreas Brehme et Rudi Völler. Une attention particulière est réservée aux joueurs de l'équipe de Sepp Herberger, champions du monde en 1954 (la première étoile pour l'Allemagne), dont Horst Eckel, l'un des derniers vivant en 2006.
Des personnalités hors du monde du football ont été conviées ce 9 juin 2006 : le président de la FIFA, Sepp Blatter ; le représentant culturel de la Coupe du monde, André Heller ; le président fédéral Horst Köhler ; la chancelière fédérale d’Allemagne, Angela Merkel.
Trente minutes d'animation mettent en valeur la tradition bavaroise et incluent un chant de joie basé sur la Neuvième Symphonie de Ludwig van Beethoven. Un grand drapeau de bienvenue est déployé au milieu du terrain. Le trophée de la Coupe du monde est apporté sur la pelouse par l'actrice allemande Claudia Schiffer et le Brésilien Pelé. Le président de la République allemande, Horst Köhler, déclare officiellement le Mondial ouvert.

« Ça commence enfin ! Nous attendons avec impatience quatre semaines de football, de football, de football. »

— Horst Köhler, président fédéral d’Allemagne
La médiatisation de cet événement est sans précédent. Elle concentre l'attention mondiale sur Munich. Environ 1,5 milliard de personnes (sur une population mondiale d'environ 6,5 milliards en 2006) ont suivi la cérémonie et le match d'ouverture. C'est le record pour un match de football. À l'échelle nationale, 20,13 millions de téléspectateurs allemands regardent la cérémonie et le match d'ouverture sur ZDF (Zweites Deutsches Fernsehen ; « deuxième télévision allemande » en allemand).

#### Premier match contre le Costa Rica

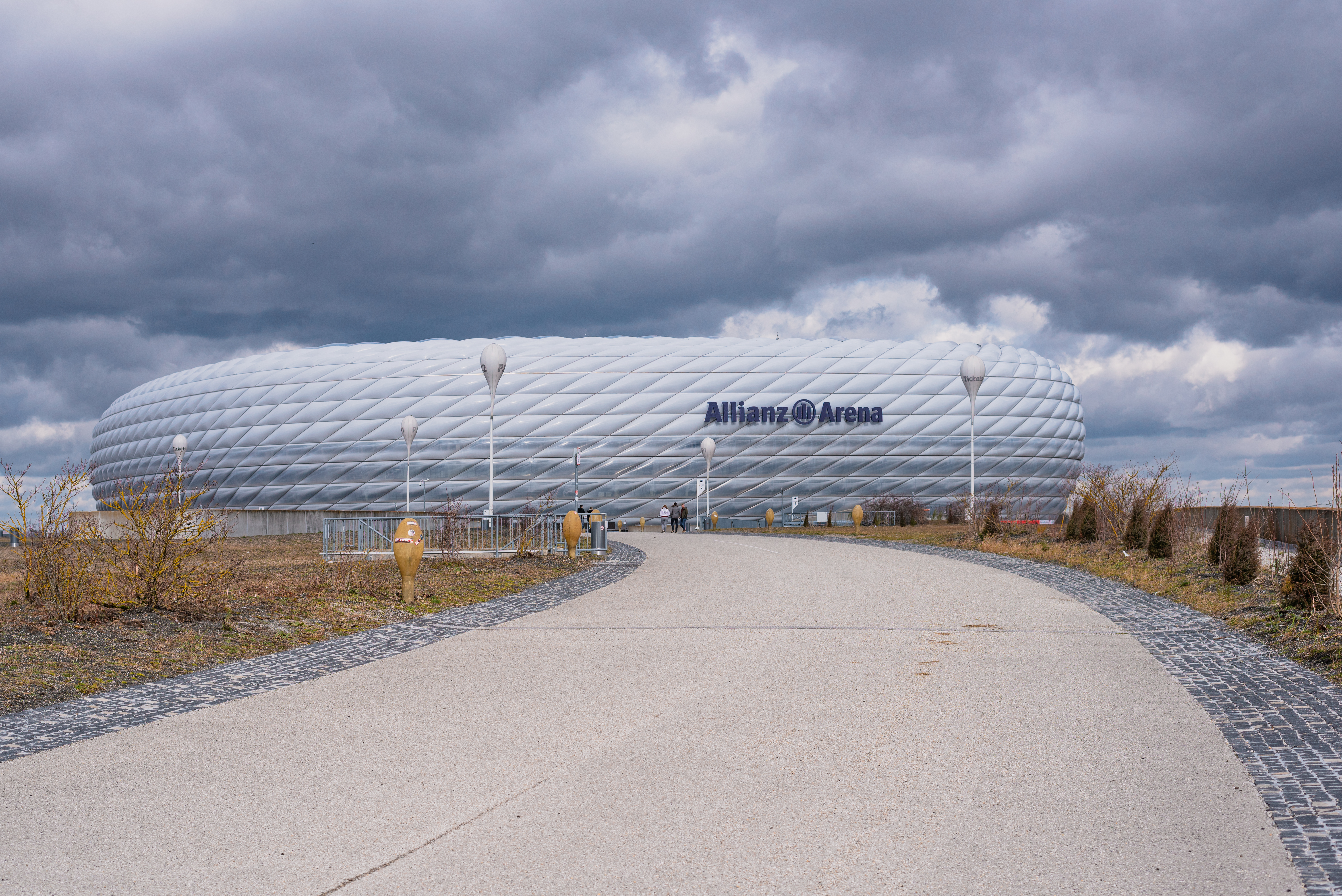
FIFA WM-Stadion München.

Le Costa Rica, premier adversaire de l'équipe nationale, se qualifie à la Coupe du Monde pour la troisième fois de son histoire. Surnommée "Los Ticos", cette équipe, à la Coupe du Monde 1990 en Italie , a atteint les huitièmes de finale et aurait pu affronter l'Allemagne (alors Allemagne de l'Ouest) en quart de finale. À la Coupe du Monde 2002 en Asie, elle a été éliminée au premier tour. L'Allemagne n'a jamais rencontré le Costa Rica, en match amical ou autre.
Le Costa Rica porte son maillot rouge à domicile, les Allemands leur traditionnel maillot blanc. Avant le match, la composition des deux équipes est réajustée. L'entraîneur du Costa Rica, Alexandre Guimarães, choisit un système compact en 3-4-3 pour ralentir le jeu offensif allemand et favoriser les contre-attaques. Luis Marín Murillo, capitaine du Costa Rica, joue défenseur central. Dans cette stratégie pragmatique, l'attaquant Paulo Wanchope déclare :

« La pression est sur l'Allemagne. Ils essaieront de marquer dans les 15 premières minutes. Mais si nous sommes bien en défense et en contre, nous pouvons gagner.  »

— Paulo Wanchope
Pour l'Allemagne, Jürgen Klinsmann, garde son système jeu basique le 4-4-2 en losange, avec un double 6. Torsten Frings et Tim Borowski, le duo du Werder Brême, assurent le rôle de sentinelle défensive. Au-delà du schéma de jeu, la Mannschfat est affaiblie par l'absence de son capitaine Michael Ballack, blessé au mollet. L'absence du capitaine sera brève, il reviendra contre le Pologne.
Le rôle de vice-capitaine fait débat chez les supporters Allemands. Sans surprise, Bernd Schneider assumera cette fonction. Il l'a assumée durant certains matchs amicaux avant le mondial, en Coupe des confédérations, et un an plus tard contre l'Argentine. Contre le Costa Rica, il sera capitaine des Allemands.
Le match débute à 18 h 00, heure locale. Les 22 joueurs entrent sur le terrain. L'arbitre de la rencontre est l'argentin Horacio Elizondo. La fédération argentine l'a choisi pour la Coupe du monde 2006. Il va arbitrer cinq matchs de ce mondial, y compris le match d'ouverture et la finale, une première dans l'histoire,. Ses assistants sont Darío García et Rodolfo Otero.
Les Costaricains donnent le coup d'envoi. L'équipe de Jürgen Klinsmann prend l'initiative, domine son adversaire dès les premières minutes. Le Costa Rica adopte un schéma tactique défensif et parvient à repousser leurs attaques. Torsten Frings, connu pour ses frappes de loin, tente un tir de plus de 20 mètres : le ballon passe au-dessus de la barre transversale, première occasion de l'Allemagne,. 6e minute, Philipp Lahm enroule un tir depuis le coin gauche de la surface de réparation qui finit dans le coin du but de José Porras. Score : 1-0 pour les Allemands,. Triple bonheur pour Philipp Lahm : il marque son premier but en compétition officielle, le premier but de l'Allemagne dans cette Coupe du Monde, et le premier but du tournoi. Contre toute attente, Paulo Wanchope égalise à la 12e minute, profitant d'une erreur défensive allemande : Arne Friedrich, ayant dans un premier temps tenté de jouer le hors-jeu, couvre l'attaquant du CS Herediano : celui-ci, seul face à Jens Lehmann, ne lui laisse aucune chance. Score : 1-1.
L'équipe allemande est déstabilisée, son rythme est affecté par ce but surprise. À la 17e minute, le capitaine Bernd Schneider déborde sur le côté droit de la surface de réparation du Costa Rica, fait une passe en retrait vers Bastian Schweinsteiger. En première intention, il frappe au but (sa frappe allait sans doute sortir), le ballon est dévié dans le but par Miroslav Klose. Avantage Allemagne : 2-1,.
Après ces 20 premières minutes, une stabilité s'installe. L'Allemagne domine, mais ne parvient pas à marquer un troisième but. Le Costa Rica subit sans réussir à contre-attaquer. L'arbitre, Horacio Elizondo, siffle la mi-temps sur le score de 2-1 en faveur des Allemands,.

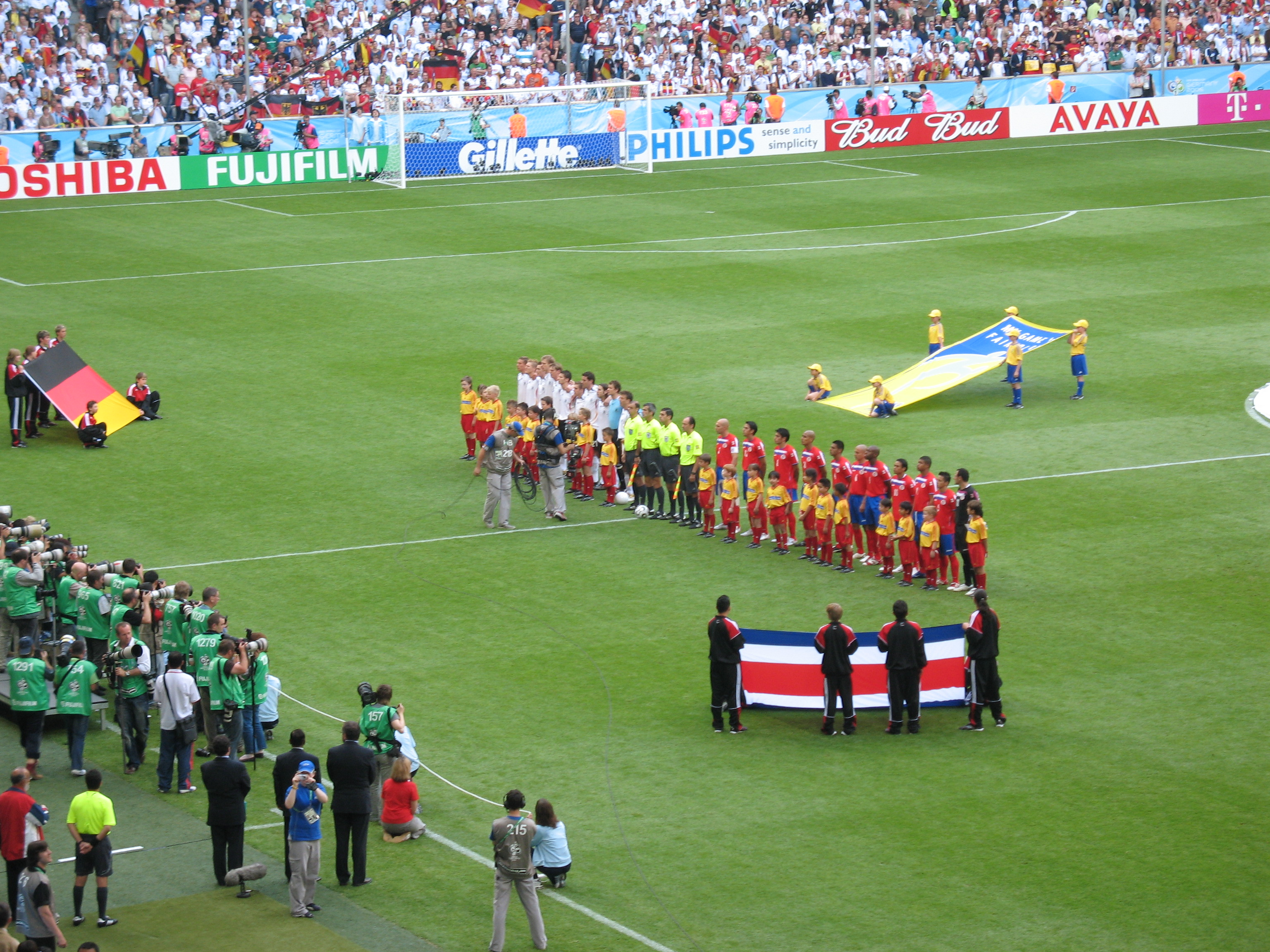
Allemagne - Costa Rica
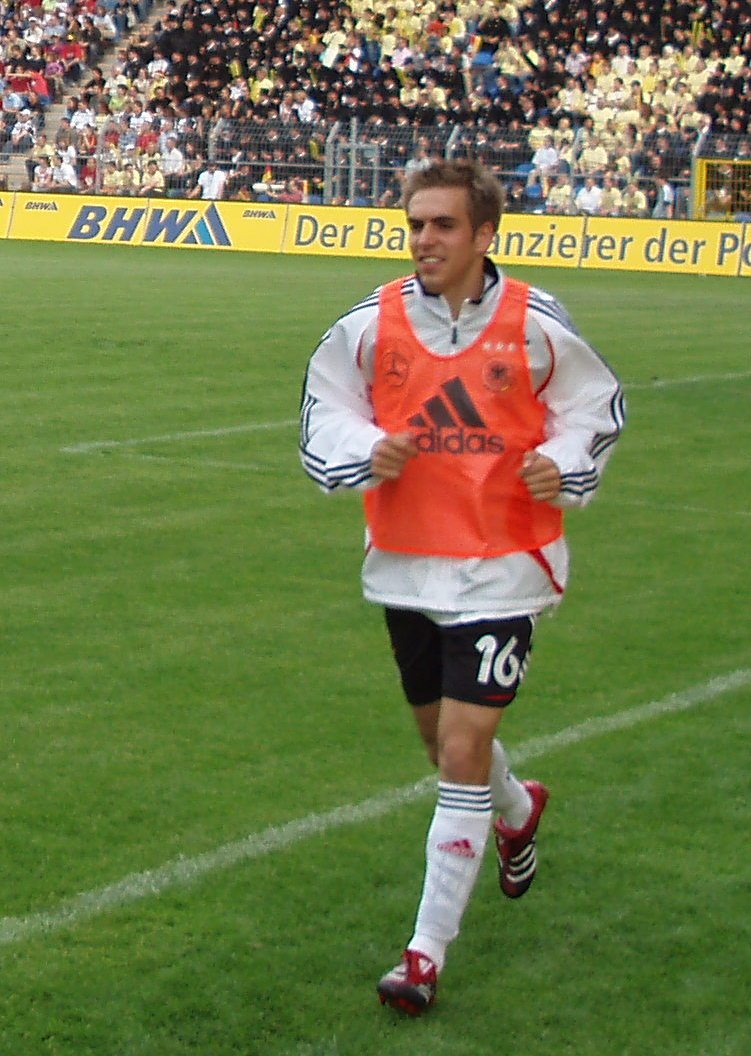
Philipp Lahm
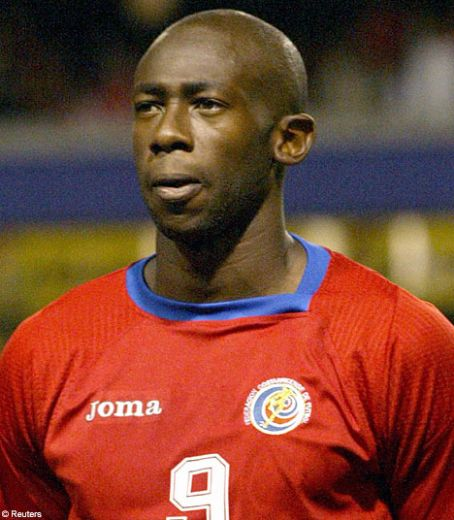
Paulo Wanchope
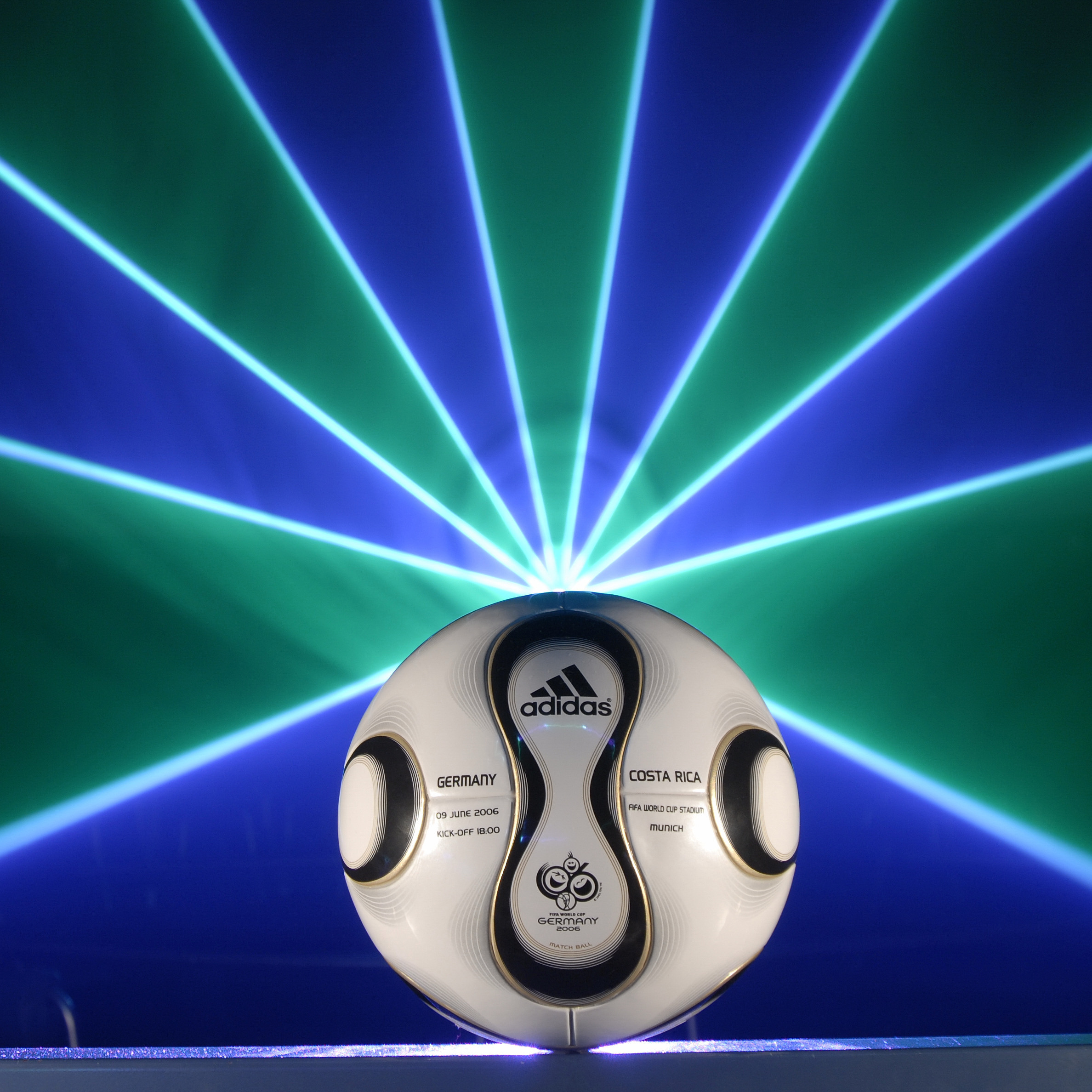
Teamgeist du match

Au retour des vestiaires, Jürgen Klinsmann maintient le même système de jeu 4-4-2 en losange, sans changement. Comme à la fin de la première mi-temps, l'Allemagne domine et le Costa Rica subit. L'équipe allemande impose son rythme offensif incessant, la défense des Los Ticos est sous pression
61e minute, Miroslav Klose marque son deuxième but sur un centre lointain de Philipp Lahm sur le flanc gauche. Son coup de tête est repoussé par José Porras, Klose reprend de volée, à deux mètres, dans le but. Score : 3-1 pour l'Allemagne,.
Dix minutes plus tard, Paulo Wanchope marque son deuxième but (73e minute). Action similaire au premier but :  erreur défensive allemande, Arne Friedrich couvre l’attaquant, le hors-jeu n'est pas suivi. Wanchope se retrouve une deuxième fois seul face à Jens Lehmann et remporte son face-à-face. L'arbitre valide le but : le premier but du Costa Rica n'était pas hors-jeu, le deuxième semble moins évident.
Le deuxième but surprise du Costa Rica met la pression sur les Allemands. Pour la première fois, les hommes de Jürgen Klinsmann hésitent à jouer l'offensive pour préserver le score,. Oliver Neuville subit une faute, obtient un coup franc sur le côté gauche, à 25 mètres du but adverse. Bastian Schweinsteiger donne le ballon à Torsten Frings, qui frappe  de plein fouet, à 25-30 mètres. But imparable pour Porras. Score : 4-2 en faveur de l'Allemagne. Le score ne bougera plus, et l'arbitre siffle la fin du match. L'Allemagne débute son mondial de la plus belle des manières.

« 4-2 Gegen Costa Rica : Das "Sommermärchen 2006" Beginnt. . »

— Fédération allemande de football.
Après sa victoire, l'Allemagne se retrouve virtuellement en tête du groupe A. Dans l'autre match, la Pologne, l'adversaire le plus redoutable, échoue contre l'Équateur. Score : 2-0. Les Allemands et les Équatoriens ont chacun 3 points, avec une différence de buts de +2, mais l'Allemagne est en tête grâce au nombre de buts marqués.
Pour la cinquième fois consécutive depuis la Coupe du Monde 1990, l'Allemagne remporte son premier match. L'Allemagne n'a plus perdu son premier match de groupe depuis la Coupe du Monde 1982, lors du célèbre match contre l'Algérie, défaite 2-1,,.
| Match 1                                                 | Allemagne                                                     | 4 - 2   | Costa Rica             | FIFA WM Stadion München, Munich                   |                                                   |
| 9 juin 2006 · 18:00 (UTC+2) · Historique des rencontres | Philipp Lahm 6e · Miroslav Klose 17e 61e · Torsten Frings 87e | (2 - 1) | 12e 73e Paulo Wanchope | Spectateurs : 66 000 Arbitrage : Horacio Elizondo | Spectateurs : 66 000 Arbitrage : Horacio Elizondo |
| 9 juin 2006 · 18:00 (UTC+2) · Historique des rencontres | Rapport                                                       |         |                        | Spectateurs : 66 000 Arbitrage : Horacio Elizondo | Spectateurs : 66 000 Arbitrage : Horacio Elizondo |

| Allemagne | Costa Rica |

| ALLEMAGNE :      |    |                        |       |
|                  |    |                        |       |
| Gardien de but   | 1  | Jens Lehmann           |       |
|                  | 3  | Arne Friedrich         |       |
|                  | 7  | Bastian Schweinsteiger |       |
|                  | 8  | Torsten Frings         |       |
|                  | 11 | Miroslav Klose         | 79e   |
|                  | 16 | Philipp Lahm           |       |
|                  | 17 | Per Mertesacker        |       |
|                  | 18 | Tim Borowski           | 72e   |
|                  | 19 | Bernd Schneider        | 90+1e |
|                  | 20 | Lukas Podolski         |       |
|                  | 21 | Christoph Metzelder    |       |
| Remplaçants :    |    |                        |       |
|                  | 5  | Sebastian Kehl         | 72e   |
|                  | 10 | Oliver Neuville        | 79e   |
|                  | 22 | David Odonkor          | 90+1e |
| Sélectionneur :  |    |                        |       |
| Jürgen Klinsmann |    |                        |       |

| COSTA RICA :        |    |                   |       |     |
|                     |    |                   |       |     |
| Gardien de but      | 18 | José Porras       |       |     |
|                     | 3  | Luis Marín        |       |     |
|                     | 4  | Michael Umaña     |       |     |
|                     | 5  | Gilberto Martínez | 66e   |     |
|                     | 6  | Danny Fonseca     |       | 30e |
|                     | 8  | Mauricio Solís    | 78e   |     |
|                     | 9  | Paulo Wanchope    |       |     |
|                     | 10 | Walter Centeno    |       |     |
|                     | 11 | Rónald Gómez      | 90+1e |     |
|                     | 12 | Leonardo González |       |     |
|                     | 20 | Douglas Sequeira  |       |     |
| Remplaçants :       |    |                   |       |     |
|                     | 2  | Jervis Drummond   | 66e   |     |
|                     | 7  | Christian Bolaños | 78e   |     |
|                     | 14 | Randall Azofeifa  | 90+1e |     |
| Sélectionneur :     |    |                   |       |     |
| Alexandre Guimarães |    |                   |       |     |

| Assistants : Dario Garcia Rodolfo Otero Quatrième arbitre : Carlos Chandia Cinquième arbitre : Cristian Julio Homme du Match : Miroslav Klose |

#### Victoire compliquée contre la Pologne

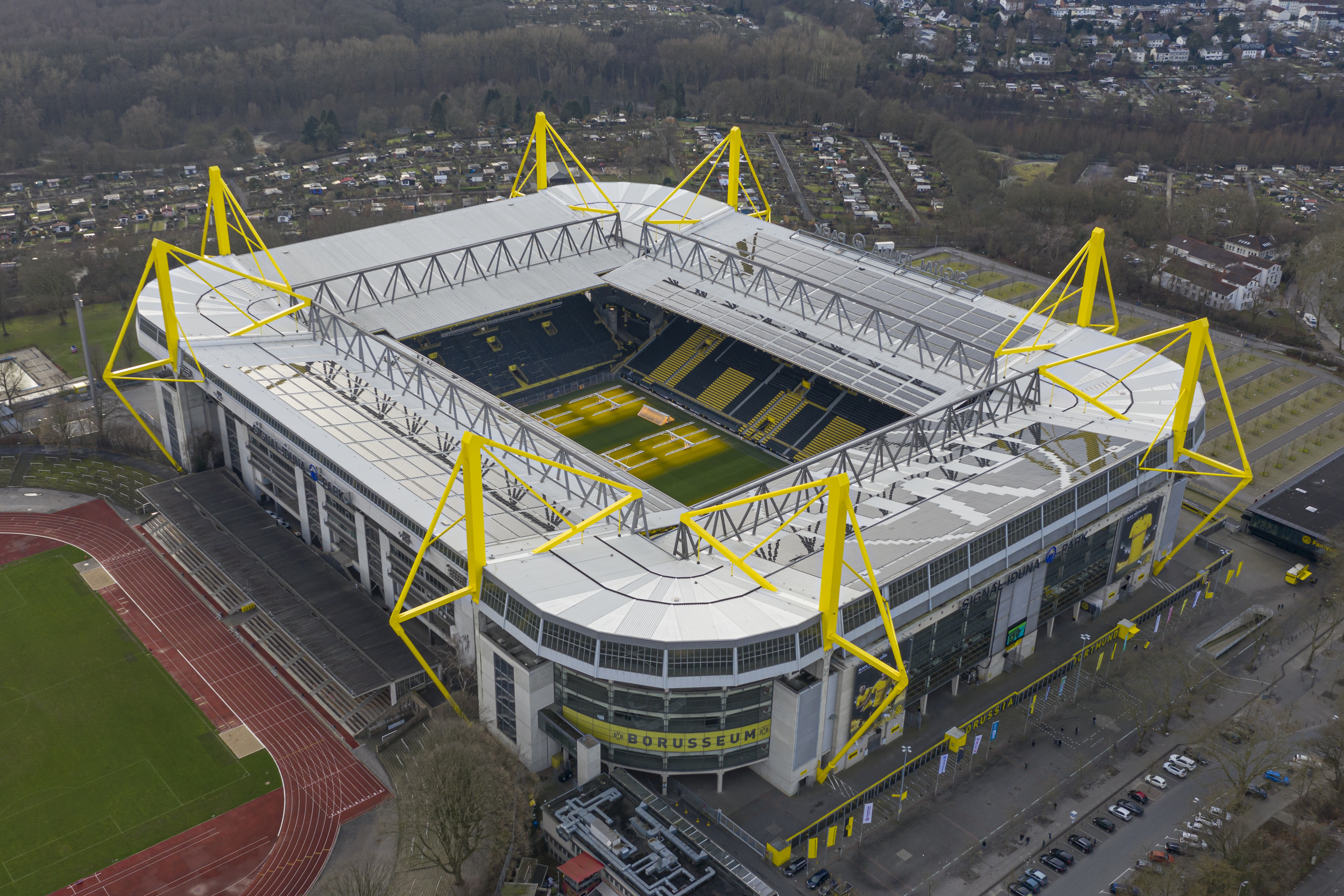
FIFA WM-Stadion Dortmund.

Le match Allemagne-Pologne dépasse le cadre d'une rencontre de football. L'Allemagne et la Pologne ont des relations historiquement délicates, mais ce sont deux grandes nations sportives et footballistiques. La Pologne a notamment décroché deux podiums en Coupe du Monde en 1974 et 1982. L'enjeu est différent pour les deux équipes : l'Allemagne a bien entamé la compétition en battant le Costa Rica, la Pologne a subi une défaite surprise 2-0 contre l'Équateur. Elle joue sa survie dès la deuxième journée.
Avant le match, Pawel Janas, entraîneur de la Pologne, prend des décisions qui font du bruit. Janas se sépare de joueurs clés de son équipe : le gardien Jerzy Dudek, (champion d'Europe avec Liverpool en 2005), l'attaquant Tomasz Frankowski, (joueur de Wolverhampton en Championship, auteur de sept buts lors des qualifications). Leur absence suscite de nombreuses discussions en Pologne. Le tabloïd polonais Super Express publie un article intitulé : « Janas est-il devenu fou ? ». Un autre tabloïd, Fakt, estime que « Janas a fait un carnage parmi les étoiles » du football polonais.
Pour la tactique, Pawel Janas préconise le 4-2-3-1. Ce système vise à étouffer l'adversaire au milieu de terrain ; il utilise deux milieux défensifs (Radoslaw Sobolewski et Arkadiusz Radomski dans le cas de la Pologne), ainsi qu'un relayeur pour relancer le jeu et un récupérateur. Pendant les qualifications, comme l'Allemagne, la Pologne a utilisé un 4-4-2 « classique », et a basculé vers le 4-2-3-1 pour la Coupe du Monde.
L'Allemagne aborde le match avec moins de pression, Jürgen Klinsmann ayant décidé de maintenir le même effectif et le même schéma tactique que contre le Costa Rica. Le capitaine, Michael Ballack, revient.
La rencontre se déroule dans le stade du FIFA WM Stadion Dortmund. Plus de 65 000 supporters, de nombreux Polonais, sont présents. La police allemande décide d’employer les grands moyens. Plus de 5 000 policiers vont veiller au bon déroulement du match. L'arbitre est l'Espagnol Luis Medina Cantalejo. Il sera nommé quatrième arbitre pour la finale, où il jouera un rôle important,.

« C'est une situation très particulière et certainement une sensation étrange lorsque l'on entend d'abord l'hymne national polonais puis l'hymne national allemand.  »

— Lukas Podolski
Les Polonais donnent le coup d'envoi. Les Orly attaquent dès les premières minutes, les allemands commencent à installer leur jeu dans le camp polonais,. Dès la 3e minute, Jacek Krzynówek écope d'un carton jaune pour une faute sur Bernd Schneider. Les premières minutes se jouent avec  rapidité et engagement. Les occasions de but sont rares. L'Allemagne s'attendait à affronter une équipe fermée. L'agressivité des Polonais est plus engagée. Les Orly se procurent la première occasion du match grâce Maciej Żurawski : une frappe puissante de 15-18 mètres que Jens Lehmann arrive à stopper. Les Allemands sont prévenus : cette équipe polonaise joue sans complexe. Une minute après l'occasion polonaise, à la 9e minute, les Allemands créent leur première occasion ; bien servi par Michael Ballack, Miroslav Klose se retrouve seul et tire depuis la moitié gauche de la surface de réparation. Artur Boruc arrive à intercepter,.
Dans l'ensemble, la première mi-temps est dominée tour à tour par les Allemands et les Polonais. Il y a de l'engagement des deux côtés. Dans les phases de jeu directes, sur la fin de première mi-temps, l'équipe allemande a les meilleures occasions, notamment une occasion en or pour Lukas Podolski, non concrétisée. C'est un match particulier pour l'attaquant du FC Cologne : il est d'origine polonaise tout comme Miroslav Klose. L'arbitre siffle la mi-temps sur le score de 0-0,.

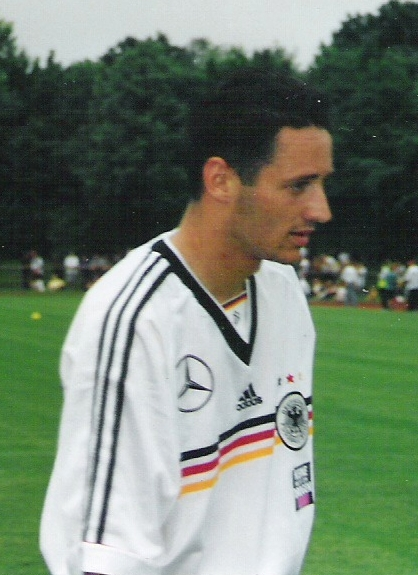
Oliver Neuville
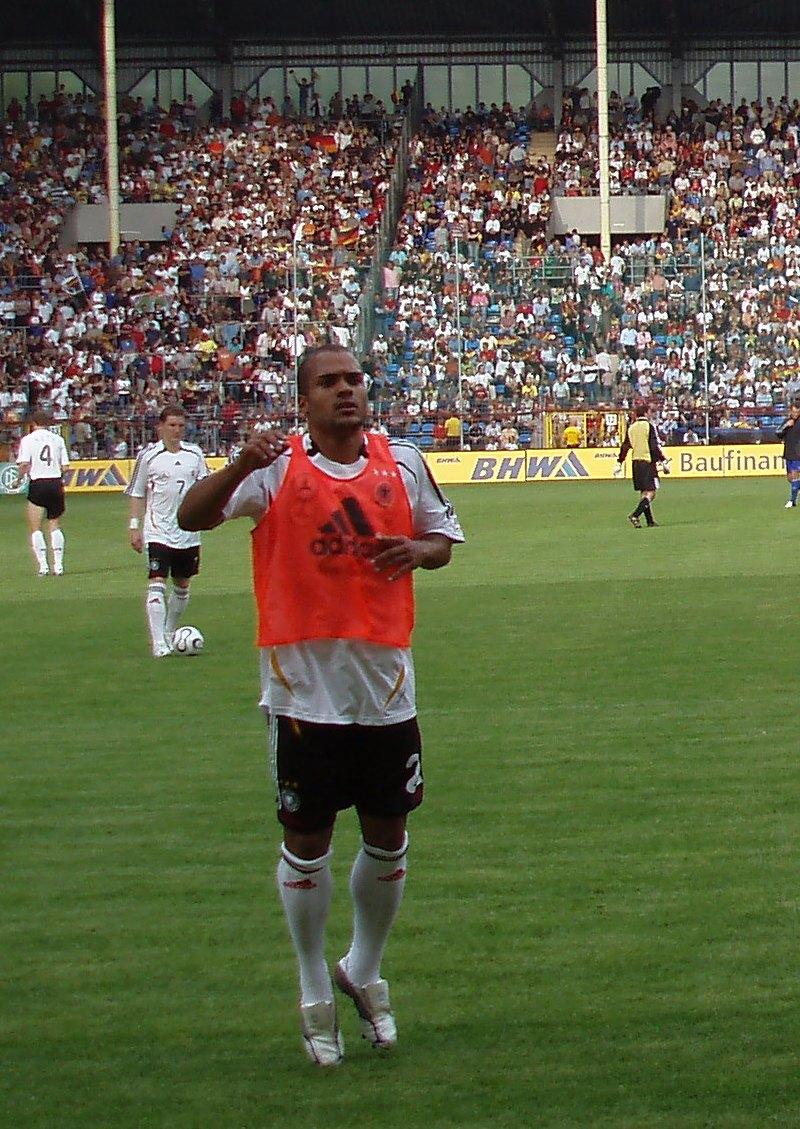
David Odonkor
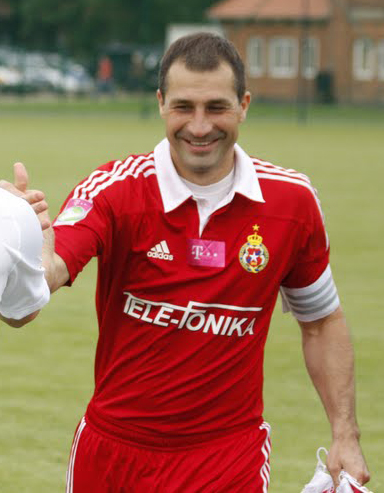
Radosław Sobolewski
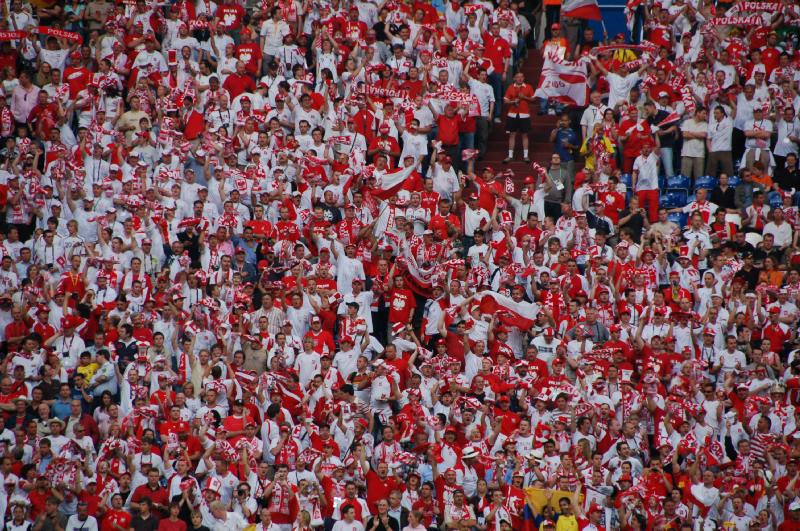
Supporters polonais

L'Allemagne débute la deuxième mi-temps sans changement de joueurs. L'engagement est extrême dans les deux équipes, avec une légère domination allemande,. La confiance des Polonais augmente à chaque minute. La victoire est impérative pour les hommes de Pawel Janas. Un match nul pourrait leur donner un espoir, à condition que, dans l'autre match, l'Équateur ne gagne pas contre le Costa Rica.
60e minute, l'équipe allemande peine à construire son jeu. De nombreuses erreurs perturbant le déroulement du jeu. La Pologne contre-attaque, la défense allemande reste solide. David Odonkor remplace Arne Friedrich. 75e minute, l'arbitre expulse le milieu défensif du Wisła Cracovie, Radosław Sobolewski, pour un accrochage avec Klose qui l'avait passé. Le Polonais avait déjà un carton jaune et doit quitter le terrain. (Un deuxième carton jaune est synonyme de carton rouge). La Pologne a tenu tête aux Allemands plus de 70 minutes. À 10 contre 11, elle commence à craquer. 72e minute, Oliver Neuville entre à la place de Lukas Podolski. 77e minute, Bastian Schweinsteiger sort au profit de Tim Borowski. La Mannschaft trouve une nouvelle fraîcheur offensive,. Les 10 dernières minutes de jeu sont marquées par la domination allemande qui atteint son point culminant. Dernière minute du temps additionnel, David Odonkor centre de la droite, Olivier Neuville intercepte, tire de près sur la droite. Score : 1-0 pour l'Allemagne,.

« Il (Jürgen Klinsmann) savait que j'avais toujours tout donné. Ce match a été le plus grand moment de ma carrière. L’ambiance après ce but à Dortmund était sensationnelle. »

— David Odonkor
L'arbitre siffle la fin du match. L'Allemagne s’impose sur le score de 1-0. Les hommes de Jürgen Klinsmann ont fait un pas de géant pour la qualification en huitième de finale,. Après le match, l’entraîneur de la Mannschaft déclare :

« Nous savions exactement à quoi nous attendre. L’équipe a travaillé incroyablement dur et a absolument mérité son succès. Le soutien et la cohésion des troupes sont sensationnels. Les joueurs se donnent tout entier et en tant qu'entraîneur, vous êtes fier et heureux. Tant que le coup de sifflet final n'a pas retenti, il faudra toujours compter avec nous, les Allemands. Le fait que ce soit à la toute dernière minute et que ce soit si excitant est encore plus agréable. Ce sont des moments très spéciaux, aussi pour nous, les entraîneurs. Nous vivons, sommes excités et ressentons les mêmes choses que les garçons. »

— Jürgen Klinsmann
L’Équateur ayant battu le Costa Rica, l'Allemagne est qualifiée officiellement pour les huitièmes de finale. Pour la presse allemande après cette victoire contre la Pologne, l'Allemagne est plus que jamais favorite, mais doit confirmer sa première place contre l’Équateur,.
| Match 17                                                 | Allemagne             | 1 - 0   | Pologne | FIFA WM Stadion Dortmund, Dortmund                     |                                                        |
| 14 juin 2006 · 21:00 (UTC+2) · Historique des rencontres | Oliver Neuville 90+1e | (0 - 0) |         | Spectateurs : 65 000 Arbitrage : Luis Medina Cantalejo | Spectateurs : 65 000 Arbitrage : Luis Medina Cantalejo |
| 14 juin 2006 · 21:00 (UTC+2) · Historique des rencontres | Rapport               |         |         | Spectateurs : 65 000 Arbitrage : Luis Medina Cantalejo | Spectateurs : 65 000 Arbitrage : Luis Medina Cantalejo |

| Allemagne | Pologne |

| ALLEMAGNE :      |    |                        |     |     |
|                  |    |                        |     |     |
| Gardien de but   | 1  | Jens Lehmann           |     |     |
|                  | 3  | Arne Friedrich         | 64e |     |
|                  | 7  | Bastian Schweinsteiger | 77e |     |
|                  | 8  | Torsten Frings         |     |     |
|                  | 11 | Miroslav Klose         |     |     |
|                  | 13 | Michael Ballack        |     | 58e |
|                  | 16 | Philipp Lahm           |     |     |
|                  | 17 | Per Mertesacker        |     |     |
|                  | 19 | Bernd Schneider        |     |     |
|                  | 20 | Lukas Podolski         | 71e |     |
|                  | 21 | Christoph Metzelder    |     | 70e |
| Remplaçants :    |    |                        |     |     |
|                  | 22 | David Odonkor          | 64e | 68e |
|                  | 10 | Oliver Neuville        | 71e |     |
|                  | 18 | Tim Borowski           | 77e |     |
| Sélectionneur :  |    |                        |     |     |
| Jürgen Klinsmann |    |                        |     |     |

| POLOGNE :       |    |                     |       |          |
|                 |    |                     |       |          |
| Gardien de but  | 1  | Artur Boruc         |       | 89e      |
|                 | 4  | Marcin Baszczyński  |       |          |
|                 | 6  | Jacek Bąk           |       |          |
|                 | 7  | Radosław Sobolewski |       | 28e, 75e |
|                 | 8  | Jacek Krzynówek     | 77e   | 3e       |
|                 | 9  | Maciej Żurawski     |       |          |
|                 | 14 | Michał Żewłakow     | 83e   |          |
|                 | 15 | Euzebiusz Smolarek  |       |          |
|                 | 16 | Arkadiusz Radomski  |       |          |
|                 | 19 | Bartosz Bosacki     |       |          |
|                 | 21 | Ireneusz Jeleń      | 90+1e |          |
| Remplaçants :   |    |                     |       |          |
|                 | 21 | Mariusz Lewandowski | 77e   |          |
|                 | 17 | Dariusz Dudka       | 83e   |          |
|                 | 23 | Paweł Brożek        | 90+1e |          |
| Sélectionneur : |    |                     |       |          |
| Paweł Janas     |    |                     |       |          |

| Assistants : Victoriano Giraldez Carrasco Pedro Medina Hernández Quatrième arbitre : Khalil Al Ghamdi Cinquième arbitre : Fathi Arabati Homme du Match : Philipp Lahm |

#### 3 sur 3 contre l'Équateur

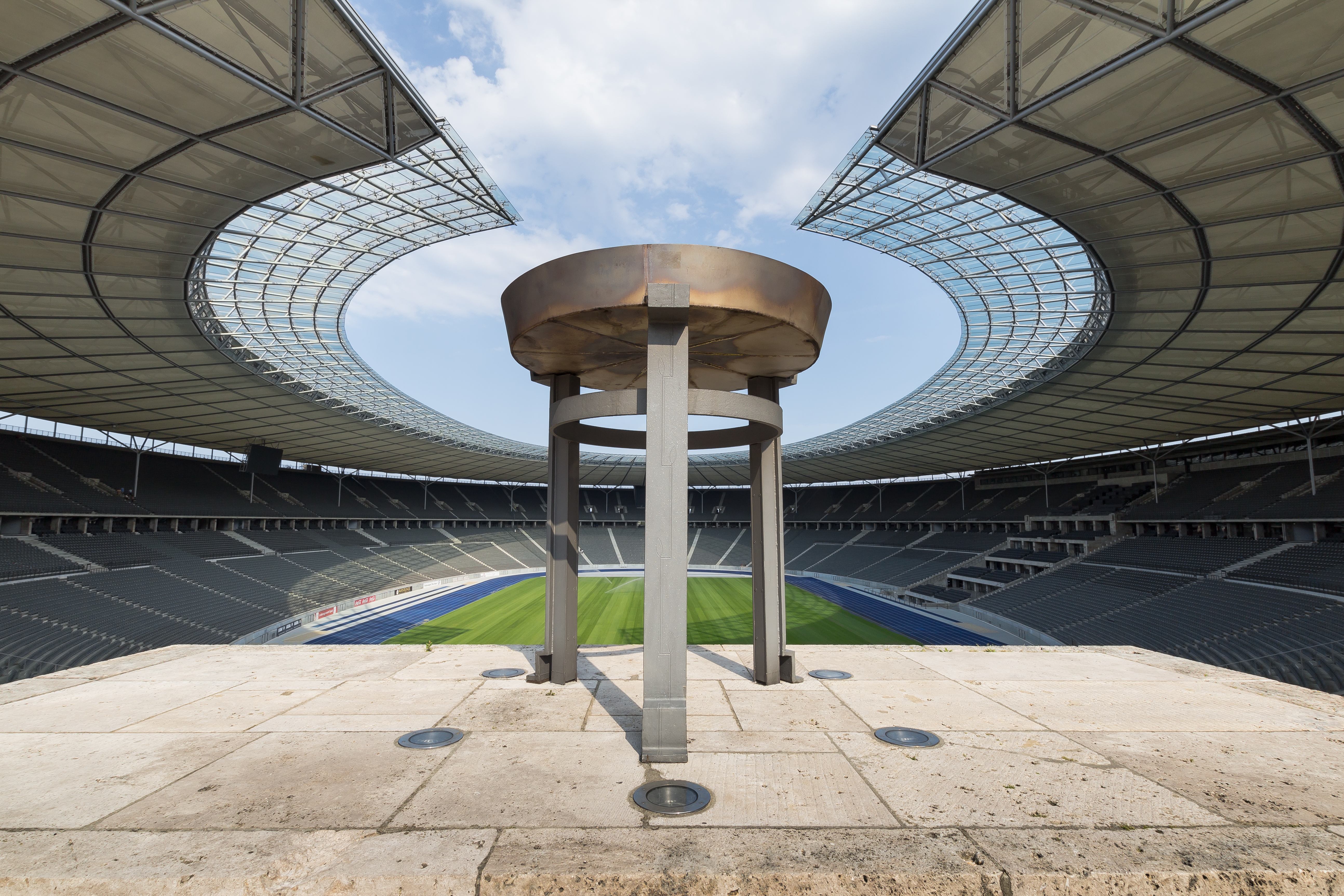
Stade olympique de Berlin.

Le dernier match du groupe A oppose l'Équateur à l'Allemagne. Il se tient le 20 juin 2006 au Stade olympique de Berlin. Ce match revêt une importance particulière :  l'Allemagne et l'Équateur sont qualifiés pour les huitièmes de finale, mais la première place n'est pas assurée pour la Mannschaft. L'Équateur a remporté ses deux premiers matchs. Au goal-average, les Los Ticos affiche +5, les Allemands +3. Les Allemands sont donc virtuellement à la deuxième place du groupe. La première place est cruciale pour les deux équipes : le deuxième du groupe A pourrait affronter en huitièmes de finale l'Angleterre, qui a déjà remporté ses deux premiers matchs dans le groupe B. Pour les Allemands, l'équation est simple : seule une victoire leur permettra de prendre la tête du groupe A et d'éviter l'Angleterre. De plus, la première place leur éviterait un déplacement jusqu'en demi-finale : le Stade olympique de Berlin accueillera les quarts de finale pour l'équipe terminant première du groupe A. Pour toutes ces raisons, malgré la qualification acquise contre la Pologne, l'Allemagne ne peut se permettre de faire tourner son effectif : elle doit aborder ce match comme un « seizième de finale »,.

« Je préférerais affronter la Suède plutôt que l'Angleterre, qui reste favorite pour remporter le Groupe B.  »

— Oliver Bierhoff Manager de l'équipe d'Allemagne
Entraîné par Luis Fernando Suárez, l’Équateur débute parfaitement ce mondial. Ce n'est pas un habitué de la coupe du Monde. Avant le mondial 2006, les Équatoriens n'ont participé qu'une seule fois à un tel événement : le mondial 2002 en Asie. Le grand public et les médias allemands et étrangers sont stupéfaits par les résultats de l’Équateur : contre la Pologne, victoire de 2-0 ; contre le Costa Rica, victoire haut la main 3-0. Lors des phases qualificatives en Amérique du Sud, l’Équateur bat l'Argentine à domicile, 2-0 et la Seleção, champion du monde en titre, encore à domicile, 1-0.
Cette double performance face des à des ténors du football mondial met en évidence la force de cette équipe et envoie un avertissement à l'Allemagne. Pour cette rencontre, Jürgen Klinsmann et ses adjoints ont décidé de garder le même effectif, sauf la rentrée de Robert Huth à la place de Christoph Metzelder, qui est sous le coup d'une suspension.
Le russe, Valentin Ivanov, sera l'arbitre du match. Il a arbitré le huitième de finale Portugal - Pays-Bas surnommé la « Bataille de Nuremberg » au mondial allemand de 2006. Il distribua 16 cartons jaunes et 4 rouges, un record pour une coupe du monde. Avant le mondial, il a été l'arbitre de la Finale de la Coupe des confédérations 2003,.
Dans un stade à guichets fermés, les Équatoriens donnent le coup d'envoi. Peu après, l'équipe de Luis Fernando Suárez crée la première occasion. Antonio Valencia déborde sur le côté droit et centre pour Iván Kaviedes. Jens Lehmann parvient à capter le ballon. 4e minute de jeu, centre de Bernd Schneider pour Per Mertesacker, qui centre dans la surface de réparation équatorienne. La balle allait pour sortir, est récupérée par Bastian Schweinsteiger, qui sert en retrait Miroslav Klose ; l'attaquant du Werder Brême ne laisse aucune chance au gardien Cristian Mora : 1-0 pour l'Allemagne,.
Les Équatoriens sont acculés en défense durant les 30 minutes suivantes. 44e minute, la Mannschaft marque le deuxième but : doublé de Miroslav Klose.
C'est le quatrième but de Klose dans ce tournoi, il est seul meilleur buteur. Dans toutes les coupes du Monde  qu'il a disputées (2002 et 2006), il atteint la barre des 10 buts. À égalité avec le joueur emblématique allemand Helmut Rahn, surnommé « Der Boss » (« le patron »).
Fin de la première mi-temps, 2-0 pour l'Allemagne,.

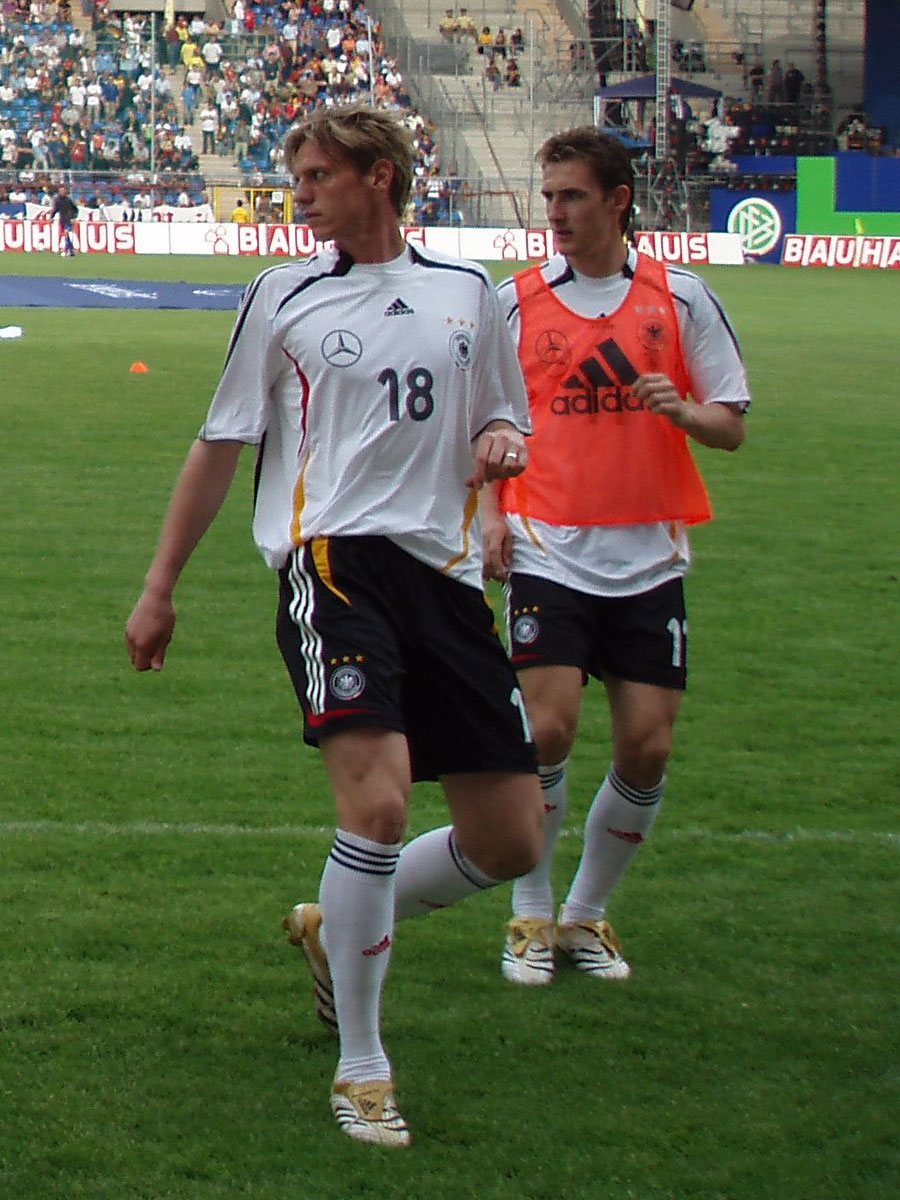
Miroslav Klose - Tim Borowski
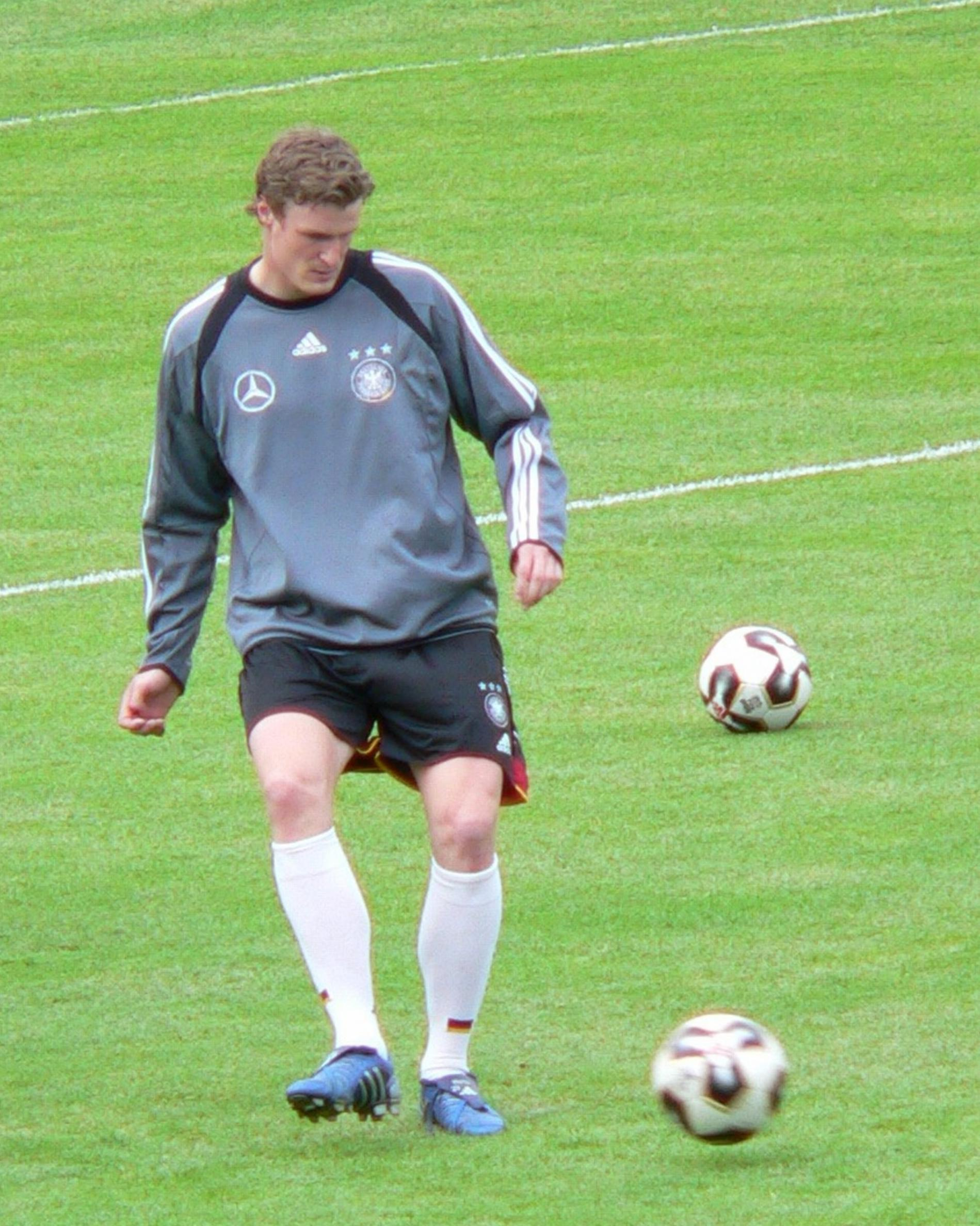
Robert Huth
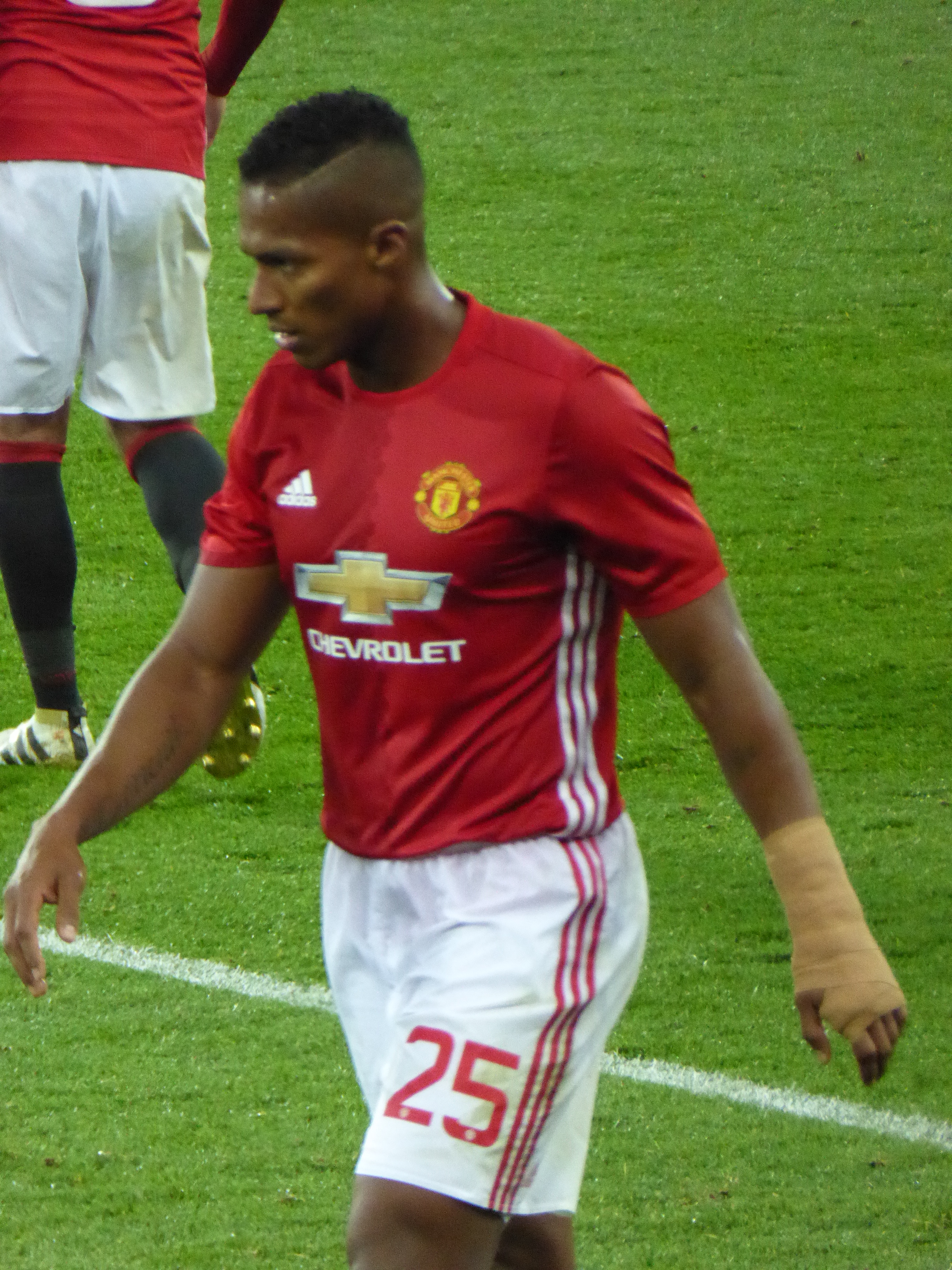
Antonio Valencia
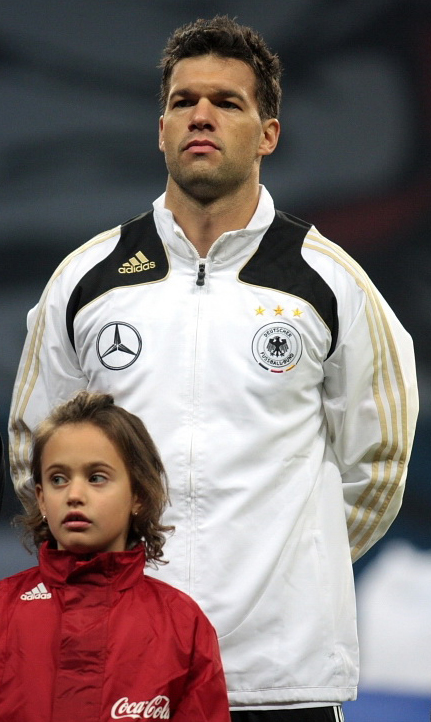
Michael Ballack

Seconde mi-temps, Christian Benítez (joueur percutant et rapide) remplace  Félix Borja à la pause. Les Équatoriens semblent résignés. 50e minute, l'attaquant du Barcelona SC, Edwin Tenorio tente une frappe de plus de 30 mètres. 57e minute, sur une contre-attaque rapide, Schweinsteiger sert Schneider sur la droite, qui transmet à Lukas Podolski qui marque à bout portant. Score : 3-0. Le match est maîtrisé par les Allemands qui gardent leur rigueur offensive. Le score ne changera plus et l'arbitre Luis Fernando Suárez siffle la fin du match,. L'Allemagne termine première du groupe A.
| Match 33                                                 | Équateur | 0 - 3   | Allemagne                                  | Olympiastadion, Berlin                           |                                                  |
| 20 juin 2006 · 16:00 (UTC+2) · Historique des rencontres |          | (0 - 2) | 4e 44e Miroslav Klose · 57e Lukas Podolski | Spectateurs : 72 000 Arbitrage : Valentin Ivanov | Spectateurs : 72 000 Arbitrage : Valentin Ivanov |
| 20 juin 2006 · 16:00 (UTC+2) · Historique des rencontres | Rapport  |         |                                            | Spectateurs : 72 000 Arbitrage : Valentin Ivanov | Spectateurs : 72 000 Arbitrage : Valentin Ivanov |

| Équateur | Allemagne |

| ÉQUATEUR :           |    |                   |     |     |
|                      |    |                   |     |     |
| Gardien de but       | 12 | Cristian Mora     |     |     |
|                      | 2  | Jorge Guagua      |     |     |
|                      | 4  | Ulises de la Cruz |     |     |
|                      | 8  | Édison Méndez     |     |     |
|                      | 9  | Félix Borja       | 46e |     |
|                      | 10 | Iván Kaviedes     |     |     |
|                      | 13 | Paúl Ambrosi      |     |     |
|                      | 15 | Marlon Ayovi      | 68e |     |
|                      | 16 | Antonio Valencia  | 63e | 52e |
|                      | 17 | Giovanny Espinoza |     |     |
|                      | 20 | Edwin Tenorio     |     |     |
| Remplaçants :        |    |                   |     |     |
|                      | 23 | Christian Benítez | 46e |     |
|                      | 7  | Christian Lara    | 63e |     |
|                      | 6  | Patricio Urrutia  | 68e |     |
| Sélectionneur :      |    |                   |     |     |
| Luis Fernando Suárez |    |                   |     |     |

| ALLEMAGNE :      |    |                        |     |     |
|                  |    |                        |     |     |
| Gardien de but   | 1  | Jens Lehmann           |     |     |
|                  | 3  | Arne Friedrich         |     |     |
|                  | 4  | Robert Huth            |     |     |
|                  | 7  | Bastian Schweinsteiger |     |     |
|                  | 8  | Torsten Frings         | 66e |     |
|                  | 11 | Miroslav Klose         | 66e |     |
|                  | 13 | Michael Ballack        |     |     |
|                  | 16 | Philipp Lahm           |     |     |
|                  | 17 | Per Mertesacker        |     |     |
|                  | 19 | Bernd Schneider        | 73e |     |
|                  | 20 | Lukas Podolski         |     |     |
| Remplaçants :    |    |                        |     |     |
|                  | 10 | Oliver Neuville        | 66e |     |
|                  | 18 | Tim Borowski           | 66e | 75e |
|                  | 14 | Gerald Asamoah         | 73e |     |
| Sélectionneur :  |    |                        |     |     |
| Jürgen Klinsmann |    |                        |     |     |

| Assistants : Nikolay Gobulev Evgueni Volnin Quatrième arbitre : Kevin Stott Cinquième arbitre : Chris Strickland Homme du Match : Michael Ballack |

### Classement final: Groupe A
Le règlement stipule que les deux premiers de chaque poule sont qualifiés pour les huitièmes de finale.
Le système suivant d'attribution de points est appliqué : 3 points pour un match gagné; 1 point pour un match nul; 0 point pour un match perdu. Lorsque des équipes se retrouvent à égalité de points, elles sont classées et départagées avec les critères suivants : sur le goal-average, sur le nombre de but marqués, le nombre de points obtenus dans les matchs entre équipes concernées, la meilleure différence de buts dans les matchs entre équipes concernées et sur le plus grand nombre de buts marqués dans les matchs entre équipes concernées. Dans le cas exceptionnel où les équipes sont parfaitement à égalité, un tirage au sort est effectué.
La presse allemande et les supporters évoquent le Mondial 2006 sous l'expression : Ein Sommermärchen, (Un conte d'été ou Un conte de fées en français). Avec 3 matchs et 3 victoires, le terme est justifié. L'Allemagne est sur une pente ascendante, contre le Costa Rica, la Pologne et l'Équateur. Comparé aux autres groupes du premier tour, seule l'Espagne (groupe H) dépasse l'Allemagne avec un meilleur goal-average (+7 pour la Roja contre un +6 pour la Mannschaft). Seuls l'Allemagne, l'Espagne, le Portugal (groupe D) et le Brésil (groupe F) ont réalisé un sans-faute.
Depuis plusieurs décennies, l'Allemagne n'avait pas réalisé un sans-faute en compétition internationale (Coupe du Monde et Euro). Il faut remonter à la Coupe du Monde 1970 au Mexique pour voir la Mannschaft réaliser une telle prouesse dans le Groupe IV : l'Allemagne de l'Ouest remporte ses 3 matchs contre le Maroc, la Bulgarie et le Pérou. Quatre ans plus tard, lors du Mondial 74 en Allemagne, l'Allemagne de l'Ouest remporte tous ses matchs du second tour (Yougoslavie, Suède et Pologne). Ce sont les seuls exemples à ce jour d'un sans faute en phase de groupe en Coupe du Monde pour les Allemands.
Certains supporters allemands retrouvent le plaisir du football grâce à cette performance, évoquant les années glorieuses de l'équipe nationale des années 1970 à 1990. En huitièmes de finale, l'Allemagne affrontera la Suède à l'Allianz Arena et l'Équateur rencontrera l'Angleterre à Stuttgart,.
|   | Équipe     | Pts | J | G | N | P | Bp | Bc | Diff |
| 1 | Allemagne  | 9   | 3 | 3 | 0 | 0 | 8  | 2  | 6    |
| 2 | Équateur   | 6   | 3 | 2 | 0 | 1 | 5  | 3  | 2    |
| 3 | Pologne    | 3   | 3 | 1 | 0 | 2 | 2  | 4  | -2   |
| 4 | Costa Rica | 0   | 3 | 0 | 0 | 3 | 3  | 9  | -6   |

| J 1 | 9 juin 2006  | Allemagne  | 4 - 2 | Costa Rica |
| J 1 | 9 juin 2006  | Pologne    | 0 - 2 | Équateur   |
| J 2 | 14 juin 2006 | Allemagne  | 1 - 0 | Pologne    |
| J 2 | 15 juin 2006 | Équateur   | 3 - 0 | Costa Rica |
| J 3 | 20 juin 2006 | Équateur   | 0 - 3 | Allemagne  |
| J 3 | 20 juin 2006 | Costa Rica | 1 - 2 | Pologne    |

### Huitièmes de finale: duel nordique

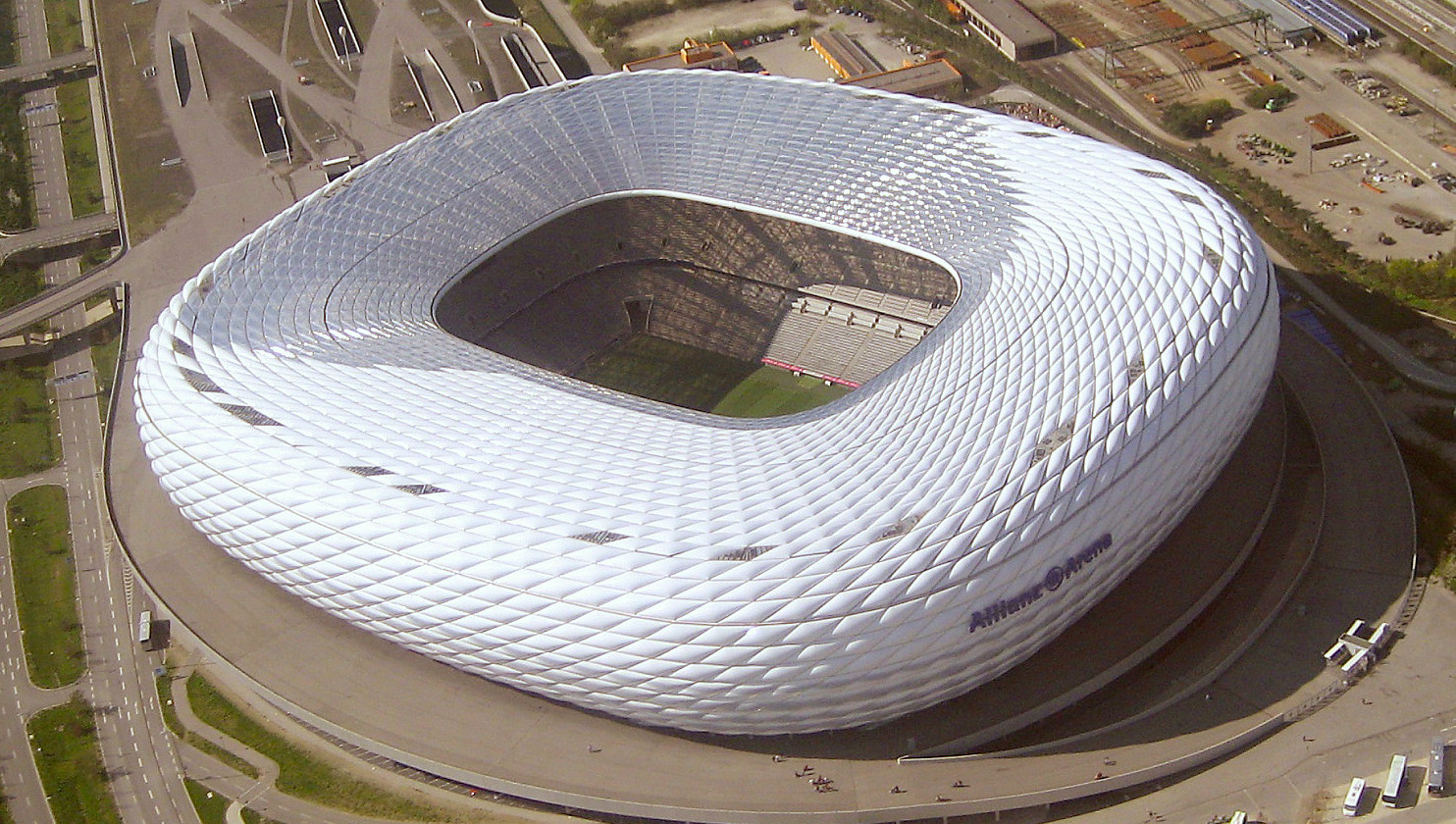
FIFA WM-Stadion München.

Pour la seizième fois de son histoire, et la quinzième fois d'affilée depuis le Mondial 1954, l'Allemagne participe à un huitième de finale. Les Allemands affrontent les Suédois, deuxième du groupe B, au FIFA WM-Stadion München. Les rencontres entre Allemands et Suédois en Coupe du Monde sont anciennnes. L'Allemagne a affronté la Suède avant la Seconde Guerre Mondial, en 1934, en Italie. Un match entre les deux sélections reste historique et mémorable : la demi-finale de la Coupe du Monde 1958 ; la Suède à domicile bat l'Allemagne championne du Monde en titre, 3-1.
En dehors du contexte germano-suédois, la Suède a un certain prestige dans l'histoire de la Coupe du Monde. Elle a atteint 7 fois les huitièmes de finale et est arrivée en demi-finale 4 fois. Les Blågult ont terminé troisièmes en 1950, finalistes en 1958 et ont remporté la médaille de bronze en 1994 aux États-Unis. Sur l'ensemble des confrontations entre l'Allemagne et la Suède, les Allemands, toutes compétitions confondues, devancent les Suédois.
L'une des forces de cette sélection suédoise est la stabilité de sa direction. Lars Lagerbäck est sélectionneur de la Suède depuis 2000. Il était avant adjoint du sélectionneur précédent. La Suède possède sur le papier une génération de grande valeur : avant le mondial 2006, elle avait atteint les quarts de finale à l'Euro 2004 (perdus aux tirs au but contre les Pays-Bas). Aux éliminatoires de la coupe du Monde 2006, les Suédois remportent 8 matchs sur 10, soit au total 24 points, derrière la Croatie. La Suède fait partie des meilleurs deuxièmes de groupe en Europe, ce qui la qualifie pour le tournoi final sans passer par un barrage.
Dans ce tournoi, l'équipe suédoise déçoit lors du premier match contre Trinité-et-Tobago, considéré comme le "petit poucet" de la Coupe du monde 2006. Les hommes de Lars Lagerbäck font match nul. Lors du deuxième match, la Suède gagne contre le Paraguay dans les dernières minutes. Contre l'Angleterre, les Suédois font forte impression et arrachent le match nul lors d'une rencontre spectaculaire ; score : 2-2.
L'Allemagne, réputée pour son style de jeu offensif, fait face à un système tactique suédois en 4-1-3-2 avec Tobias Linderoth en sentinelle. Les médias allemands et étrangers désignent la Mannschaft comme favorite, mais les "Blågult" peuvent s'appuyer sur des joueurs talentueux : Henrik Larsson, attaquant du FC Barcelone, (qui a permis d'arracher un match nul contre l'Angleterre en marquant à la dernière minute) ; Zlatan Ibrahimović, jeune prodige de la sélection ; Fredrik Ljungberg, joueur d'Arsenal ; et enfin, le capitaine, Olof Mellberg.
Du côté du pays hôte, Jürgen Klinsmann ne fait aucun changement tactique ; Christoph Metzelder est de nouveau incorporé à la place de Robert Huth.
Dans une enceinte pleine, l'arbitre est brésilien, Carlos Simon, arbitre expérimenté : durant la Coupe du Monde précédente en 2002, il a arbitré un match Angleterre-Suède en phase de groupe,.
Les capitaines échangent les fanions, et, pour la quatrième fois consécutive, les visiteurs donnent le coup d'envoi. L'Allemagne joue de manière offensive. 2e minute, les Suédois obtiennent un coup franc, le centre d'Erik Edman est capté par Jens Lehmann,. Les Suédois sont bien placés en défense quand l'Allemagne ouvre le score à la 4e minute grâce à Lukas Podolski. Les Suédois dominent le jeu aérien. Torsten Frings adresse un long centre depuis le milieu de terrain pour Miroslav Klose. Ce dernier perd son duel aérien contre un défenseur suédois. Servi par Michael Ballack, il dribble deux défenseurs suédois, perd son face-à-face contre Andreas Isaksson, mais Podolski marque. 1-0, pour l'Allemagne.
La domination allemande ne s'arrête pas. 12e minute, Lukas Podolski marque le but du doublé (son troisième but dans le tournoi). Ce premier quart d'heure assomme les Scandinaves. Ils ont du mal à conserver le ballon face à la pression des Allemands. 35e minute, Teddy Lučić abandonne ses coéquipiers sur une faute commise sur Klose : deuxième carton jaune, synonyme de rouge. Changement dans l'équipe : Kim Källström cède sa place à Petter Hansson,. Fin de la première mi-temps : les Allemands mènent 2-0, les Suedois sont à 10,.

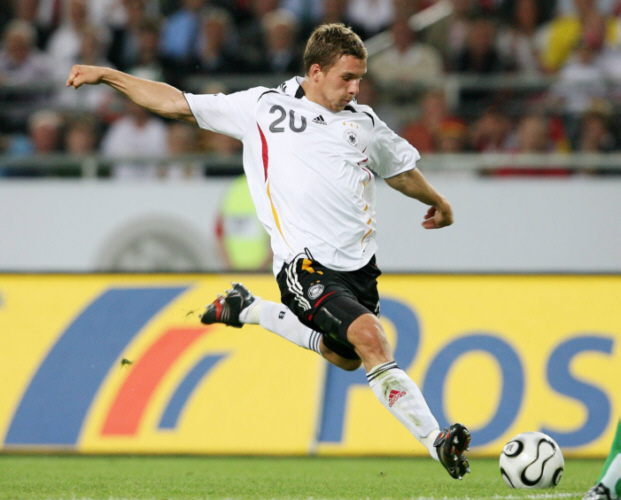
Lukas Podolski
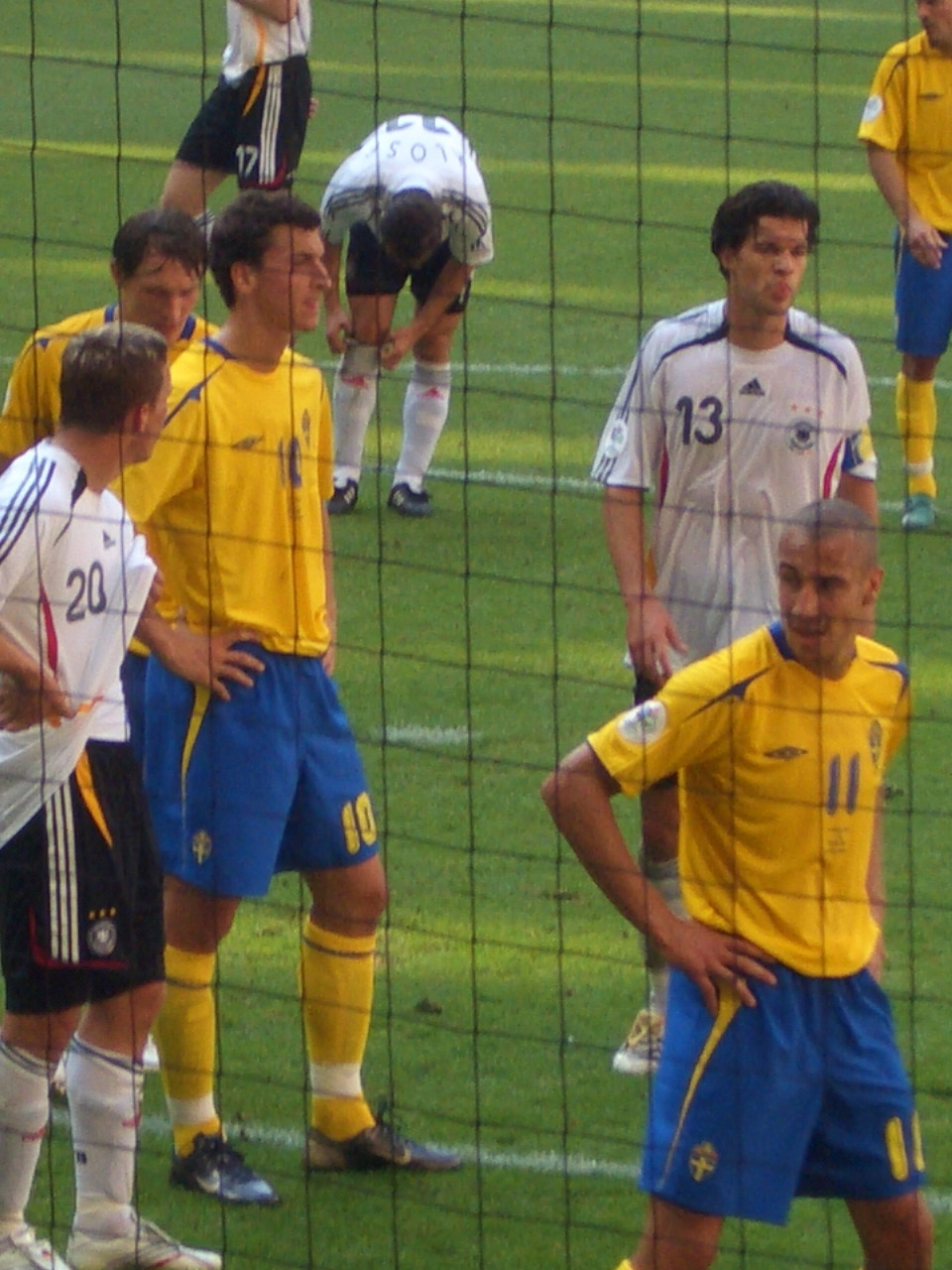
Ballack - Larsson
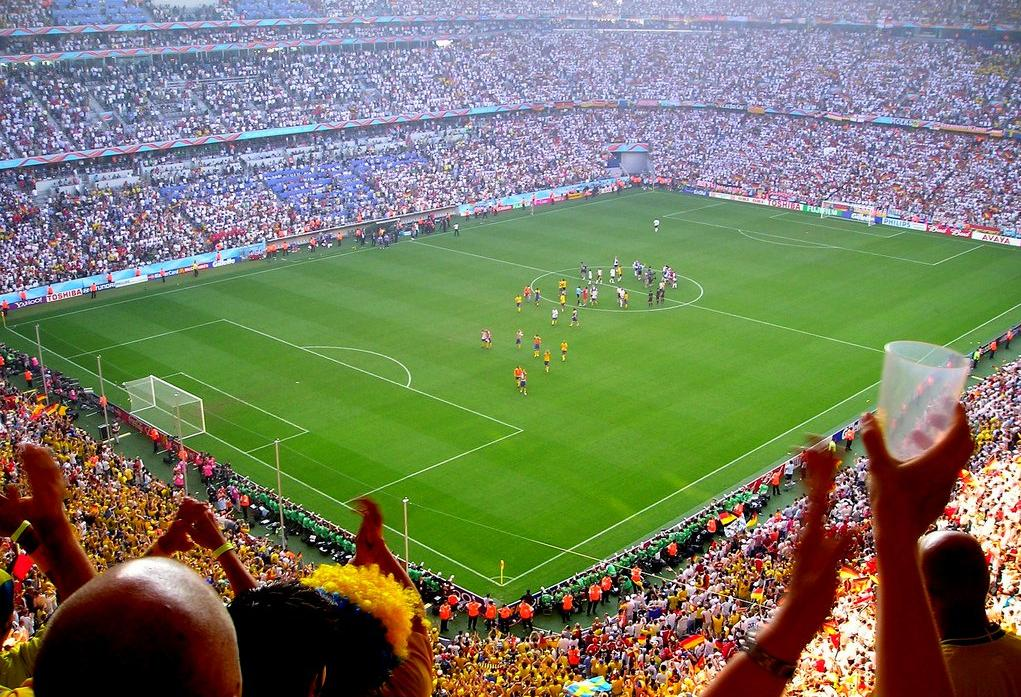
Supporters Suedois et Allemands
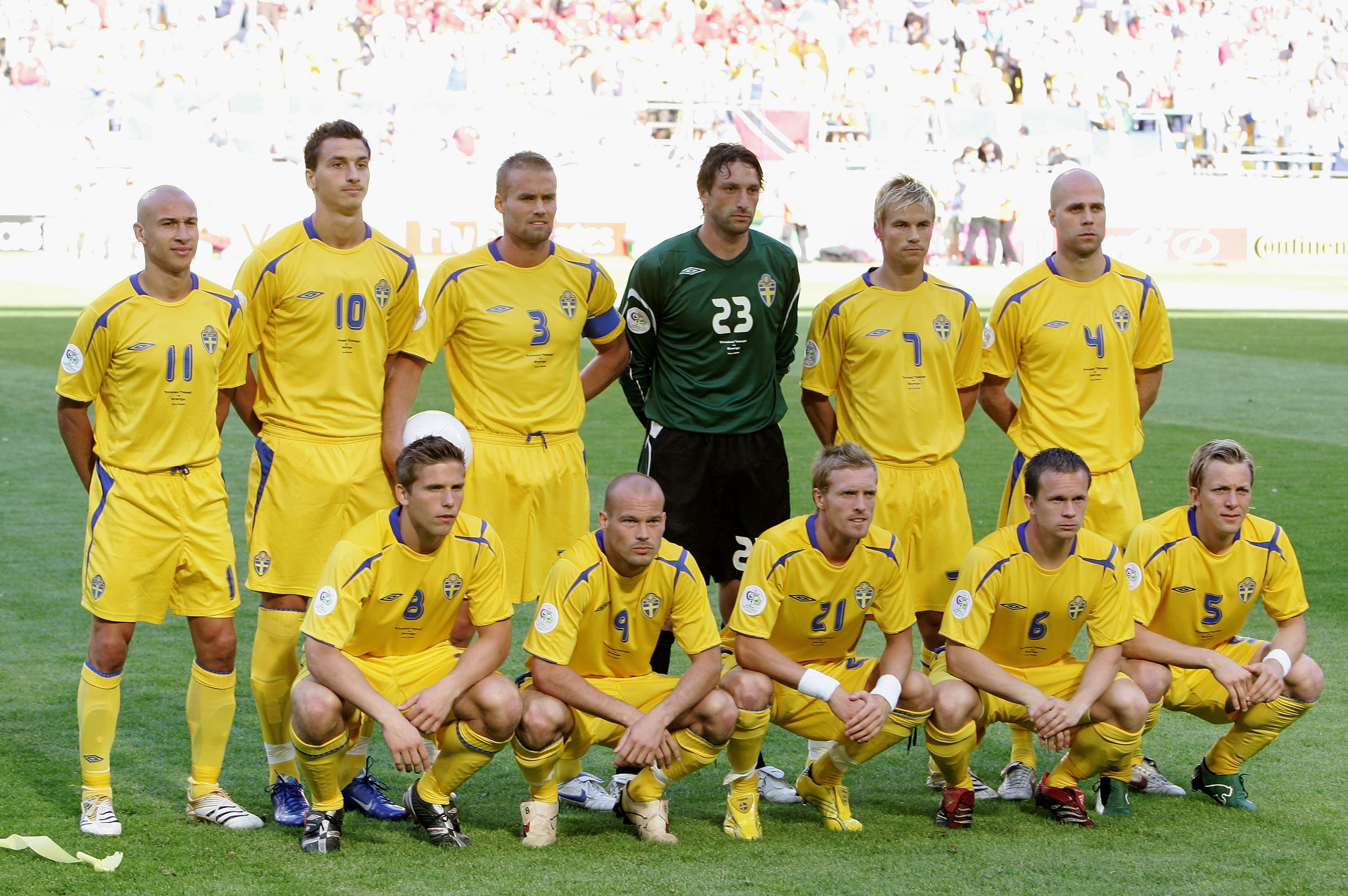
Suède

« Les deux premiers buts nous ont donné confiance. La victoire était pleinement méritée. »

— Lukas Podolski

« Le début n'aurait pas pu être meilleur. Nous sommes ravis de l'équipe, de la façon dont elle a joué et fonctionné. Nous étions très bien préparés pour le match et avions un grand respect pour le trio d'attaquants suédois. »

— Jürgen Klinsmann
De retour sur la pelouse, Allemands et Suédois n’apportent aucun changement. Malgré le score et leur infériorité numérique, les Suédois ne se laissent pas abattre. Les 15 premières minutes voient une réaction suédoise. 52e minute, l'arbitre Carlos Simon siffle une faute dans la surface de réparation allemande après une faute de Metzelder sur Larsson : penalty,. Henrik Larsson frappe au-dessus. Les Allemands manquent de réalisme devant la cage de Andreas Isaksson. La Suède s'achemine vers la défaite, avec deux buts encaissés, un carton rouge et un penalty raté. Lourd fardeau pour les Blågult, les joueurs de Lars Lagerbäck semblent incapables de revenir dans le match.

« Nous avons donné deux buts faciles aux Allemands. Après l'expulsion, nous avons dû jouer contre eux à dix, ce qui est toujours très difficile. »

— Lars Lagerbäck
Les 30 dernières minutes voient une domination nette de l'Allemagne,. Chez les deux équipes, le jeu n'est plus aussi fluide. Les Suédois auront une occasion de but à la 75e minute : le tir de Ljungberg, pourtant réputé pour ces frappes de qualité, passe à côté du but allemand. Au cours des 20 dernières minutes, les Allemands sont les plus solides et ne pensent qu'à gérer le match et la qualification,. 74e minute, Oliver Neuville entre en jeu à la place de Lukas Podolski, très applaudi, ainsi queSebastian Kehl à la place de Torsten Frings (qui a reçu un carton jaune dans le match). L'arbitre Carlos Simon siffle la fin du match. Pour la quinzième fois de son histoire (record absolu dans le monde), l'Allemagne est en quarts de finales.
Les médias et les supporters allemands fêtent la qualification de la Mannschaft, les joueurs saluent les supporters, les supporters les célèbrent avec des chants frénétiques et des cris de guerre. La Fédération allemande de football propose à Jürgen Klinsmann une prolongation de son contrat jusqu'au Mondial 2010.

« En cas de défaite, il arrête. Par contre, si nous allons en quarts de finale, il continuera à la tête de la sélection jusqu'en 2010. »

— Theo Zwanziger président de la Fédération allemande de football (DFB)
Le technicien allemand préfère attendre la fin de la coupe du Monde pour trancher sur son avenir au sein de la sélection allemande. Adversaire probable pour l'Allemagne, l'Argentine a validé son ticket pour les quarts de finals en battant le Mexique, 2-1, après prolongations.
| 24 juin 2006                      | Allemagne                                    | 2 - 0   | Suède | FIFA WM Stadion Munich, Munich                |                                               |
| 17:00 · Historique des rencontres | ( Klose) Podolski 4e · ( Klose) Podolski 12e | (2 - 0) |       | Spectateurs : 66 000 Arbitrage : Carlos Simon | Spectateurs : 66 000 Arbitrage : Carlos Simon |
| 17:00 · Historique des rencontres | (Rapport)                                    |         |       | Spectateurs : 66 000 Arbitrage : Carlos Simon | Spectateurs : 66 000 Arbitrage : Carlos Simon |

| Allemagne | Suède |

| ALLEMAGNE :      |    |                        |     |     |         |
|                  |    |                        |     |     |         |
| GB               | 1  | Jens Lehmann           |     |     |         |
| ArD              | 3  | Arne Friedrich         |     |     |         |
| ArC              | 17 | Per Mertesacker        |     |     |         |
| ArC              | 21 | Christoph Metzelder    |     |     |         |
| ArG              | 16 | Philipp Lahm           |     |     |         |
| AiD              | 19 | Bernd Schneider        |     |     |         |
| MDf              | 8  | Torsten Frings         | 27e | 85e |         |
| MDf              | 13 | Michael Ballack        |     |     |         |
| AiG              | 7  | Bastian Schweinsteiger |     | 72e |         |
| AtD              | 11 | Miroslav Klose         |     |     |         |
| AtG              | 20 | Lukas Podolski         |     | 74e | 4e, 12e |
| Remplacements :  |    |                        |     |     |         |
| MOf              | 18 | Tim Borowski           |     | 72e |         |
| AC               | 10 | Oliver Neuville        |     | 74e |         |
| MOf              | 15 | Sebastian Kehl         |     | 85e |         |
| Manager :        |    |                        |     |     |         |
| Jürgen Klinsmann |    |                        |     |     |         |

| SUÈDE :         |    |                       |          |     |
|                 |    |                       |          |     |
| GB              | 1  | Andreas Isaksson      |          |     |
| ArD             | 7  | Niclas Alexandersson  |          |     |
| ArC             | 4  | Teddy Lucic           | 28e, 35e |     |
| ArC             | 3  | Olof Mellberg         |          |     |
| ArG             | 5  | Erik Edman            |          |     |
| MDf             | 6  | Tobias Linderoth      |          |     |
| AiD             | 18 | Mattias Jonson        | 48e      | 52e |
| MOf             | 16 | Kim Källström         |          | 39e |
| AiG             | 9  | Fredrik Ljungberg     |          |     |
| MJ              | 10 | Zlatan Ibrahimović    |          | 72e |
| AC              | 11 | Henrik Larsson        |          |     |
| Remplacements : |    |                       |          |     |
| MDf             | 13 | Petter Hansson        |          | 39e |
| MOf             | 21 | Christian Wilhelmsson |          | 52e |
| AC              | 20 | Marcus Allbäck        | 78e      | 72e |
| Manager :       |    |                       |          |     |
| Lars Lagerbäck  |    |                       |          |     |

| Assistants : Aristeu Tavares Ednilson Corona Quatrième arbitre : Shamsul Maidin Cinquième arbitre : Prachya Permpanich Homme du Match : Miroslav Klose |

### Quarts de finale: Coriaces Argentins

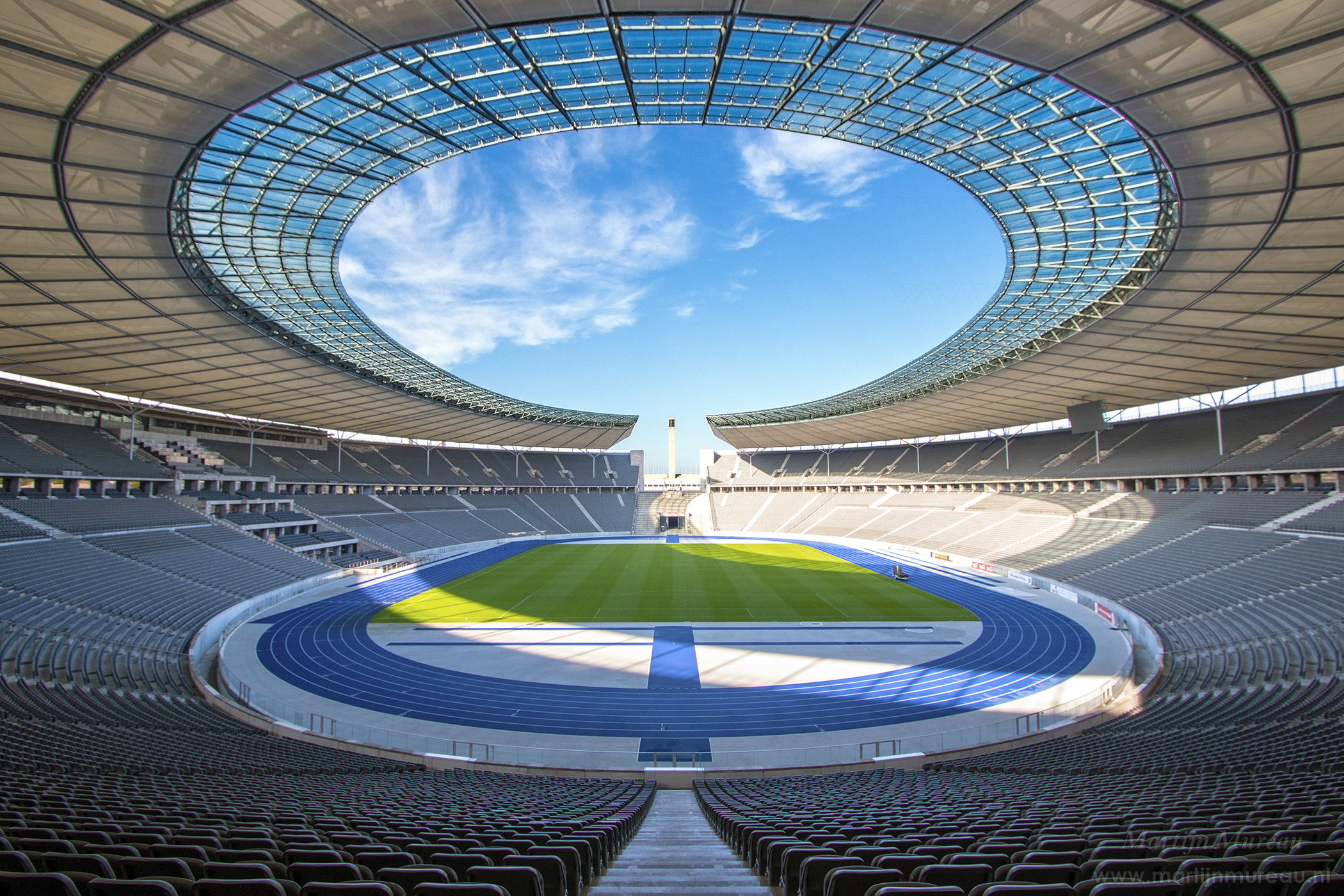
Stade olympique de Berlin.

En quarts de finale, Allemagne-Argentine et Brésil – France (où Zinédine Zidane se distingue.).
L'Argentine et l'Allemagne se sont croisées plusieurs fois en Coupe du Monde. Une rivalité s'est installée entre elles. Avant ce 30 juin 2006, les deux équipes se sont rencontrées 4 fois dans un mondial : 1958, 1966, 1986 et 1990. Les deux dates les plus marquantes sont : La finale de 1986 au Mexique. (l'Argentine menée par Diego Maradona remporte la finale, 3-2). Et la finale de 1990 en Italie (L'Allemagne d'avant la réunification , remporte son troisième mondial, but de Andreas Brehme dans les dernières minutes).
L'histoire de l'équipe d'Argentine en Coupe du Monde est glorieuse. L'Albiceleste a participé à 14 éditions du mondial (contre 16 pour les Allemands) et l'a remporté deux fois, en 1978 à domicile et en 1982. Dans le total des rencontres, les Sud-Américains sont devant les hommes d'outre Rhin.
En fin d'année 2004, l'entraîneur José Pékerman prend les rênes de la sélection de l'Argentine. Durant les éliminatoires, l'équipe était dirigée par Marcelo Bielsa, qui a démissionné le 14 septembre 2004, 5 jours après la victoire contre le Pérou à Lima. José Pekerman lui succède pour le reste des qualifications. Durant son coaching, les Argentins réalisent de bonnes performances, dont une victoire contre le rival brésilien 3-1, à domicile. Au classement final des éliminatoires d'Amérique du Sud, l'Argentine termine deuxième, à égalité de points avec le Brésil qui a un meilleur goal-average.
Avant le mondial 2006, l'Argentine participe à la Copa America de 2004. Les Argentins perdent la finale contre la Seleção (aux tirs au but). Un an avant le mondial, l'Argentine participe à la coupe des confédérations 2005 en Allemagne. Leur place de finaliste de la Copa America a validé leur billet pour cette compétition (qui sert officieusement de répétition générale avant une Coupe du Monde). Lors du dernier match du groupe A, les Argentins affrontent les Allemands. Dans un match de bon niveau, l'Argentine arrache un nul 2-2 (buts d'Esteban Cambiasso). L'Albiceleste possède des joueurs de qualité : Hernán Crespo joueur de Chelsea, Javier Saviola joueur du FC Barcelone, Esteban Cambiasso, Javier Mascherano, etc.
L'histoire se souviendra de l'avènement d'un jeune prodige, un certain Lionel Messi, qui ne disputera pas ce quart de finale,,. L'Argentine est considérée comme favorite de la compétition. Jürgen Klinsmann et son staff ne changent ni leur dispositif ni leur effectif.

« Nous sommes à égalité avec l'Argentine. En termes de potentiel, c'est comme une finale. Je suis convaincu que nous atteindrons les demi-finales. Ce que fait actuellement l'équipe, c'est le mérite de l'entraîneur national. C'est excellent. »

— Franz Beckenbauer
La rencontre se déroule au Stade olympique de Berlin (comme prévu pour le vainqueur du groupe A). Sans surprise, il est à guichets fermés. L'arbitre slovaque, Ľuboš Micheľ est designé par la FIFA. Il a participé à la coupe du Monde 2002 et a arbitré des matchs important en Ligue des champions,. Les Allemands portent leur maillot blanc pour la cinquième fois d’affilée, les Argentins leur maillot extérieur bleu foncé,.
Les deux équipes entrent sur le terrain devant des millions de téléspectateurs. Pour la cinquième fois d'affilée, les visiteurs donnent le coup d'envoi. Les Argentins commencent à construire leur jeu, les Allemands répondent physiquement. Les Argentins ont un coup franc bien placé côté gauche de la cage de Jens Lehman, mais sans succès,. 3e minute, Lukas Podolski reçoit un carton jaune pour une faute sur Javier Mascherano. Durant les 20 premières minutes, les deux équipes ne s'engagent pas offensivement, mais montrent un certain engagement physique. Argentins et Allemands craignent de créer une faille dans leur défense. Il n’y a pratiquement pas d'occasions de but dans les deux surfaces de réparation. À la demi-heure de jeu, les hommes de Jürgen Klinsmann subissent les offensives des « gauchos argentins »,. Le quatuor défensif - Philipp Lahm, Christoph Metzelder, Per Mertesacker et Arne Friedrich, repoussent les Argentins, malgré une bonne performance du meneur de jeu argentin, Juan Román Riquelme. L'arbitre siffle la fin de la mi-temps, score : 0-0,.

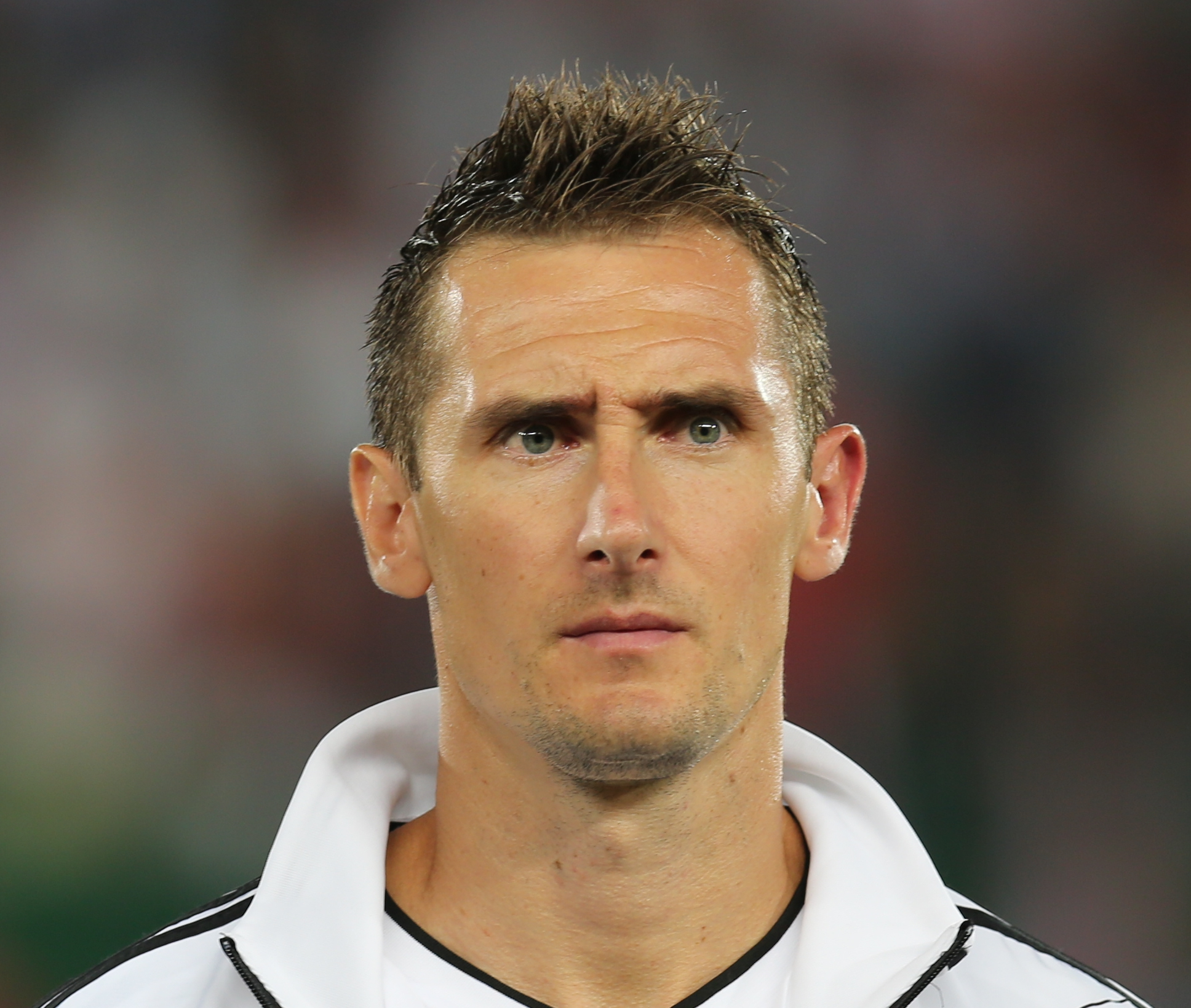
Miroslav Klose
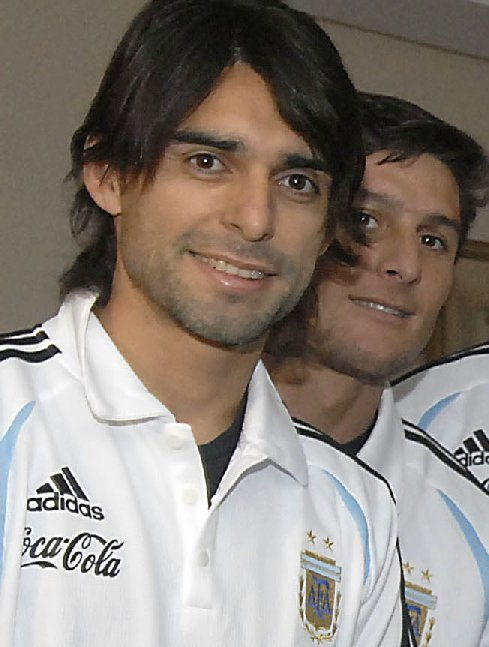
Roberto Ayala
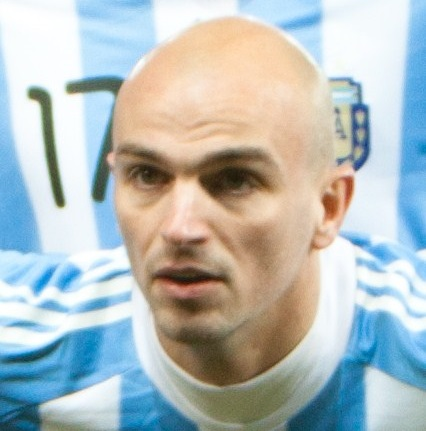
Esteban Cambiasso
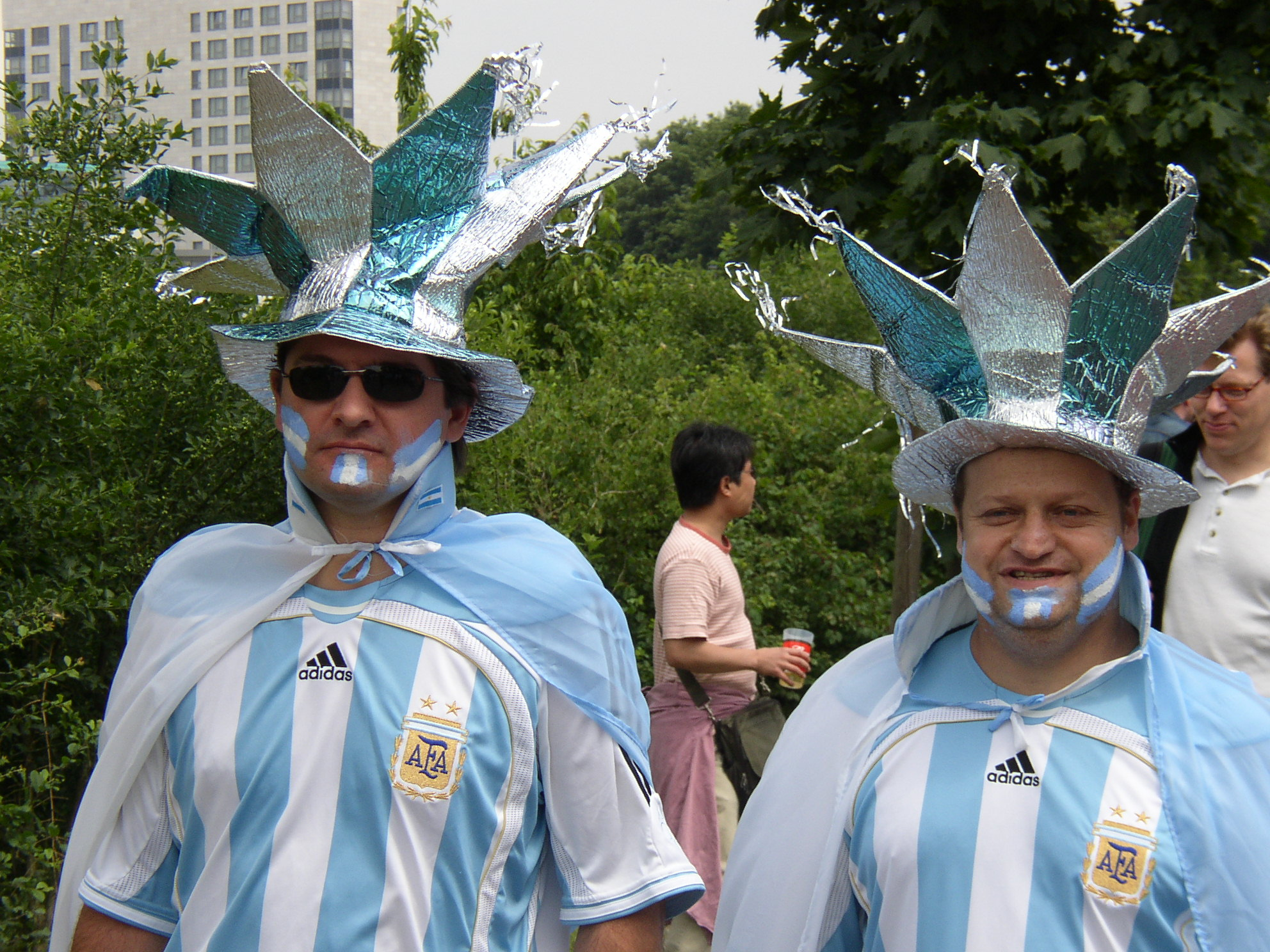
Supporters argentins

Les deux équipes reviennent du vestiaire inchangées. L'Allemagne donne le coup d'envoi. Les argentins font preuve d'agressivité. 46e minute, premier carton jaune pour le capitaine, Juan Pablo Sorín,. 49e minute, corner bien tiré par Riquelme, le défenseur central du FC Valence. Roberto Ayala place une tête puissante : 1-0 pour l'Argentine. L'Allemagne est menée au score,. 10 minutes après, Jürgen Klinsmann et son adjoint Joachim Löw décident d'apporter un changement tactique : intégrer un joueur rapide et offensif pour harceler la défense centrale argentine,. : 62e minute, entrée de David Odonkor à la place de Bernd Schneider. L'Allemagne est plus offensive, les joueurs enclins à se retrouver dans le camp adverse, les contre-attaques argentines sont redoutables. 80e minute, Michael Ballack centre depuis la gauche vers Tim Borowski, rentré à la 72e minute. Le joueur du Werder Brême relance de la tête vers Miroslav Klose, qui arrive sur la balle avant le capitaine Juan Pablo Sorín, et qui place une tête imparable. Egalisation de l'Allemagne. Les joueurs et les supporters Allemands n'ont pas le temps de fêter le but. Les Argentins dominent, les 10 dernières minutes voient un déferlement offensif argentin, la défense de l'Allemagne tient bon et l'arbitre Ľuboš Micheľ siffle la fin du temps réglementaire,.

« En termes d'occasions de but, ce n'était pas très intéressant pour les spectateurs, mais le match était d'un niveau tactique élevé. Nous nous sommes battus jusqu'au bout et n'avons pas cédé grand-chose. »

— Michael Ballack 
Pour la première fois depuis le match Allemagne-Angleterre au Mondial 1990, les Allemands sont en prolongation. Les argentins sont toujours sous le choc de l'égalisation allemande. L'Albiceste, supérieure à l'Allemagne à la fois sur l'engagement et sur le jeu, a manqué de réalisme devant les buts.
Les Argentins donnent le coup d’envoi de la première mi-temps des prolongations,. La domination est partagée, le public allemand retrouve sa voix. L'Allemagne s'installe dans le camp de l'Argentine. Les actions ne se concrétisent pas, malgré la pression, la défense de l'Argentine reste solide. Score : 1-1 l'arbitre siffle la fin de ces 15 premières minutes de la prolongation.
Le rythme se ralentit, la fatigue s'installe chez les deux équipes, les occasions se font rares. Les 5 dernières minutes voient l'Argentine dominer : 114e minute, un tir de Coloccini touche la barre transversale, le portier allemand était bien placé. Les joueurs de l'Allemagne et de l'Argentine se résignent à la séance de tirs au but. L'arbitre Ľuboš Micheľ siffle la fin du match,.

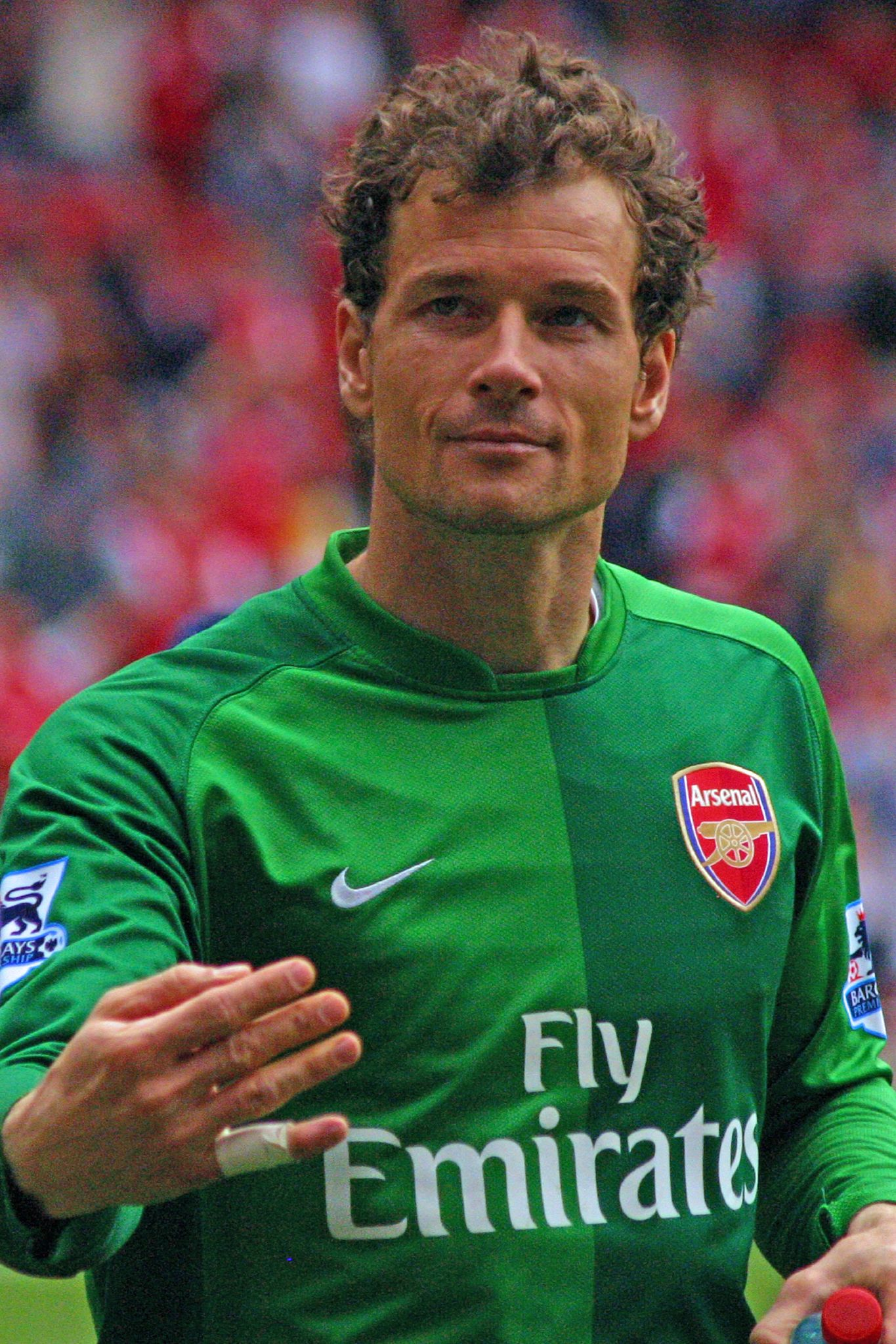
Jens Lehmann
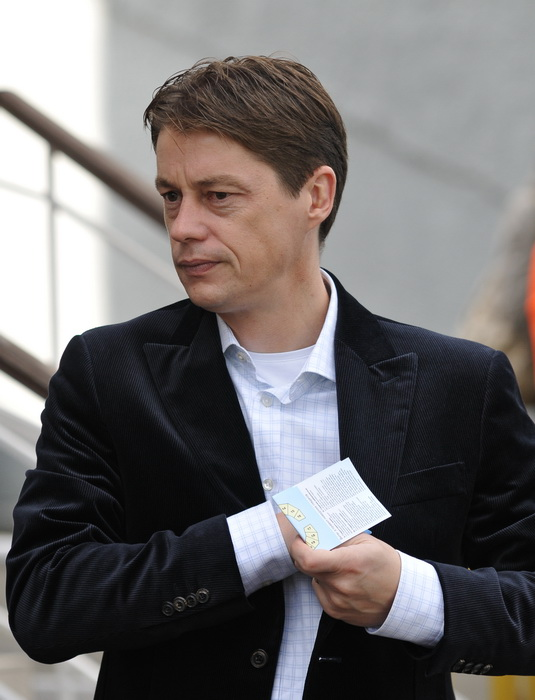
L'arbitre Ľuboš Micheľ
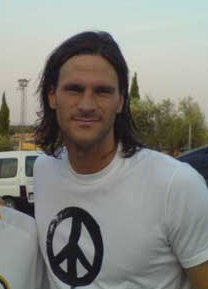
Leo Franco

Pour la quatrième fois, l'Allemagne connaît une séance de tir au but. La Mannschaft a vécu cette épreuve à trois reprises : durant le mondial 1982, à la fin de la demi-finale contre la France, surnommée la « nuit de Séville » ; en 1986, contre le Mexique pays hôte, et en 1990 contre l'Angleterre également en demi-finale. L'Allemagne l'a emporté 3 fois. Après tirage au sort, les hommes de Jürgen Klinsmann vont débuter,. Oliver Neuville tire le premier penalty et le transforme. Côté argentin, Julio Cruz égalise sans difficulté 1-1. La pression monte chez les supporters allemands. Le capitaine Michael Ballack inscrit le but du 2-1. Roberto Ayala, héros argentin au début de la deuxième mi-temps, rate son penalty sur un arrêt de Jens Lehmann. Les supporters de la Mannschft exultent. Lukas Podolski permet à l'Allemagne de prendre le large, 3-1 et Maxi Rodríguez permet à l'Albiceleste de se maintenir : 3-2. Tim Borowski, ne rate pas son tir 4-2. l'Allemagne est plus que jamais proche de Dortmund,. Un an auparavant, lors de la Coupe des confédérations 2005, Esteban Cambiasso avait marqué contre l'Allemagne. Cette fois, son tir est arrêté par Jens Lehmann. Euphorie et joie des Allemands. L'Allemagne est en demi-finale.

« Tout s'est déroulé comme nous l'espérions. Nous n'avons rien laissé au hasard. »

— Andreas Köpke Entraîneur des gardiens de l'Allemagne

« En tant que gardien allemand, c'est mon devoir d'arrêter les tirs au but. Mais les quatre autres ont également très bien tiré. Tout cela est fantastique pour nous. C'était les quarts de finale, mais vient maintenant le prochain grand défi. Les gens disent "Nous devrions faire la fête maintenant" ce n'est pas le cas, je me prépare pour mardi (match contre l'Italie). »

— Jens Lehmann
L'Allemagne célèbre cette qualification après un match extrêmement tendu. La victoire revient aussi à l'entraîneur Jürgen Klinsmann. Le gardien avait des notes sur les joueurs argentins dans ses chaussettes. Souvent critiqué sur le choix du gardien allemand, les circonstances lui ont donné raison. Le choix du natif de Göppingen a été judicieux,.
| Le bout de papier de Jens Lehmann |

,
les Argentins voulaient leur revanche sur la finale 1990, mais n'ont pas pu se qualifier pour le dernier carré de Mondial. Pour l'Allemagne, c'est sa 11e participation en demi-finale, record mondial devant les Bresiliens (10 fois).
Lors du retour aux vestiaires, des altercations éclatent entre les joueurs allemands et argentins. La FIFA désigne le remplaçant argentin Leandro Damian Cufre comme à l'origine de la bagarre. Le défenseur de l'AS Rome reçoit un carton rouge de l'arbitre Lubos Michel. L'Allemagne retrouve en demi-finale l'Italie qui a facilement disposé de l'Ukraine, 3-0.
| 30 juin 2006                      | Allemagne                                | 1 - 1 a.p.            | Argentine                            | Olympiastadion, Berlin                        |                                               |
| 17:00 · Historique des rencontres | ( Borowski) Klose 80e                    | (0 - 0, 1 - 1, 1 - 1) | 49e Ayala (Riquelme )                | Spectateurs : 72 000 Arbitrage : Ľuboš Micheľ | Spectateurs : 72 000 Arbitrage : Ľuboš Micheľ |
| 17:00 · Historique des rencontres | (Rapport)                                |                       |                                      | Spectateurs : 72 000 Arbitrage : Ľuboš Micheľ | Spectateurs : 72 000 Arbitrage : Ľuboš Micheľ |
| 17:00 · Historique des rencontres | Neuville · Ballack · Podolski · Borowski | Tirs au but 4 - 2     | Cruz · Ayala · Rodríguez · Cambiasso | Spectateurs : 72 000 Arbitrage : Ľuboš Micheľ | Spectateurs : 72 000 Arbitrage : Ľuboš Micheľ |

| Allemagne | Argentine |

| ALLEMAGNE :      |    |                        |      |     |     |
|                  |    |                        |      |     |     |
| GB               | 1  | Jens Lehmann           |      |     |     |
| ArD              | 3  | Arne Friedrich         | 114e |     |     |
| ArC              | 17 | Per Mertesacker        |      |     |     |
| ArC              | 21 | Christoph Metzelder    |      |     |     |
| ArG              | 16 | Philipp Lahm           |      |     |     |
| MD               | 19 | Bernd Schneider        |      | 62e |     |
| MOf              | 8  | Torsten Frings         |      |     |     |
| MOf              | 13 | Michael Ballack        |      |     |     |
| MG               | 7  | Bastian Schweinsteiger |      | 74e |     |
| AtD              | 11 | Miroslav Klose         |      | 86e | 80e |
| AtG              | 20 | Lukas Podolski         | 3e   |     |     |
| Remplacements :  |    |                        |      |     |     |
| Att              | 18 | Tim Borowski           |      | 74e |     |
| MOf              | 22 | David Odonkor          | 94e  | 62e |     |
| AC               | 10 | Oliver Neuville        |      | 86e |     |
| Manager :        |    |                        |      |     |     |
| Jürgen Klinsmann |    |                        |      |     |     |

| ARGENTINE :     |    |                       |      |     |     |
|                 |    |                       |      |     |     |
| GB              | 1  | Roberto Abbondanzieri |      | 71e |     |
| ArD             | 4  | Fabricio Coloccini    |      |     |     |
| ArC             | 2  | Roberto Ayala         |      |     | 49e |
| ArC             | 6  | Gabriel Heinze        |      |     |     |
| ArG             | 3  | Juan Pablo Sorín      | 46e  |     |     |
| MDf             | 8  | Javier Mascherano     | 60e  |     |     |
| MD              | 18 | Maxi Rodríguez        | 88e  |     |     |
| MG              | 22 | Lucho González        |      |     |     |
| MOf             | 10 | Juan Román Riquelme   |      | 72e |     |
| AtD             | 9  | Hernán Crespo         |      | 79e |     |
| AtG             | 11 | Carlos Tévez          |      |     |     |
| Remplacements : |    |                       |      |     |     |
| GB              | 12 | Leo Franco            |      | 71e |     |
| MOf             | 5  | Esteban Cambiasso     |      | 72e |     |
| AC              | 20 | Julio Cruz            | 95e  | 79e |     |
| Manager :       |    |                       |      |     |     |
| José Pekerman   |    |                       |      |     |     |
| Autres :        |    |                       |      |     |     |
| MDf             | 17 | Leandro Cufré         | 120e |     |     |

| Assistants : Roman Slysko Martin Balko Quatrième arbitre : Massimo Busacca Cinquième arbitre : Francesco Buragina Homme du Match : Michael Ballack |

### Demi-finale: Fin d’aventure contre l'Italie

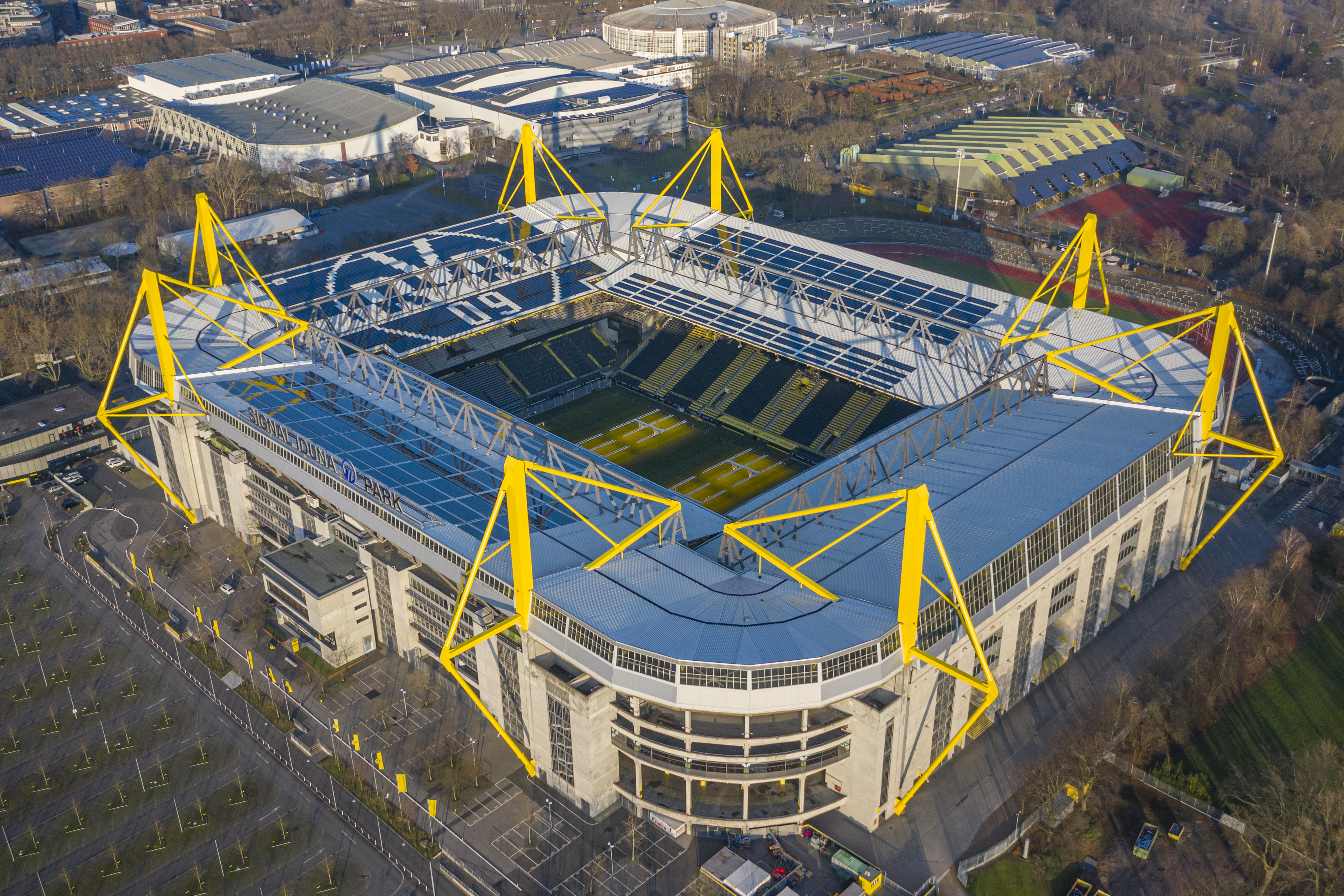
FIFA WM-Stadion Dortmund.

Allemagne-Italie est l'affiche des demi-finales, l'autre demi-finale étant Portugal-France.
La Mannschaft et la Squadra Azzurra ont remporté chacune 3 Coupes du Monde. Le Brésil ayant été éliminé en quarts de finale par la France, les deux pays sont les sélections les plus titrées encore en lice. L'Allemagne et l'Italie ont des résultats similaires lors des mondiaux. L'Allemagne a été championne du monde en 1954, 1974 et 1990, l'Italie en 1934, 1938 sous l'ère Pozzo et en 1982. Comme l'Italie, l'Allemagne a participé à 16 éditions de coupe du Monde sur 18, (seul, le Brésil fait mieux).
L'historique des confrontations entre les deux sélections est ancien. Allemands et Italiens se sont rencontrés 4 fois en coupe du Monde en 1962 au Chili, en 1970 au Mexique en demi-finale, qualifié de « match du siècle », en 1978 en Argentine et en 1982 en finale de coupe du Monde avec un sacre italien.
Les Italiens ont dominé les Allemands lors des Coupes du Monde, (finale de 1982), ou dans l'Euro, (en 1988 et 1996, où les Allemands n’ont pu battre la Squadra Azzura). Toutes compétitions confondues, y compris en amicales, l'Italie est devant l'Allemagne.

« Il y a peu de temps, les Italiens nous dominaient clairement. Ils ont battu l'équipe nationale 4-1 et le Bayern a également perdu 4-1 en Ligue des Champions (contre le Milan AC). Tous les signes penchent en faveur de l'Italie. En fait, nous n'avons aucune chance. C'est merveilleux (sur un ton ironique). »

— Michael Ballack
Marcello Lippi entraîne l'Italie, depuis le 16 juillet 2004. La Squadra Azzura termine les éliminatoires de la zone Europe premier du Groupe 5. Les Italiens ont remporté tous leurs matchs à domicile et n'ont subi qu'une défaite à l'extérieur, contre la Slovénie, le 9 octobre 2004. Le 8 octobre 2005, contre cette même Slovénie, l'équipe de Lippi gagne 1-0. Elle valide ainsi sa qualification pour la Coupe du monde en Allemagne.
Au premier tour, les Italiens sont dans le groupe E avec les États-Unis, le Ghana et la République tchèque. L'Italie remporte son premier match contre le Ghana. Au deuxième match, contre les Américains, les Italiens font match nul. Au dernier match, l'Italie prend le dessus sur les Tchèques, (pourtant 2e au classement FIFA avant le tournoi), score : 2-0.
Tout comme l'Allemagne, l'Italie participe régulièrement aux compétitions internationales. Pour la 11e fois de son histoire, la Squadra Azzurra se retrouve en huitièmes de finale. Elle affronte l'équipe australienne. Cette équipe semble inférieure sur le papier, mais elle montre un autre visage sur le terrain. Victoire italienne, sur un penalty litigieux à la dernière minute.
L'Italie affronte en quart de finale l'équipe ukrainienne, composée de quelques bons joueurs (dont leur star Andriy Shevchenko). L'Italie surclasse l'Ukraine, 3-0.
Le jeu allemand est basé sur un football offensif, l'Italie est une équipe défensive. En témoigne le surnom de son championnat : le Catenaccio. L'équipe italienne de 2006 compte de nombreux joueurs expérimentés : Buffon, Grosso, le capitaine Cannavaro, Zambrotta, Materazzi, Gattuso, Totti, Pirlo, Del Piero etc. L'âge moyen des allemands tourne autour de 26 ans, la sélection d'Italie  de 28 ans.
Jürgen Klinsmann conserve le même schéma de jeu, mais fait des changements dans l'équipe de départ. En sentinelle, Sebastian Kehl prend la place de Torsten Frings, (suspendu par la FIFA à la suite coup de poing sur le visage de Julio Cruz), et Tim Borowski remplace Bastian Schweinsteiger comme milieu offensif.

« S'installer en Italie a été l'étape la plus importante de ma carrière. J'ai beaucoup appris, notamment sur la tolérance. Ce style de vie, cette mentalité fait encore partie de moi aujourd’hui. J'ai un lien personnel avec ce pays et je lui suis très reconnaissant. Mais la demi-finale, c'est autre chose c'est purement sportif, nous voulons la remporter de toutes nos forces. Je me fiche de savoir contre qui nous jouons. »

— Jürgen Klinsmann
Le stade de FIFA WM-Stadion Dortmund est en ébullition pour cette rencontre historique. L'arbitre est le mexicain expérimenté Benito Archundia. Avant cette demi-finale, il a arbitré 4 rencontres dans cette Coupe du Monde, notamment le match entre l'Italie et la République tchèque. Après la décision de la FIFA de lui confier l'arbitrage de ce match Allemagne-Italie, Benito Archundia détient (en compagnie de Horacio Elizondo), le record du plus grand nombre de matches arbitrés lors d'une même Coupe du monde (5 au total).
Les Italiens portent leur maillot de domicile bleu foncé, les Allemands leur traditionnel maillot blanc,.
Les 22 joueurs entrent sur la pelouse, les hymnes nationaux allemand et italien résonnent dans le stade. Pour la première fois, les Allemands donnent le coup d'envoi. Dans les premières minutes, les équipes ne s'engagent pas, elles analysent l'une comme l'autre une possible ouverture défensive,. Avec son 4-4-1-1, l'Italie, peut compter un mur défensif. Gennaro Gattuso et Andrea Pirlo, deux joueurs du Milan AC, jouent parfaitement leur rôle de sentinelle,. Début de première mi-temps moyen, peu d'occasions de but. Vers la fin de la première demi-heure, le jeu s'anime. 24e minute, retenu par Borowski, Zambrotta obtient un coup franc. Il est tiré par Pirlo, repris de la tête par Materazzi : à côté. 28e minute, Bernd Schneider tente un tir des 20 mètres de la cage de Gianluigi Buffon, le tir est contré par Fabio Grosso,. 29è minute, percée de Mauro Camoranesi, Philipp Lahm provoque une faute, bon coup franc pour les Italiens. La passe de Pirlo pour Cannavaro n'aboutit à rien. Les Italiens ont le contrôle du match jusqu'à la 34e minute. Pirlo perd un ballon, Miroslav Klose le passe à l'attaquant du Bayer Leverkusen, Bernd Schneider, qui tente sa chance à l'entrée de la surface : non cadré. Première vraie occasion allemande et la plus grosse de la première mi-temps. 40e minute, Tim Borowski reçoit le premier carton jaune du match. L'arbitre siffle la mi-temps : 0-0,.

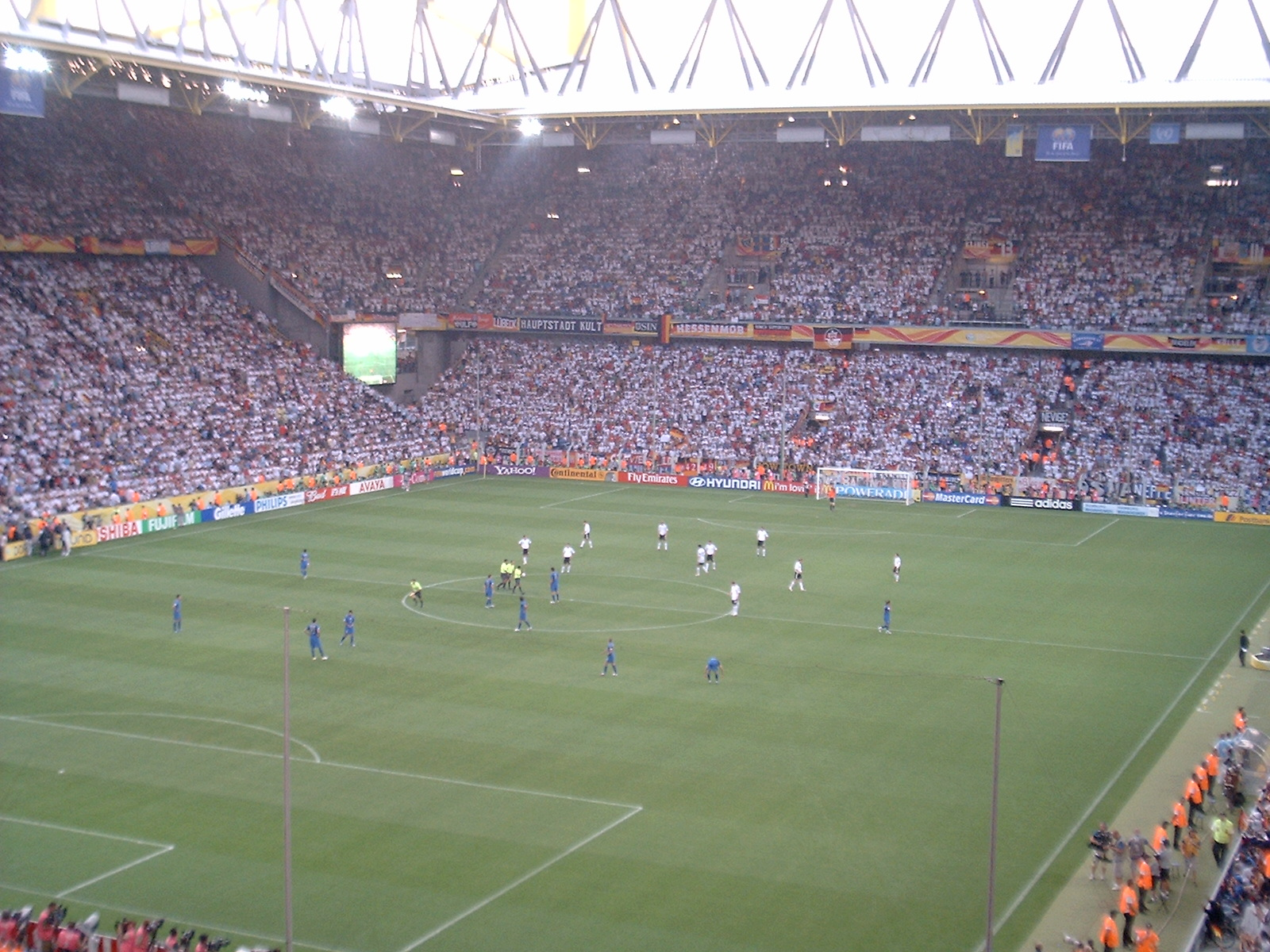
Supporters durant le match
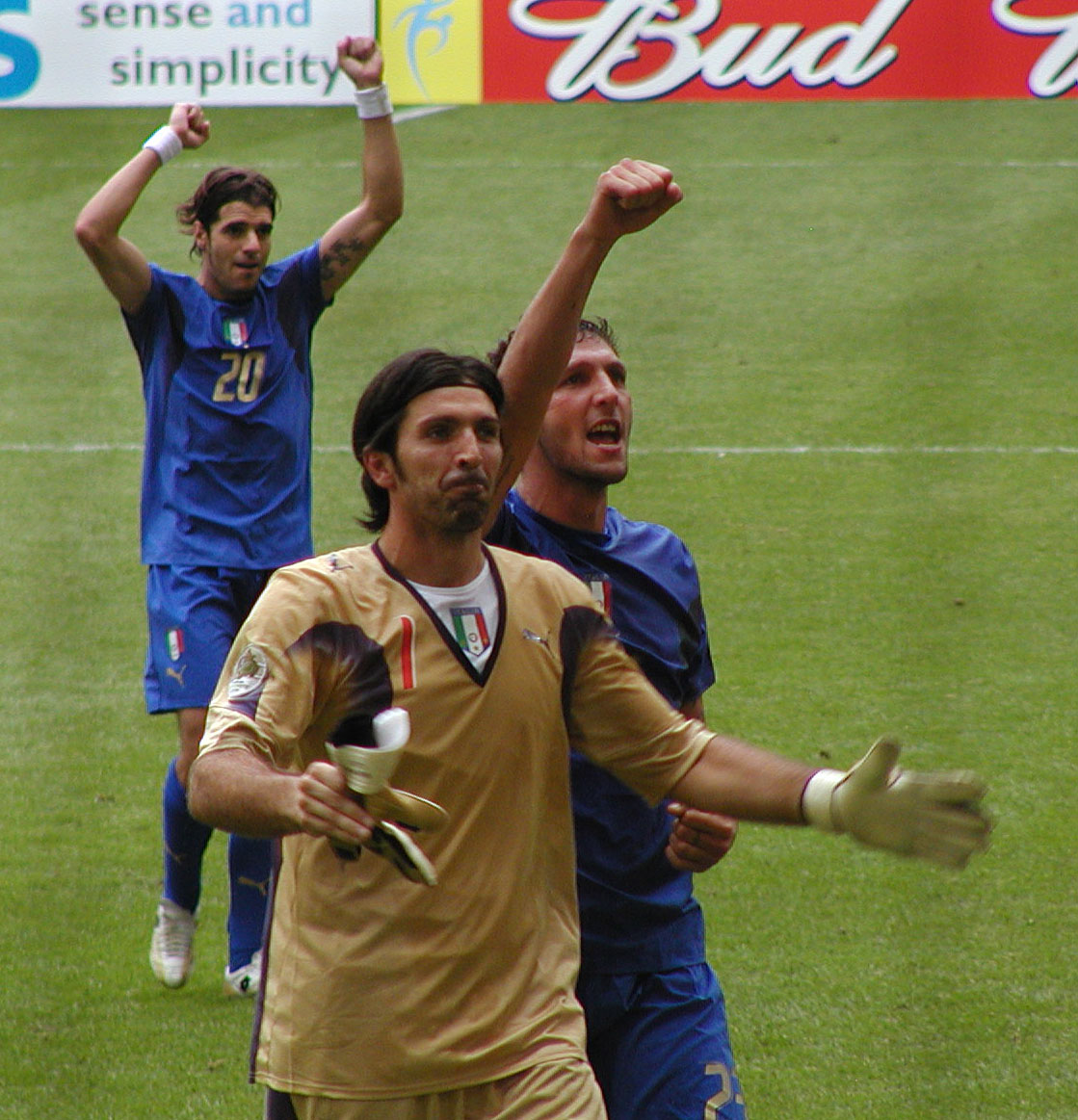
Buffon - Materazzi
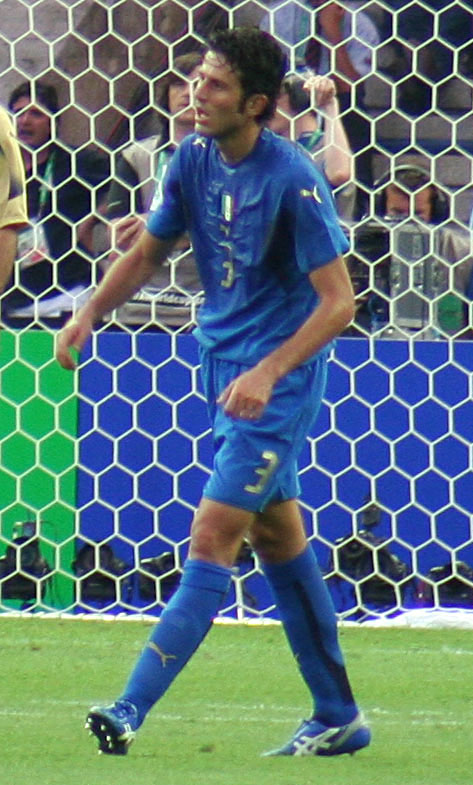
Fabio Grosso
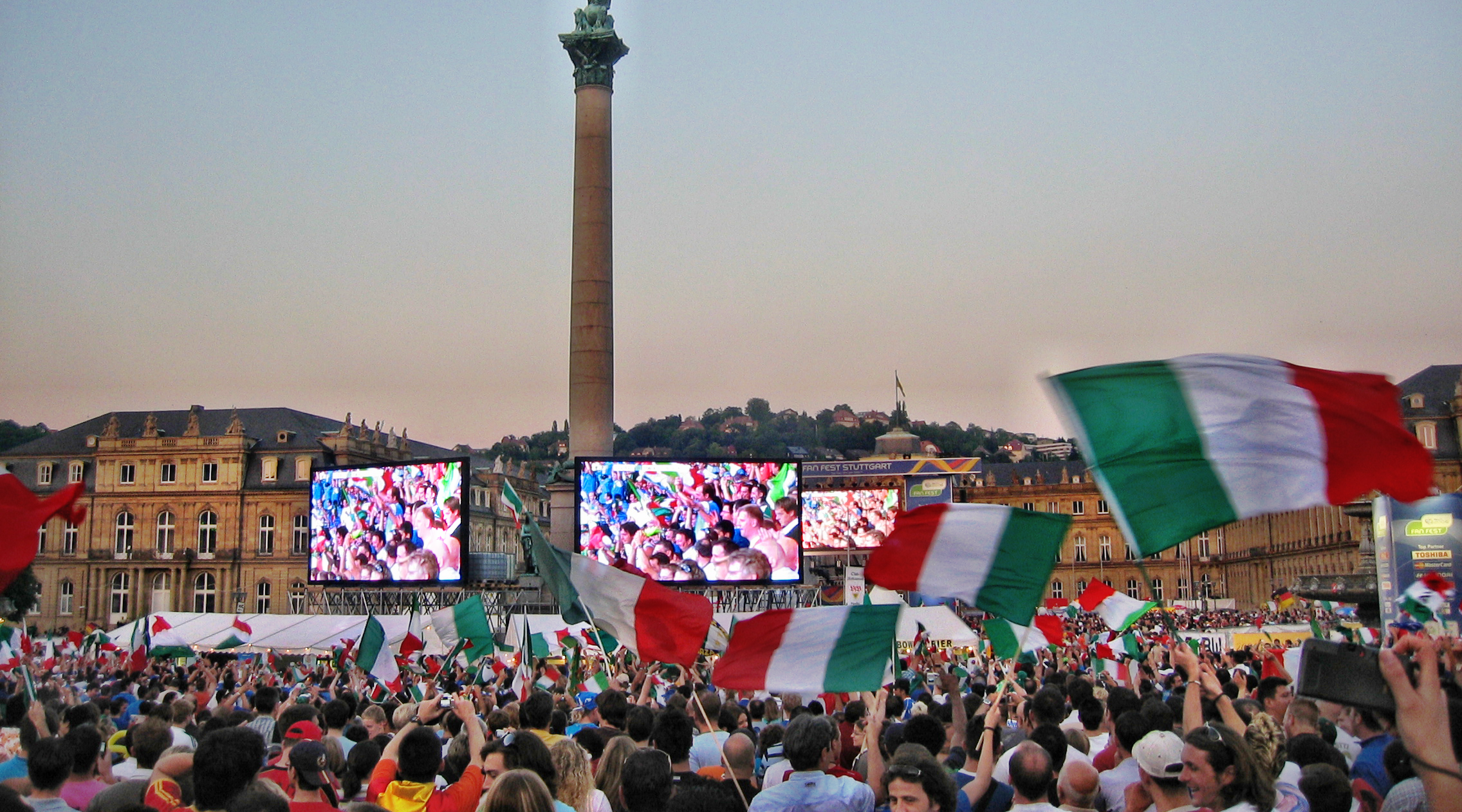
Supporters italiens

En deuxième mi-temps, aucun changement dans les deux équipes. Les hommes de Marcelo Lippi donnent le coup d'envoi. À l'image de la première mi-temps, les Italiens dominent durant les premières minutes. 50e minute, les deux équipes se créent des occasions,. Les Allemands trouvent une ouverture dans la défense italienne, Klose s'enfonce dans la surface, bute sur Buffon, qui peut relancer. Sur la relance italienne, Pirlo trouve Grosso sur sa gauche, le défenseur de Palerme bute sur le gardien allemand, Jens Lehmann,. En quelques secondes, les deux équipes ont réveillé le FIFA WM-Stadion Dortmund.
À l'heure de jeu, les Allemands commencent à construire au milieu de terrain, jusque-là dominé par les Italiens. La défense italienne est la plus solide du tournoi : 1 but encaissé seulement (contre la République tchèque). En face, l'attaque allemande, la plus prolifique du tournoi : 11 buts marqués.
70e minute, le rythme du match diminue, les deux équipes prennent un minimum de risques,. Le match est de plus en plus fermé. Jurgen Klinsmann réagit : 73e minute, Tim Borowski cède sa place à Bastian Schweinsteiger, réputé pour sa puissance de frappe. Seule une frappe de loin peut débloquer le verrou italien. 1 minute plus tard, les Italiens font un changement poste pour poste : Alberto Gilardino remplace Luca Toni,. Pendant les 20 dernières minutes, le rythme du match ralentit encore. Aucune occasion franche pour les deux équipes. Quelques coups de pied arrêtés créent du danger, mais cela ne suffit pas à ouvrir le compteur de buts. Italiens et Allemands terminent ces 90 minutes sur un score de 0-0. L'arbitre siffle la fin du temps réglementaire. Les Allemands doivent encore passer par les prolongations,.
Les Allemands donnent le coup d'envoi des prolongations, l'Italie domine. 91e et 93e minutes, l'Italie a deux grosses occasions. La première : Gilardino élimine un défenseur, s'enfonce côté droit, feinte le gardien Lehmann, son tir s'écrase sur le poteau. La deuxième : tir puissant de Zambrotta, le joueur de la Juventus, qui heurte la transversale de Lehmann,. L'Allemagne tente de réagir. La défense italienne ne laisse pas les milieux allemands développer leur jeu. L'Italie est mieux dans la prolongation que l'Allemagne, mais le score reste inchangé à la fin de cette première mi-temps de prolongation, 0-0,.
Deuxième mi-temps de la prolongation. Après 100 minutes de jeu, la fatigue s'installe, (les Allemands ayant 30 minutes de plus dans les jambes à cause du match contre l'Argentine). Le jeu est de plus en plus haché. L'arbitre ne cesse d'intervenir pour de petites fautes. 111e minute, l'Allemagne effectue son dernier changement : Oliver Neuville remplace Miroslav Klose,. Les minutes avancent. Les supporters craignent une séance de tirs au but. 119e minute, corner d'Alessandro Del Piero (rentré à la 104e minute), la défense allemande dégage de la tête, la balle est récupérée par Pirlo, il décale vers Grosso qui enroule sa frappe, Lehmann est battu : 1-0 pour l'Italie.
Les joueurs allemands sont sous le choc. Ils misent tout sur l'attaque ; la défense italienne ne flanche pas. 121e minute, ultime contre-attaque italienne, Gilardino sert Del Piero sur sa gauche, qui s'approche seul de Lehmann et d'un lob, ne lui laisse aucune chance. Score final : 2-0. L'Italie élimine l'Allemagne et met fin à son rêve de soulever le trophée cette année.

« Ça fait mal quand on obtient un KO comme celui-là peu avant la fin du match. Tout le monde est dévasté. Nous devons d'abord avaler cela. C'est une pilule amère. Mais l'équipe peut être fière, elle a joué un tournoi fantastique et a repoussé ses limites à chaque match. Elle a rendu fier tout un pays  »

— Jürgen Klinsmann

« Nous sommes bien sûr profondément déçus. Nous avons tout donné. C'était un combat incroyable, les deux équipes ont fait leur maximum. Mais il faut féliciter l'Italie, elle a très bien joué. Elle a marqué un but deux minutes avant la fin. C'est amer, bien sûr, mais il faut aussi regarder le positif. L'équipe s'est brillamment battue. Nous devons maintenant faire comprendre aux joueurs qu'ils ont fait beaucoup pour l'Allemagne. »

— Joachim Löw

« C'était un grand match que l'équipe la plus chanceuse a finalement remporté. Mais le résultat ne change rien au fait que l'Allemagne a joué une grande Coupe du Monde.   »

— Wolfgang Schäuble, Ministère fédéral de l'Intérieur
En Allemagne, la déception est immense. Les supporters applaudissent leurs joueurs. Pour la société allemande, ce match est un moment d'apprentissage et pas un échec. L'Allemagne ne peut pas enchaîner deux fois 120 minutes contre des ténors du football, l'Argentine et l'Italie. Cette dernière, plus expérimentée et plus calme, a su saisir l'opportunité. Selon Franz Beckenbauer, la maturité de l'équipe italienne a fait la différence face à une Allemagne qui a fini par douter,. Cette équipe Allemande de 2006 ne pourra pas suivre l'exemple de leurs aînés de 1974. Mais les hommes de Jürgen Klinsmann veulent sortir de ce tournoi par la grande porte, et terminer troisième en battant le Portugal (qui, dans l'autre demi-finale, s'incline contre la France).
| 4 juillet 2006                    | Allemagne | 0 - 2 a.p.            | Italie                                               | FIFA WM Stadion Dortmund, Dortmund                |                                                   |
| 21h00 · Historique des rencontres |           | (0 - 0, 0 - 0, 0 - 0) | 119e Grosso (Pirlo ) · 120+1e Del Piero (Gilardino ) | Spectateurs : 65 000 Arbitrage : Benito Archundia | Spectateurs : 65 000 Arbitrage : Benito Archundia |
| 21h00 · Historique des rencontres | (Rapport) |                       |                                                      | Spectateurs : 65 000 Arbitrage : Benito Archundia | Spectateurs : 65 000 Arbitrage : Benito Archundia |

| Allemagne | Italie |

| ALLEMAGNE :      |    |                        |     |      |
|                  |    |                        |     |      |
| GB               | 1  | Jens Lehmann           |     |      |
| ArD              | 3  | Arne Friedrich         |     |      |
| ArC              | 17 | Per Mertesacker        |     |      |
| ArC              | 21 | Christoph Metzelder    | 56e |      |
| ArG              | 16 | Philipp Lahm           |     |      |
| MD               | 19 | Bernd Schneider        |     | 83e  |
| MOf              | 5  | Sebastian Kehl         |     |      |
| MOf              | 13 | Michael Ballack        |     |      |
| MG               | 18 | Tim Borowski           | 40e | 73e  |
| AtD              | 11 | Miroslav Klose         |     | 111e |
| AtG              | 20 | Lukas Podolski         |     |      |
| Remplacements :  |    |                        |     |      |
| MOf              | 7  | Bastian Schweinsteiger |     | 73e  |
| MOf              | 22 | David Odonkor          |     | 83e  |
| AC               | 10 | Oliver Neuville        |     | 111e |
| Manager :        |    |                        |     |      |
| Jürgen Klinsmann |    |                        |     |      |

| ITALIE :        |    |                      |     |      |        |
|                 |    |                      |     |      |        |
| GB              | 1  | Gianluigi Buffon     |     |      |        |
| ArD             | 19 | Gianluca Zambrotta   |     |      |        |
| ArC             | 5  | Fabio Cannavaro      |     |      |        |
| ArC             | 23 | Marco Materazzi      |     |      |        |
| ArG             | 3  | Fabio Grosso         |     |      | 119e   |
| MD              | 16 | Mauro Camoranesi     | 90e | 91e  |        |
| MOf             | 21 | Andrea Pirlo         |     |      |        |
| MOf             | 8  | Gennaro Gattuso      |     |      |        |
| MG              | 20 | Simone Perrotta      |     | 104e |        |
| MJ              | 10 | Francesco Totti      |     |      |        |
| AC              | 9  | Luca Toni            |     | 74e  |        |
| Remplacements : |    |                      |     |      |        |
| AC              | 11 | Alberto Gilardino    |     | 74e  |        |
| AC              | 15 | Vincenzo Iaquinta    |     | 91e  |        |
| AC              | 7  | Alessandro Del Piero |     | 104e | 120+1e |
| Manager :       |    |                      |     |      |        |
| Marcello Lippi  |    |                      |     |      |        |

| Assistants : José Ramírez Héctor Vergara Quatrième arbitre : Toru Kamikawa Cinquième arbitre : Yoshikazu Hiroshima Homme du Match : Andrea Pirlo |

### Troisième place pour l'Allemagne

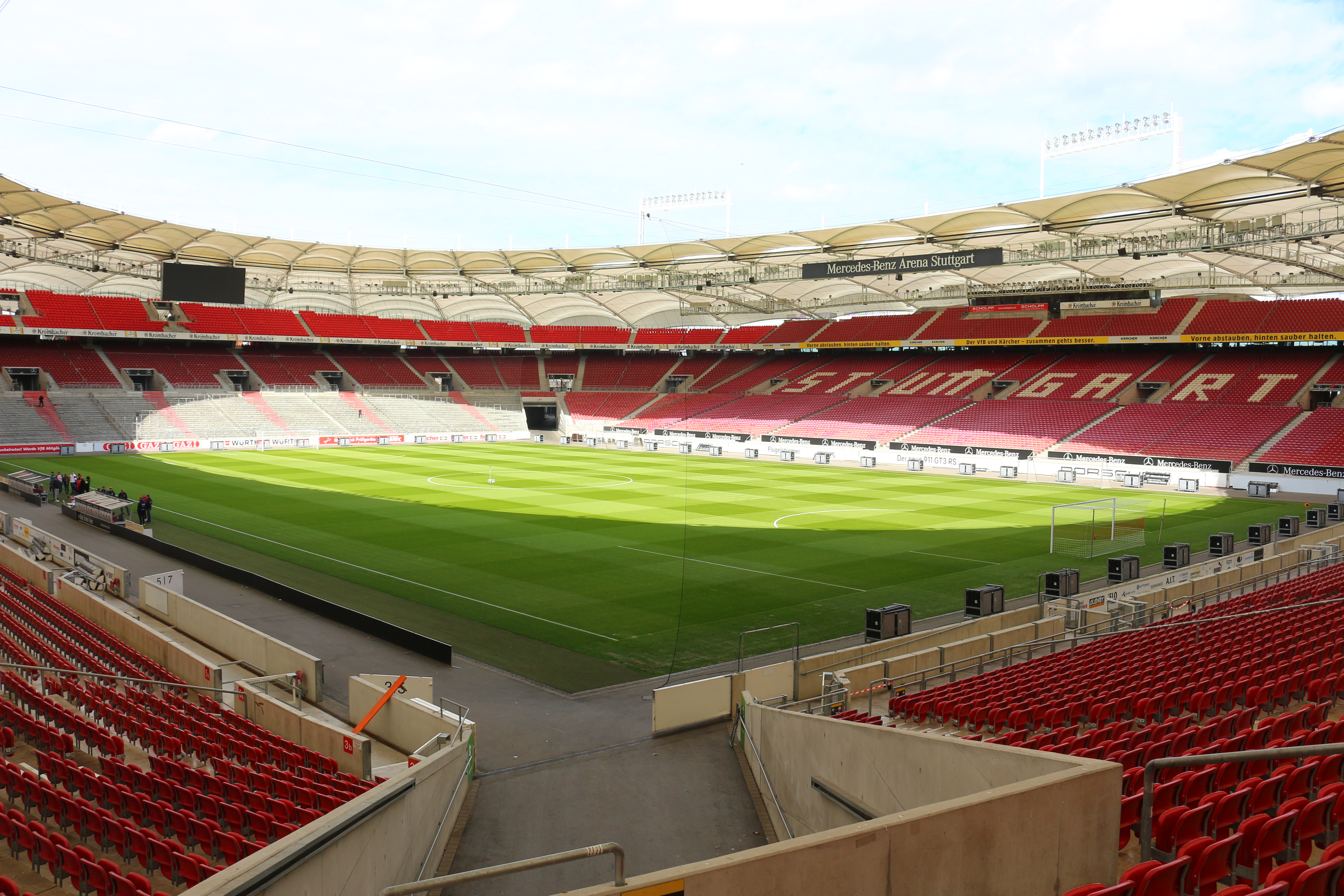
Gottlieb-Daimler-Stadion.

Le conte de fées et termine. Partir sur une bonne note est possible pour l'Allemagne. Le Portugal, prochain adversaire de la Mannschaft, a subi une défaite face à l'équipe de France, score : 1-0, (penalty transformé par Zinédine Zidane). Le Portugal a une certaine renommée dans l'histoire de la Coupe du Monde, bien qu'elle soit moindre par rapport aux trois autres nations des demi-finales. Avec l'édition de 2006, le Portugal accède pour la deuxième fois de son histoire aux demi-finales d'une Coupe du Monde. En 1966, lors de la Coupe du Monde en Angleterre, les Portugais se sont hissés à la troisième place en battant l'Union Sovietique. Moins redoutable que l'Argentine ou l'Italie, le Portugal a toujours posé problème à la sélection allemande. En plus de 50 matchs contre la Mannschaft, le Portugal est la seule sélection à avoir gagné (en 1985) dans des éliminatoires de coupe du Monde, dans tout le XXe siècle. Comme l'Italie, le Portugal a posé problème à l'Allemagne en competition européenne : la dernière confrontation entre Allemands et Portugais est l'Euro 2000 ; les ibériques se sont imposés 3-0, (triplé de Sérgio Conceição). Sur l'ensemble des rencontresl Allemagne-Portugal, il y a une légère domination allemande.
L'ancien entraîneur de l'équipe brésilienne, Luiz Felipe Scolari, (celui qui a empêché l'Allemagne de remporter sa quatrième coupe du monde en 2002) prend les commandes de l'équipe portugaise en 2003. Malgré une finale malheureuse contre la Grèce à l'Euro 2004, au Portugal, l'équipe portugaise se qualifie pour la Coupe du Monde 2006 en Allemagne, et termine en tête du Groupe 3 des éliminatoires de la zone Europe, (avec un total de 30 points sur 36 possibles). La Seleção Portugaise remporte tous ses matchs à domicile et obtient officiellement sa qualification pour la Coupe du Monde, le 8 octobre 2005 en remportant le match contre l'Estonie. C'est la quatrième participation du Portugal à la Coupe du Monde (1966, 1986, 2002 et 2006), et sa deuxième participation consécutive.
Durant le premier tour, les Portugais ont un tirage abordable : l'Angola (1re participation en coupe du Monde), l'Iran et le Mexique (pays habitué à jouer des coupes du Mondes mais dont les résultats sont plutôt décevants). Les équipes du premier tour sont considérées comme plus faibles sur le papier. Comme l'Allemagne, les Portugais remportent tous leurs matchs de groupe. Ils battent l'Angola avec difficulté 1-0, gagnent 2-0 contre l'Iran, et battent le Mexique 2-1. En huitièmes de finale, les vice-champions d'Europe affrontent les Pays-Bas, (deuxièmes du groupe de la mort derrière l'Argentine). C'est une rencontre très agitée. Elle sera surnommée la bataille de Nuremberg. L'arbitre russe Valentin Ivanov distribue 16 cartons jaunes et 4 cartons rouges. Le Portugal se qualifie grâce à un but de Maniche à la 23e minute. En quart de finale, les Portugais rencontrent un autre géant, l'équipe d'Angleterre. Les Portugais se qualifient dans la séance de tirs au but, tout comme l'Allemagne l'avait fait contre l'Argentine. Dans le dernier carré, ils s'inclinent face à la France, et doivent affronter les Allemands pour la troisième place.

« Nous voulons offrir une bonne “petite finale” à nos supporteurs et jouer avec beaucoup de rythme. »

— Jürgen Klinsmann
Le Portugal a un effectif riche de talents : le capitaine Luís Figo, (ballon d'or en 2000, joueur de l'Inter Milan, qui tirera sa révérence internationale après ce match ;  Pauleta, du Paris Saint-Germain et meilleur buteur de l'histoire du Portugal avant ce mondial ; Deco considéré comme le meneur de jeu de l'équipe, un certain, Cristiano Ronaldo, qui participe a son premier mondial, et dont l'histoire par la suite témoignera de son talent.
Contrairement à l'Allemagne, le Portugal a la particularité d'évoluer avec plusieurs systèmes de jeu, tels que le 3-4-3, le 4-2-3-1 ou le 4-1-4-1, principalement avant la Coupe du Monde de 2006. Lors de ce tournoi, hormis le match contre l'Angola, Luiz Felipe Scolari opte pour un système de jeu unique, le 4-3-3 (le Portugal avait déjà utilisé ce schéma tactique durant l'Euro 2004). Le Portugal prend le match très au sérieux et vise à rééditer la troisième place de 1966. Les Portugais alignent presque tous leurs titulaires contre l'Allemagne, sauf Figo qui sera sur le banc. Les Allemands conservent leur système de jeu en 4-4-2, mais Jürgen Klinsmann décide d'aligner une équipe partiellement remaniée. En guise de match d'adieu, Oliver Kahn est titularisé à la place de Jens Lehmann. Le gardien bavarois portera le brassard de capitaine pour son dernier match. Michael Ballack, blessé au genou gauche, ne figure pas sur la feuille de match.

« C'est une décision que lui seul pouvait comprendre. J'ai le plus grand respect pour Olivier. Il a dû avaler beaucoup de choses lorsque nous avons nommé Jens Lehmann numéro un. Cela bouillonnait en lui. Mais c’était incroyable la façon dont il a géré cela et ce qu’il a fait pour l’équipe. Il méritait amplement de rejouer dans le match pour la troisième place. »

— Jürgen Klinsmann

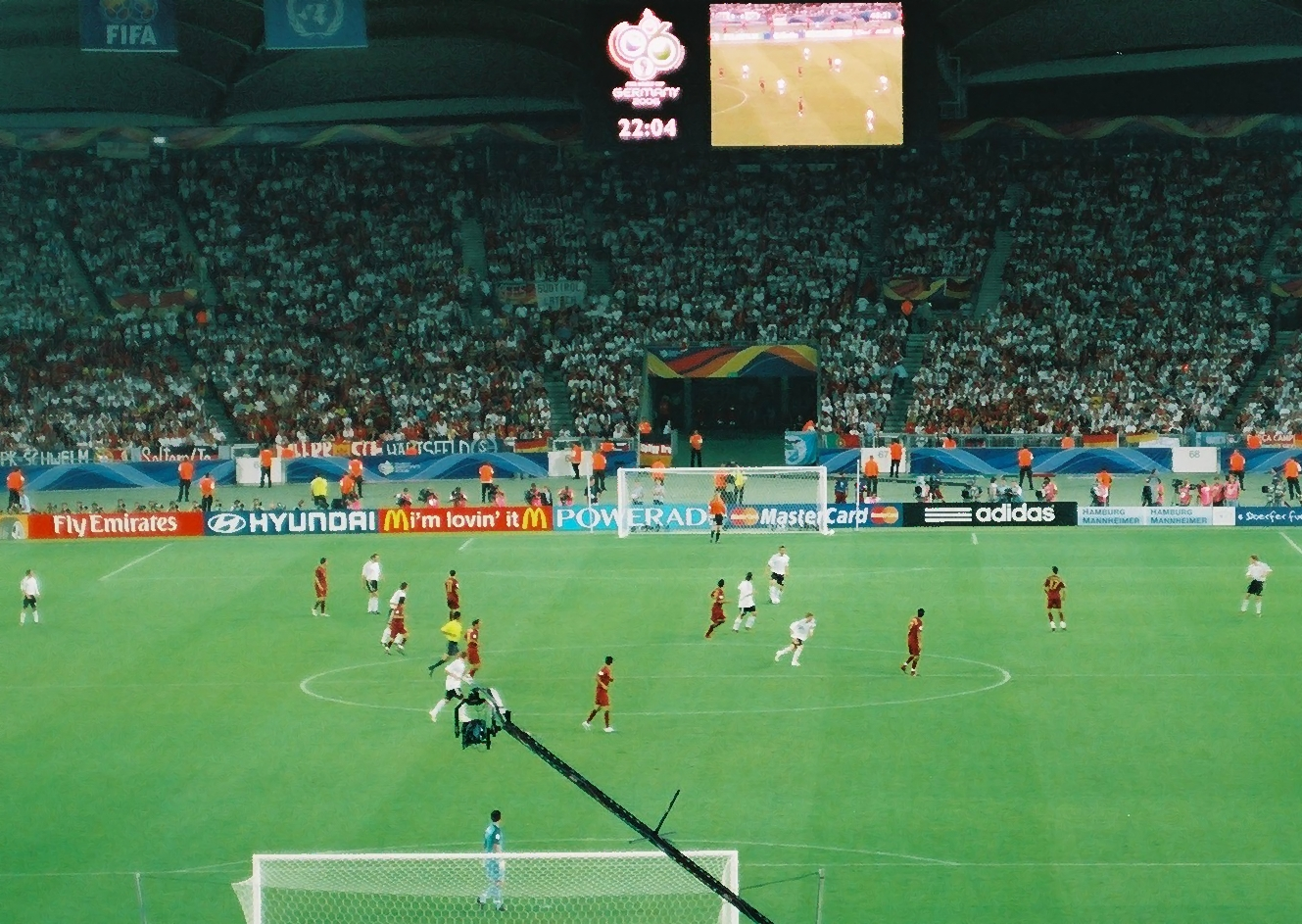
Photo du match
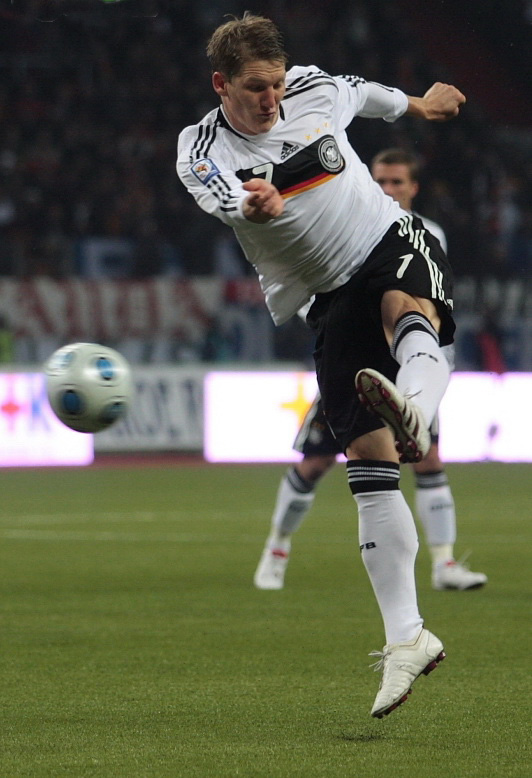
Schweinsteiger[note 16]
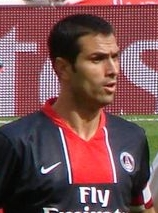
Pauleta
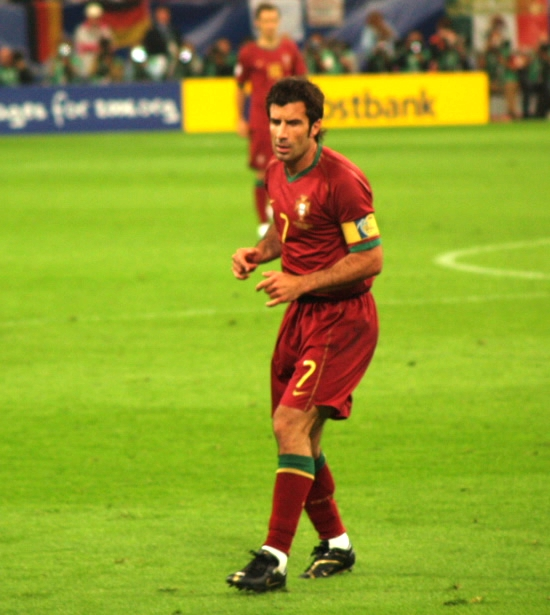
Luís Figo

Le stade Gottlieb-Daimler-Stadion accueille le match pour la troisième place. L'arbitre japonais, Toru Kamikawa, a été désigné par la FIFA pour cette petite finale,. Il a officié lors de la Coupe du Monde de 2002 et a arbitré 2 matchs lors de ce mondial allemand, dont Pologne-Équateur dans le groupe A de la Mannschaft. Pour la septième et dernière fois, l'Allemagne sera vêtue de son maillot blanc, les Portugais porteront leur maillot habituel rouge mat,.
Pour la toute dernière fois de la Coupe du Monde, l'hymne allemand résonne dans le stade. Les Portugais ouvrent le match,. Les deux équipes sont très impliquées. Les Allemands ont la première opportunité, à la suite d'un coup franc de Bernd Schneider sur le côté droit. Le ballon parvient à Sebastian Kehl à l'entrée de la surface de réparation, son tir, légèrement dévié, frôle le poteau droit. 7e minute, Torsten Frings reçoit le premier carton jaune du match,. Au cours des 15 premières minutes, les deux équipes se livrent à des duels physiques et ne lâchent rien au milieu de terrain,. La défense allemande est solide, et Oliver Kahn n'a pas encore dû intervenir. À partir de la 20e minute, les Portugais prennent l'initiative. Tentative de frappe de Deco, Sebastian Kehl sauve la cage de Kahn. Après une demi-heure de jeu, l'Allemagne retrouve un second souffle : tentative de Schneider à 20 mètres, le ballon passe largement au-dessus du but de Ricardo,. Le rythme ralentit, les deux équipes parviennent à bien jouer jusqu'à la surface adverse, mais manquent de précision dans la dernière passe. Sur un score de 0-0, l'arbitre siffle la mi-temps,.
Après la pause, les Allemands n’opèrent aucun changement, mais du côté portugais, Petit remplace Costinha, menacé d'un carton rouge,. Luiz Felipe Scolari préfère le faire sortir. De la 45e à la 55e minutes, la Seleção Portugaise domine. Pauleta prend des initiatives devant Oliver Kahn, et Simão Sabrosa, sur un coup franc de 19 mètres, frappe un tir puissant au-dessus de la surface allemande,. 55e minute, celui que la presse sportive allemande considère comme un futur joueur talentueux, Bastian Schweinsteiger ouvre le score d'une frappe puissante de 20-25 mètres. Ricardo ne peut rien faire sur ce tir très flottant. Le milieu de terrain du Bayer Munich marque son premier but en Coupe du Monde. Quelques minutes après, l'arbitre Toru Kamikawa siffle une faute de Paulo Ferreira, pour un tacle sur Lukas Podolski. Coup franc sur le côté gauche, à 20 mètres du but portugais. Schweinsteiger frappe, le joueur du Benfica Lisbonne, Petit, dévie la trajectoire du ballon, qui finit dans les filets portugais. L'Allemagne mène 2-0. Les Portugais sont sonnés par ces deux buts allemands inscrits en l'espace de quelques minutes. Ils tentent de réagir. La défense allemande est solide et les hommes de Jurgen Klinsmann veulent ce dernier match de leur mondial.
Nombreux changements dans les deux équipes, notamment la sortie remarquée de Pauleta au profit de Figo à la 77e minute. Le scénario du match ne change pas,. 78e minute, Schweinsteiger justifie sa réputation de bon tireur : le joueur du Bayern Munich frappe de nouveau à environ 20 mètres et trouve le coin supérieur droit, ne laissant sans aucune chance au gardien Ricardo. L'Allemagne mène 3-0. Les Portugais tentent de sauver l'honneur. Ils y parviennent : magnifique centre de Luis Figo depuis le côté droit, repris d'une tête imparable par le remplaçant Nuno Gomes, hors de portée d'Oliver Kahn. 3-1. Pour ces dernières minutes, Luis Figo aura été décisif. L'arbitre siffle la fin du match, l'Allemagne termine le mondial en beauté.

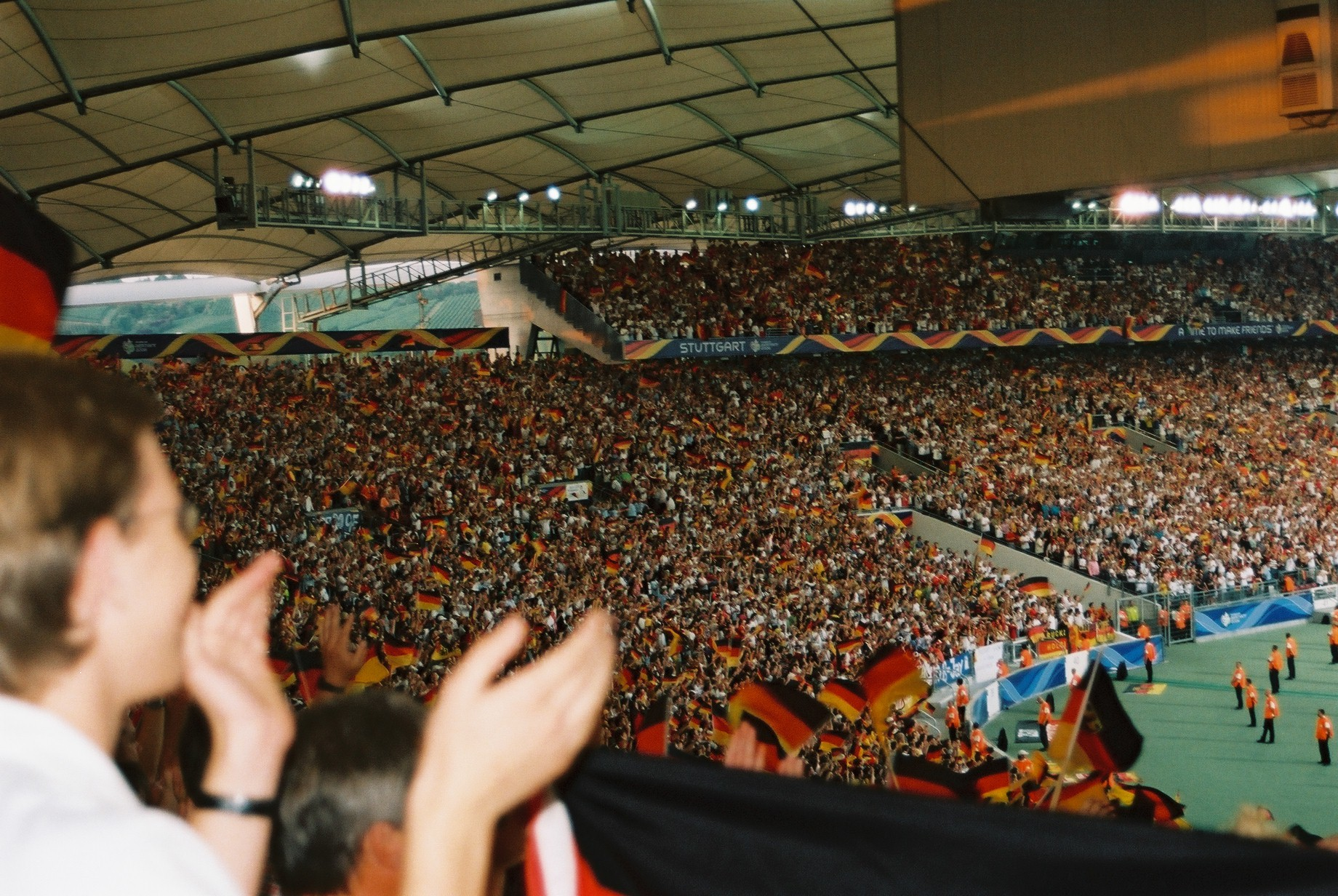
Supporters célébrant la troisième place
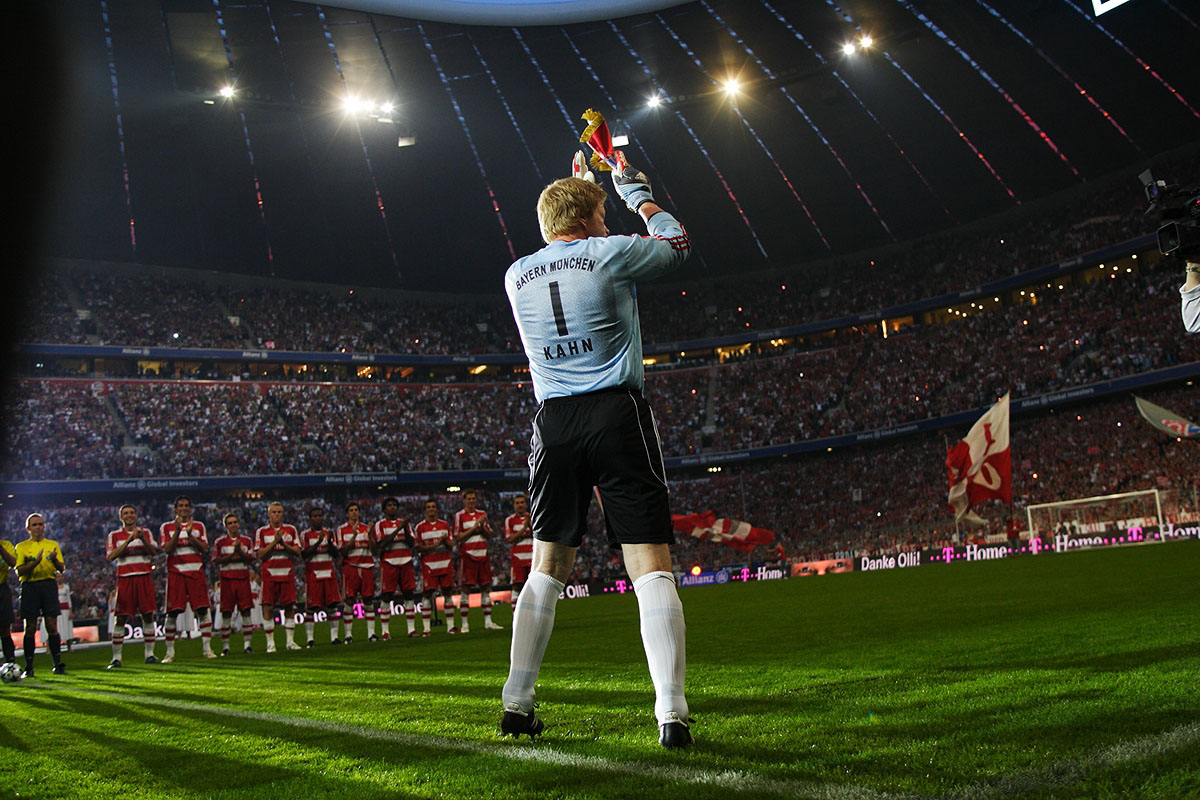
Oliver Kahn[note 17]
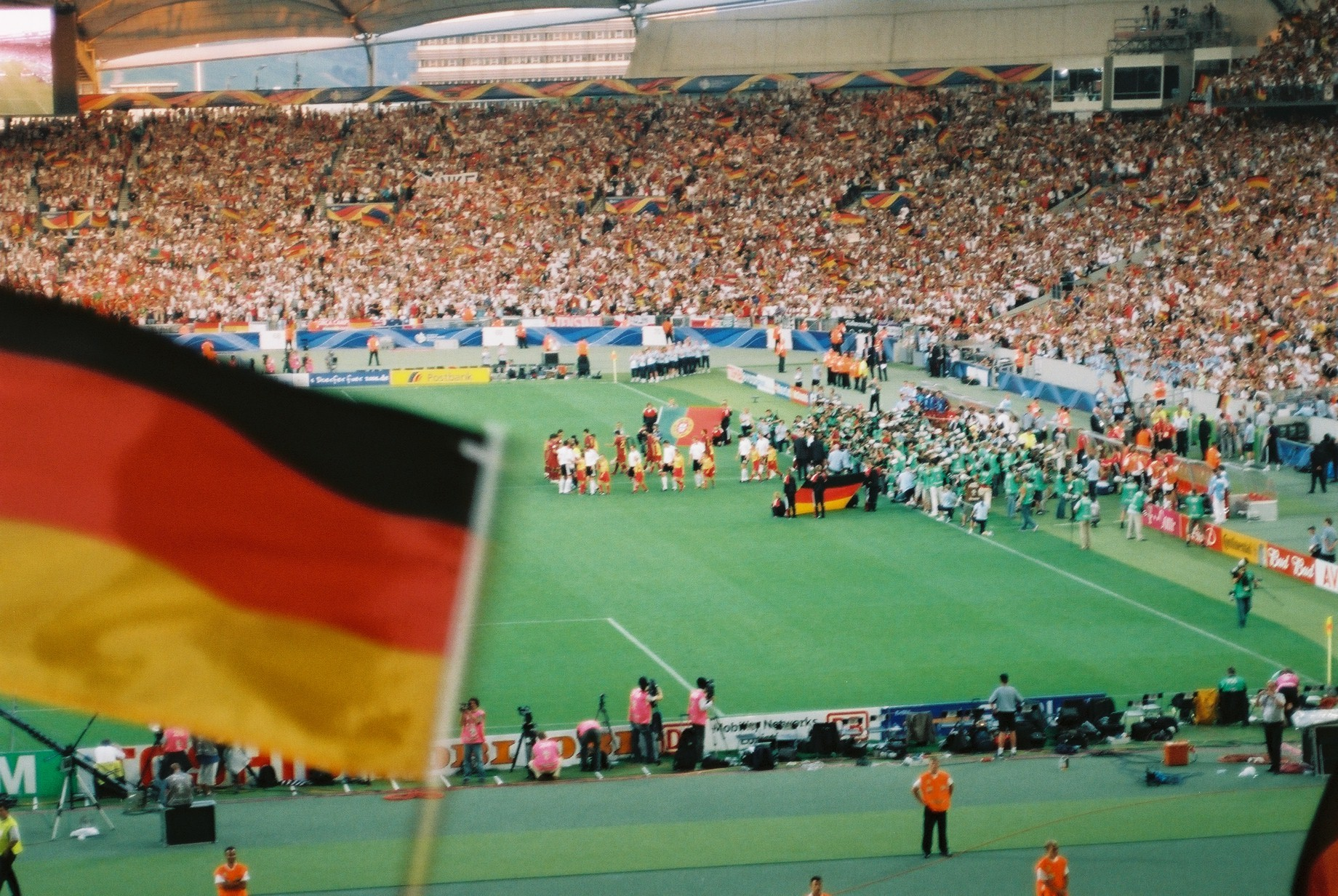
Supporters allemands

« C'était mon dernier match international. C'était un bon moment, mais il faut savoir quand c'est fini. Je n'ai pas réussi à devenir champion du monde. Mais terminer deuxième et troisième, c'est quand même quelque chose., »

— Oliver Kahn

« Ce qui se passe ici est une pure folie. Cela peut difficilement être exprimé en mots. Ce que l’équipe a réalisé dans ce tournoi est indescriptible. Nous avons vécu chaque jour avec beaucoup d’émotion au cours des sept ou huit dernières semaines. J'ai du mal à trouver les mots pour expliquer comment l'équipe a mis en œuvre nos idées. »

— Jürgen Klinsmann
Cette troisième position avait une grande importance pour les Allemands, et cette victoire leur permet de tourner plus aisément la page. Cette victoire est non seulement symbolique mais aussi historique : l'Allemagne devient la première nation à atteindre à trois reprises la troisième place, en 1934, en 1970 et en 2006. Les joueurs allemands parcourent le stade et célèbrent avec leurs supporters cette troisième position,. La Coupe du Monde étant officiellement terminée pour eux, les projecteurs se dirigent vers la finale de la Coupe du Monde à Berlin qui oppose l'Italie à la France.
| 8 juillet 2006            | Allemagne                                                                     | 3 - 1   | Portugal               | Gottlieb-Daimler-Stadion, Stuttgart            |                                                |
| Historique des rencontres | ( Kehl) Schweinsteiger 56e · Petit 60e (csc) · ( Neuville) Schweinsteiger 78e | (0 - 0) | 88e Nuno Gomes (Figo ) | Spectateurs : 52 000 Arbitrage : Toru Kamikawa | Spectateurs : 52 000 Arbitrage : Toru Kamikawa |
| Historique des rencontres | (Rapport)                                                                     |         |                        | Spectateurs : 52 000 Arbitrage : Toru Kamikawa | Spectateurs : 52 000 Arbitrage : Toru Kamikawa |

| Allemagne | Portugal |

| ALLEMAGNE :      |    |                        |     |     |          |
|                  |    |                        |     |     |          |
| GB               | 12 | Oliver Kahn            |     |     |          |
| ArD              | 16 | Philipp Lahm           |     |     |          |
| ArC              | 6  | Jens Nowotny           |     |     |          |
| ArC              | 21 | Christoph Metzelder    |     |     |          |
| ArG              | 2  | Marcell Jansen         |     |     |          |
| MD               | 19 | Bernd Schneider        |     |     |          |
| MOf              | 5  | Sebastian Kehl         |     |     |          |
| MOf              | 8  | Torsten Frings         | 7e  |     |          |
| MG               | 7  | Bastian Schweinsteiger | 78e | 79e | 56e, 78e |
| AtD              | 11 | Miroslav Klose         |     | 65e |          |
| AtG              | 20 | Lukas Podolski         |     | 71e |          |
| Remplacements :  |    |                        |     |     |          |
| AC               | 10 | Oliver Neuville        |     | 65e |          |
| AC               | 9  | Mike Hanke             |     | 71e |          |
| MOf              | 15 | Thomas Hitzlsperger    |     | 79e |          |
| Manager :        |    |                        |     |     |          |
| Jürgen Klinsmann |    |                        |     |     |          |

| PORTUGAL :          |    |                   |     |     |           |
|                     |    |                   |     |     |           |
| GB                  | 1  | Ricardo           |     |     |           |
| ArD                 | 2  | Paulo Ferreira    | 60e |     |           |
| ArC                 | 5  | Fernando Meira    |     |     |           |
| ArC                 | 4  | Ricardo Costa     | 24e |     |           |
| ArG                 | 14 | Nuno Valente      |     | 69e |           |
| MDf                 | 18 | Maniche           |     |     |           |
| MDf                 | 6  | Costinha          | 33e | 46e |           |
| AiD                 | 17 | Cristiano Ronaldo |     |     |           |
| MOf                 | 20 | Deco              |     |     |           |
| AiG                 | 11 | Simão Sabrosa     |     |     |           |
| AC                  | 9  | Pauleta           |     | 77e |           |
| Remplacements :     |    |                   |     |     |           |
| MOf                 | 8  | Petit             |     | 46e | 60e (csc) |
| AC                  | 21 | Nuno Gomes        |     | 69e | 88e       |
| MOf                 | 7  | Luís Figo         |     | 77e |           |
| Manager :           |    |                   |     |     |           |
| Luiz Felipe Scolari |    |                   |     |     |           |

| Assistants : Yoshikazu Hiroshima Dae Young Kim Quatrième arbitre : Coffi Codjia Cinquième arbitre : Celestin Ntagungira Homme du Match : Bastian Schweinsteiger |

## Das Ende: Ein Sommermärchen
L'Italie remporte la Coupe du Monde pour la quatrième fois de son histoire (1934, 1938, 1982 et 2006), aux tirs au but, face à l'équipe de France lors d'une finale historique. Elle est marquée par l'expulsion du meilleur joueur du tournoi : Zinédine Zidane, auteur d'un coup de tête sur Marco Materazzi.
La Coupe du Monde 2006 a marqué les esprits de beaucoup de supporters allemands et étrangers par son niveau de jeu élevé et par la qualité des équipes. Pourtant, le nombre de buts de ce mondial s'élève à 147, soit une moyenne de 2,29 buts par match, bien moins que lors des trois précédentes éditions de la Coupe du monde - 1994 (2,71), 1998 (2,67) et 2002 (2,51) et à peine plus que lors du Mondial italien de 1990 (2,21).
La Coupe du Monde de 2006 en Allemagne représente un tournant dans l'histoire du football. Après avoir disputé la finale lors de trois Coupes du Monde consécutives (1994, 1998 et 2002), l'équipe brésilienne, avec des joueurs tels que Ronaldo, Ronaldinho, Roberto Carlos, subit une défaite mémorable contre la France. Zidane y réalise une performance exceptionnelle, considérée comme la meilleure de sa carrière par le natif de Marseille. Le parcours de l'équipe de France ressemble à une véritable épopée, mais elle échoue de peu à remporter sa deuxième étoile.
La Coupe du Monde 2006 marque l'ascension de l'Espagne. Eliminée en huitièmes de finale, elle dominera le football dans les années suivantes, sur la scène internationale et en club.
Le Mondial 2006 a été le dernier événement phare pour des joueurs historiques : Oliver Kahn pour l'Allemagne, Beckham pour l'Angleterre, Zidane pour la France, Ronaldo pour le Brésil, Riquelme pour l'Argentine, et la liste pourrait être plus longue.
Mais cette Coupe du Monde 2006 marque également l'émergence de futures stars mondiales : Lionel Messi en Argentine, Cristiano Ronaldo avec le Portugal, Xavi et Iniesta avec l'Espagne, là encore pour ne citer qu'eux,.

« Jürgen Klinsmann, son équipe et ses joueurs ont donné à notre pays un grand enthousiasme avec passion et courage.  »

— Angela Merkel chancelière fédérale d’Allemagne
En Allemagne, la Coupe du Monde 2006 a apporté de nombreux bénéfices, mais aussi quelques inconvénients. Certains ont vécu un conte de fées, d'autres ont été déçus. Pendant la compétition, les hôpitaux allemands observent une hausse de patients admis pour infarctus du myocarde, due au stress généré par les matchs de la Mannschaft.
Cependant, l'impact global de la Coupe du Monde 2006 s'avère positif. Neuf mois après l'événement, en mars 2007, ces mêmes hôpitaux enregistrent une augmentation des naissances en Allemagne : près de 20 % à Berlin et entre 10 et 15 % dans tout le pays. Cette augmentation est attribuée principalement à l'« énergie positive » et à l'« euphorie » engendrée par la Coupe du monde et le parcours de l'équipe nationale. L'aspect économique lié à cet événement sportif joue également un rôle dans ce phénomène démographique,.

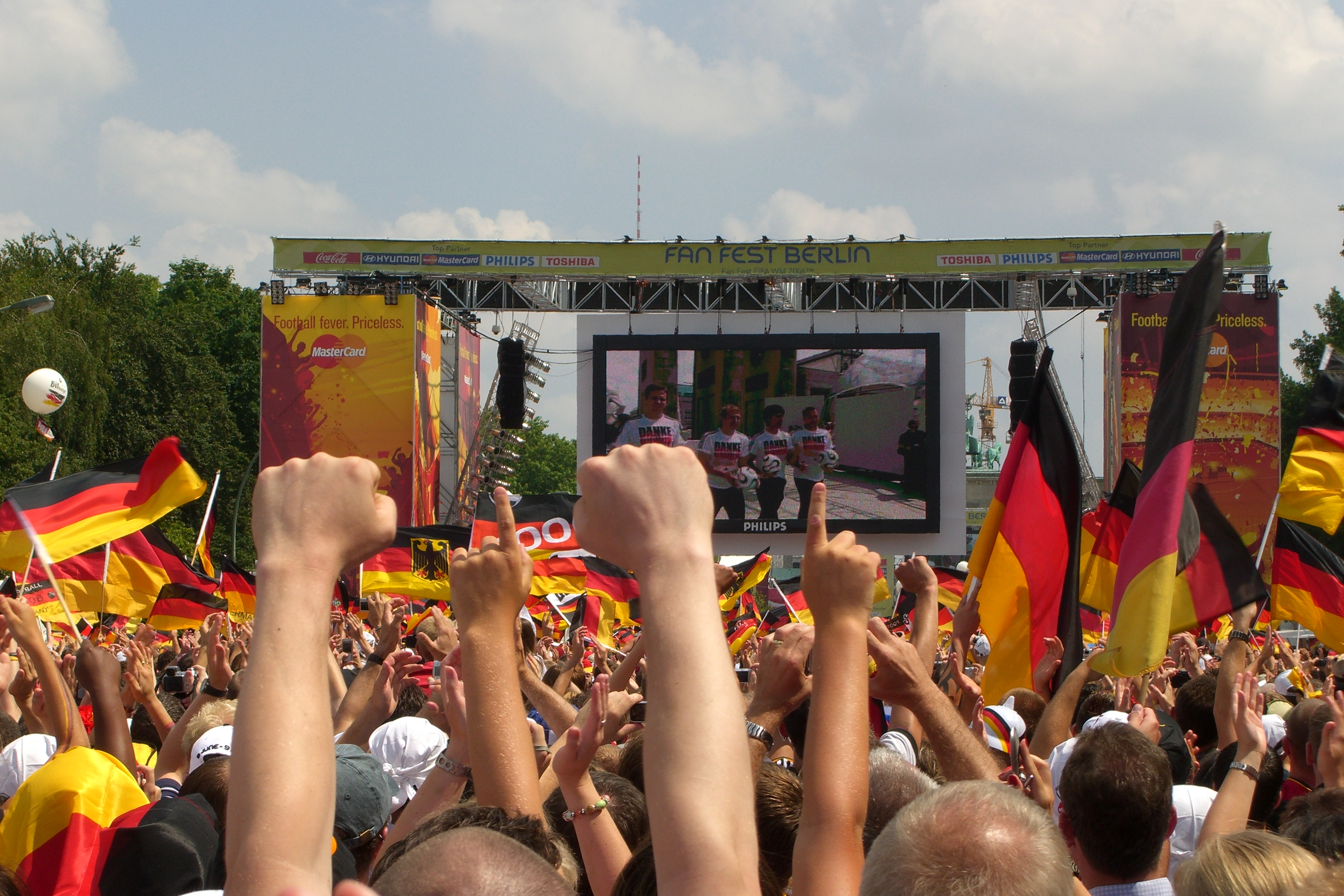
Célébration à Berlin.
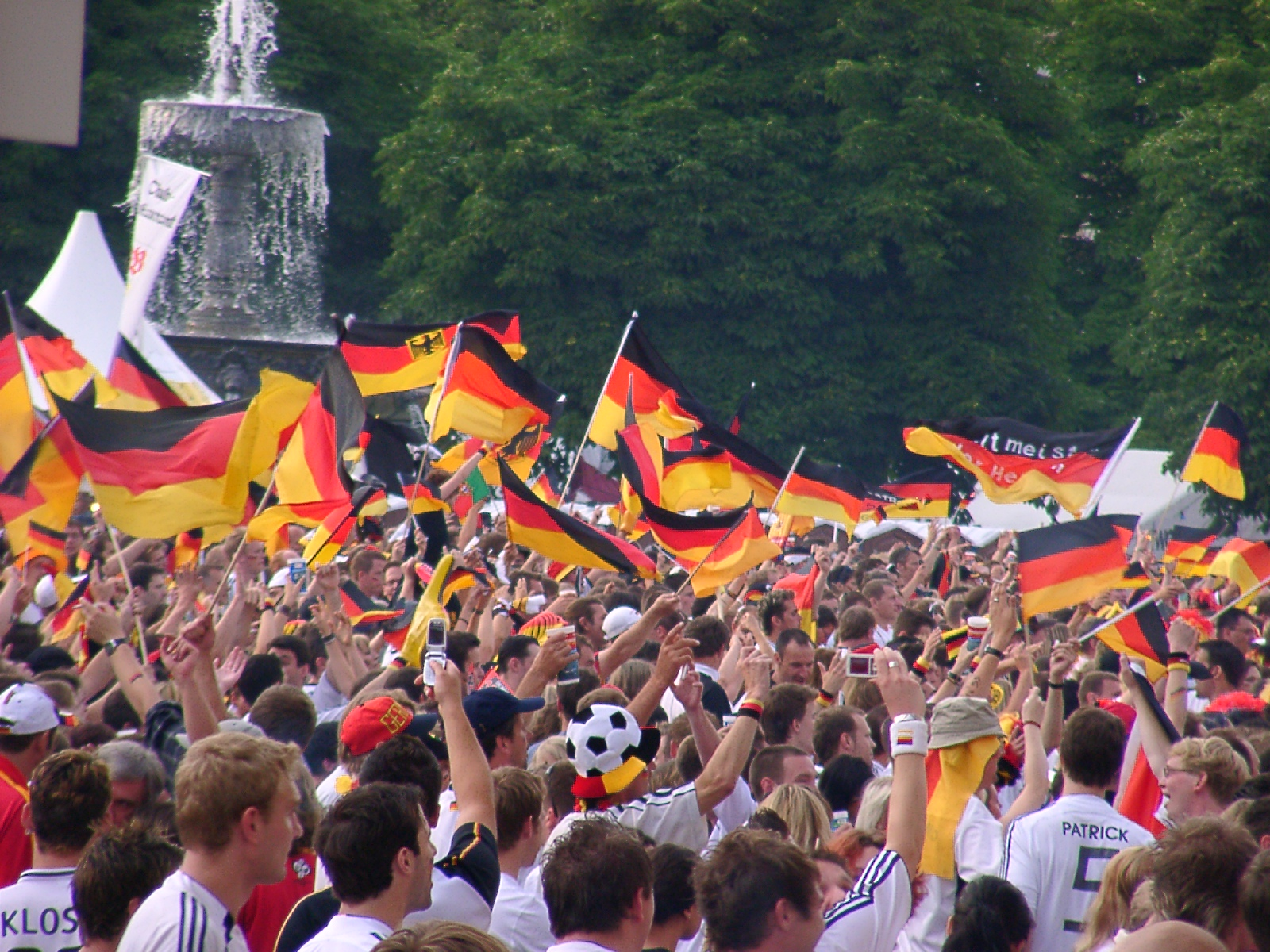
Supporters durant le match troisième place.
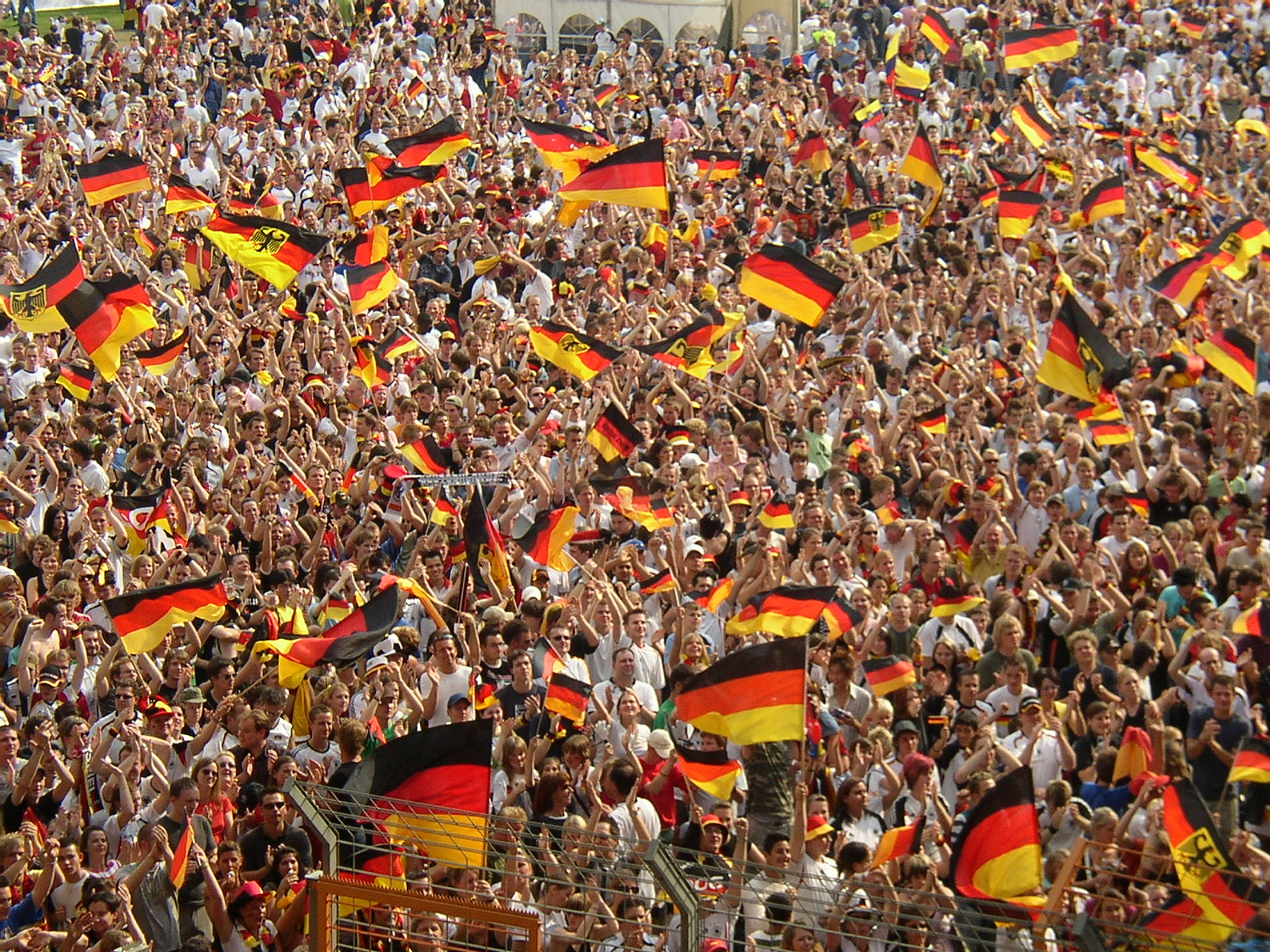
Supporters Allemands à Bochum.
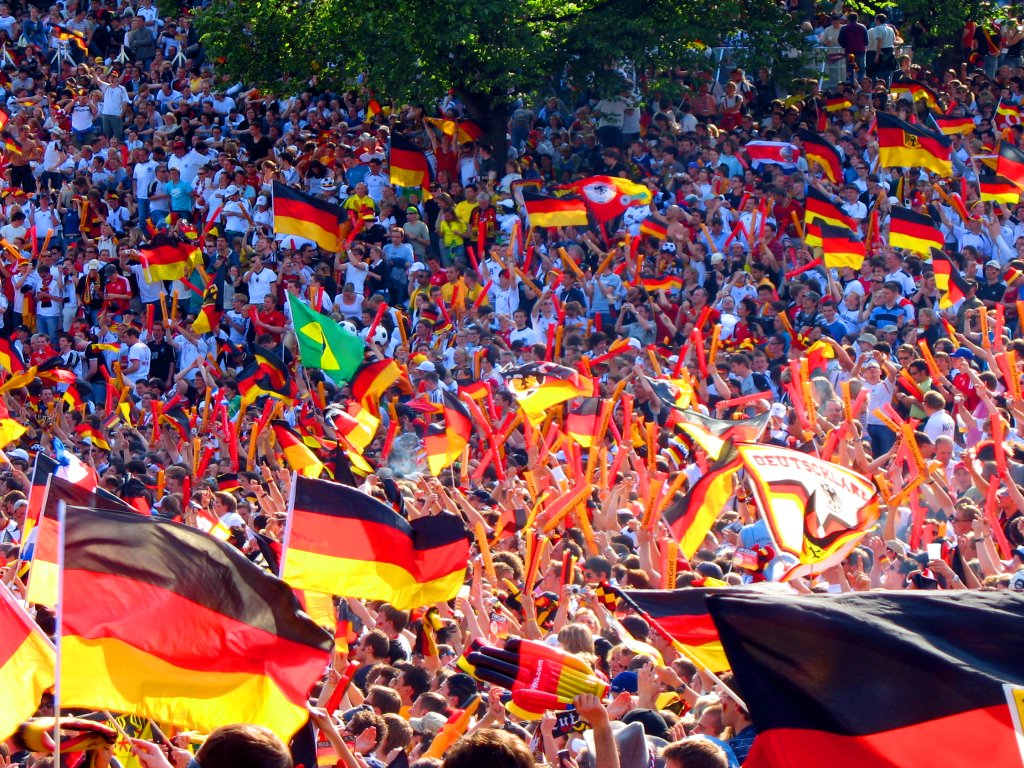
Supporter durant le match d'ouverture.

Malgré l'échec en demi-finale de la Coupe du Monde, la sélection allemande a suscité l'enthousiasme des fans grâce à son évolution footballistique axée sur un jeu offensif. Si ce style de jeu séduit les supporters, certains experts allemands estiment qu'il pourrait expliquer les limites de la Mannschaft, en particulier lors du match contre l'Italie.
Les joueurs allemands, l'entraîneur, le staff et la délégation tout entière sont conviés à Berlin pour célébrer leur parcours, leur troisième place et, dans une perspective plus large, la conclusion de la Coupe du Monde, devant une foule de leurs supporters.

## Statistique collectif et individuelle
Le tournoi est terminé, l'Allemagne remporte quelques trophées mineurs, sur le plan collectif ou individuel. La Mannschaft termine la compétition avec 14 buts marqués, ce qui en fait l'équipe la plus prolifique de la Coupe du Monde 2006, devant l'Italie avec 12 buts et l'Argentine avec 11 buts. Cependant, si l'attaque a répondu présent, comme c'est souvent le cas dans l'histoire de l'Allemagne, la défense n'a pas été rassurante. Parmi les quatre demi-finalistes (Allemagne, France, Italie et Portugal), l'équipe allemande avait la défense la plus faible, en encaissant 6 buts, tandis que l'Italie n'en a encaissé que 2, la France 3 et le Portugal 5.
Sur le plan individuel, Miroslav Klose devient le meilleur buteur du tournoi avec 5 buts marqués : il remporte le Soulier d'Or. Il devient ainsi le deuxième allemand de l'histoire à décrocher ce trophée, après Gerd Müller, (Coupe du Monde 1970 avec 10 buts à son actif).
L'autre récompense individuelle, celle du meilleur jeune joueur, est attribuée, pour la deuxième fois dans l'histoire de l'équipe allemande, à Lukas Podolski, âgé de 21 ans. Il succède à Franz Beckenbauer en 1966. Le joueur (récemment intégré au Bayern Munich) reçoit son trophée dimanche 9 juillet 2006 (jour de la finale) lors d'une conférence de presse à l'Olympiastadion de Berlin, des mains de son compatriote Lothar Matthäus. Le groupe d'étude technique de la FIFA justifie le choix de l'attaquant allemand en mettant en avant sa maturité, sa motivation ainsi que ses statistiques (un temps de jeu important, trois buts marqués, vingt-et-un tirs, quinze fautes subies).
Les trophées majeurs et dits « mineurs » sont remportés par des joueurs italiens. Buffon est nommé meilleur gardien. Le capitaine des Azzurris, Fabio Cannavaro et Andrea Pirlo sont respectivement deuxième et troisième au classement du Ballon d'Or de la Coupe du Monde (à ne pas confondre avec le Ballon d'Or de France Football), et Zinédine Zidane est meilleur joueur du tournoi. Un autre trophée, All-star team, récompense les meilleurs joueurs de la Coupe du monde sélectionnés par la FIFA. La composition de cette équipe est arrêtée entre les demi-finales et la finale. Quatre joueurs allemands figurent dans la liste : Jens Lehmann  gardien, Philipp Lahm en défense, le capitaine Michael Ballack et Miroslav Klose, grâce à son titre de meilleur buteur du tournoi, en attaque.
| Place              | Sélection | Buts |
| ------------------ | --------- | ---- |
| Médaille d'or      | Allemagne | 14   |
| Médaille d'argent  | Italie    | 12   |
| Médaille de bronze | Argentine | 11   |
| 4                  | Brésil    | 10   |

| Place              | Joueur          | Buts | Passes décisives | Temps de jeu |
| ------------------ | --------------- | ---- | ---------------- | ------------ |
| Médaille d'or      | Miroslav Klose  | 5    | 1                | 587          |
| Médaille d'argent  | Hernán Crespo   | 3    | 1                | 308          |
| Médaille de bronze | Ronaldo         | 3    | 1                | 411          |
| 4                  | Zinédine Zidane | 3    | 1                | 559          |

| Place         | Joueur         | Buts | Passes décisives | Temps de jeu |
| ------------- | -------------- | ---- | ---------------- | ------------ |
| Médaille d'or | Lukas Podolski | 3    | 0                | 636          |

| Gardiens                              | Défenseurs                                                                                              | Milieux | Attaquants                                           |
| ------------------------------------- | --- | --- | ---------------------------------------------------- |
| Gianluigi Buffon Jens Lehmann Ricardo | Roberto Ayala John Terry Lilian Thuram Philipp Lahm Fabio Cannavaro Gianluca Zambrotta Ricardo Carvalho | Zé Roberto Patrick Vieira Zinédine Zidane Michael Ballack Andrea Pirlo Gennaro Gattuso Francesco Totti Luís Figo Maniche | Hernán Crespo Thierry Henry Miroslav Klose Luca Toni |

Les autres statistiques, moins importantes, méritent d'être soulignées. Philippe Lahm est le joueur ayant disputé le plus de minutes pour l'Allemagne, avec 690 minutes à son actif, ce qui signifie qu'il a participé de la première à la dernière minute de chaque match. Le joueur du VfB Stuttgart, Thomas Hitzlsperger est celui qui a disputé le moins de minutes, avec 11 minutes contre le Portugal.
En ce qui concerne les avertissements, Christoph Metzelder, Tim Borowski, Torsten Frings et David Odonkor ont été les joueurs les plus avertis, avec 2 cartons jaunes lors des 7 matchs de la compétition. En ce qui concerne l'audience et le taux de remplissage des stades, l'Allemagne, pays hôte, se classe en tête.

## Après coupe du Monde

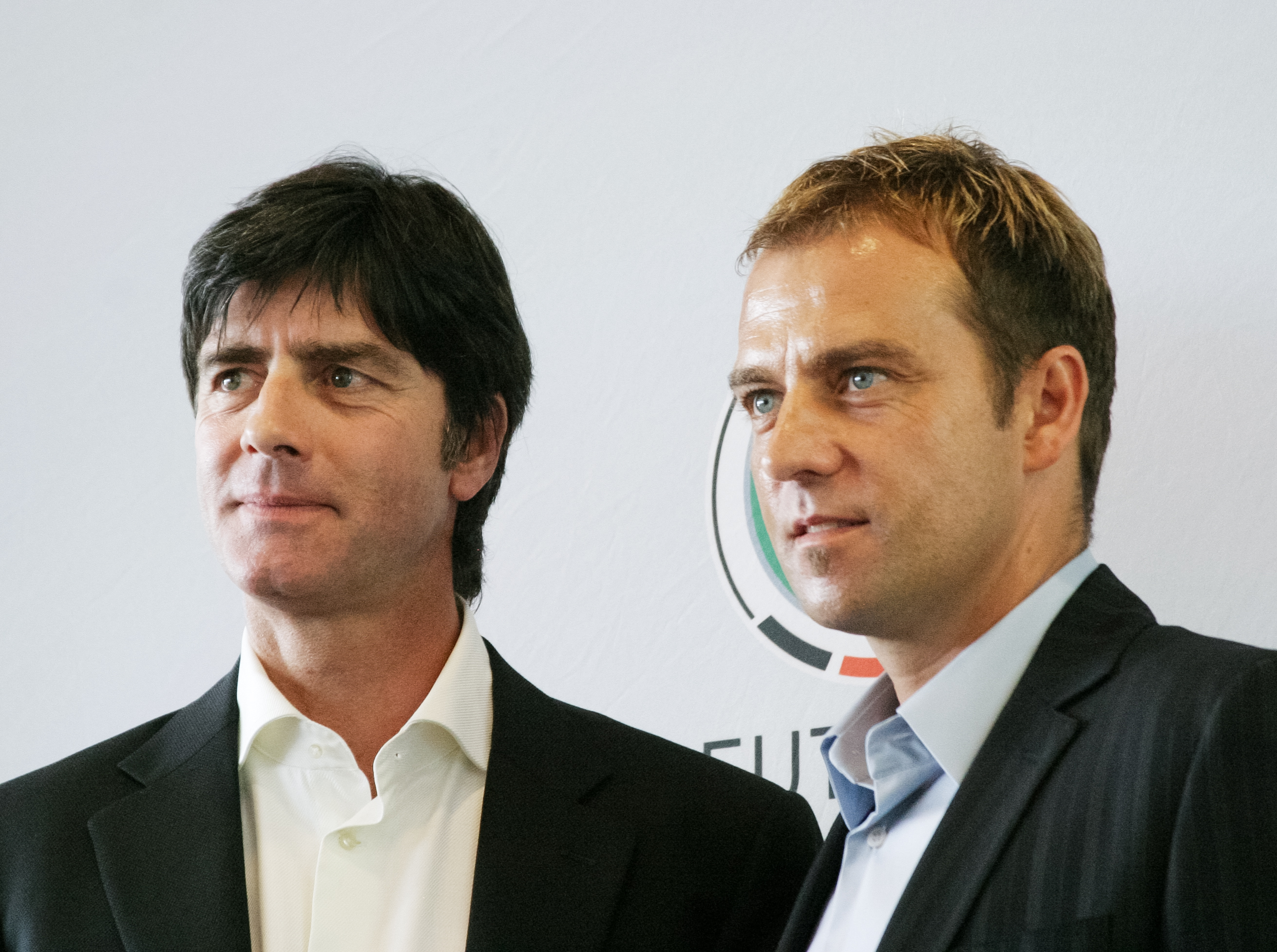
Joachim Löw et Hansi Flick lors de la conference de presse en août 2006. Au cours de la conférence de presse, Flick a été annoncé comme nouvel entraîneur adjoint de l'équipe nationale allemande de football.

Après la Coupe du Monde 2006, la Fédération allemande évalue la performance globale de l'équipe nationale. Initialement, la DFB souhaitait prolonger le contrat de Jürgen Klinsmann jusqu'à la Coupe du Monde 2010 en Afrique du Sud, avec pour objectif d'atteindre au moins les quarts de finale, voire les demi-finales, comme l'espéraient les supporters allemands. À la surprise générale, le technicien allemand a choisi de ne pas renouveler son contrat. Il met fin à deux années de travail pour  moderniser la sélection allemande et le football allemand en général.

« Pour moi, ce n'était pas une décision facile, mais c'était une décision que je devais prendre. Après deux années de travail intensif, qui m’ont demandé beaucoup d’énergie, je me sens vide et épuisé. Je n’aurais plus eu l’énergie et la force de poursuivre ce travail comme je l’imaginais. Tout ce que je souhaite maintenant, c'est passer plus de temps avec ma famille et revenir à la normale. »

— Jürgen Klinsmann
En Allemagne, les réactions à sa non-prolongation  ont été vives,,. Des personnalités du football allemand, Franz Beckenbauer, le capitaine de l'équipe nationale, Michael Ballack,, expriment des regrets. Ce sentiment est partagé par les plus grandes autorités allemandes, notamment la chancelière, Angela Merkel.

« Nous devons tous respecter la décision de Jürgen Klinsmann. En 1986, après deux ans en tant que chef d'équipe, j'étais dans une situation similaire et je me sentais complètement vide immédiatement après le tournoi de Mexique. Je me suis donné deux à trois semaines pour y réfléchir avant de finalement passer à autre chose. Peut-être qu'avec un peu plus de distance, Jürgen aurait pris une décision différente. J'ai toujours le sentiment que Jürgen n'a pas encore atteint ce qu'il voulait. C'est pourquoi je voulais et espérais qu'il continue sur sa lancée. Joachim Löw a montré qu'il est un bon entraîneur, il est tout à fait juste de continuer à travailler avec lui à un poste à responsabilité. »

— Franz Beckenbauer

« Nous devons remercier Jürgen Klinsmann pour la façon dont il a construit l'équipe nationale allemande et l'a fait jouer, pour la façon dont il nous a enchanté et nous a offert des semaines merveilleuses à la Coupe du Monde. »

— Angela Merkel
Sans surprise, Joachim Low prend le relais de Jurgen Klinsmann, à la fois pour l'équipe allemande et pour la philosophie de jeu offensif prônée par Klinsmann. Le 12 juillet 2006, Joachim Low est officiellement le nouveau sélectionneur de l'équipe d'Allemagne. Il signe un contrat initial de deux ans, avec pour objectif une bonne performance à l'Euro 2008 en Suisse et en Autriche. Low devient le troisième entraîneur de l'histoire de l'Allemagne à ne pas avoir été international allemand, aux côtés d'Otto Nerz et d'Erich Ribbeck. Au sein de l'équipe, il a peu de changements : Hansi Flick reste adjoint et Andreas Köpke continue à occuper le poste d'entraîneur des gardiens.

« C’est un grand défi pour moi de continuer sur cette voie. C'est la seule façon pour nous de rester durablement parmi les meilleurs du monde. Nous voulons développer de jeunes joueurs, avoir une qualification réussie et devenir champion d'Europe en 2008. »

— Joachim Low
Des modifications sont apportées au niveau de la direction technique, et de l'administration de la Fédération allemande. Vice-président de la DFB, Theo Zwanziger devient co-président aux côtés de Gerhard Mayer-Vorfelder (l'un des pionniers de la réforme du football allemand au début des années 2000). Ce dernier devient vice-président de l'UEFA en 2007 et laisse la présidence de la DFB à Zwanziger,.

## Héritage
Dans la société allemande, l'équipe de 2006 et la coupe du monde 2006 seront à jamais associées à un conte de fées. En réalité, le terme allemand Ein Sommermärchen illustre les performances de l'équipe nationale allemande lors de la Coupe du Monde 2006, dans l'imaginaire collectif allemand. Après avoir brillamment organisé la Coupe du Monde, l'Allemagne s'est vu confier l'organisation de l'Euro 2024 et sans surprise, le terme Ein Sommermärchen refait surface avec le sélectionneur allemand Julian Nagelsmann évoquant en 2024 un conte de fées 2.0 en référence à l'équipe allemande de 2006.
À partir de la Coupe du Monde 2006, l'Allemagne a été constante lors des compétitions majeures. Elle a atteint 6 demi-finales consécutives (record mondial). Elle a été troisième en 2006, finaliste à l'Euro 2008, troisième à la Coupe du Monde 2010, demi-finaliste à l'Euro 2012, championne du monde à la Coupe du Monde 2014, demi-finaliste à l'Euro 2016. mais a été mise en échec à la Coupe du Monde 2018 en Russie. L'équipe allemande de 2006 a marqué le début d'une remarquable régularité,.